# Provincia de San Juan
San Juan, en el texto de la Constitución provincial: Provincia de San Juan  es una de las veintitrés provincias de la República Argentina. A su vez, es uno de los veinticuatro estados autogobernados o jurisdicciones de primer orden que conforman el país, y uno de los veinticuatro distritos electorales legislativos nacionales. Su capital y ciudad más poblada es la homónima San Juan. Está ubicada en el noroeste de la región de Cuyo y más exactamente al oeste del país, limitando al noreste con La Rioja, al sureste con San Luis, al sur con Mendoza y al oeste con las regiones chilenas de Atacama, Coquimbo y Valparaíso.
Con sus 818 234 habitantes (2022), es la decimotercera jurisdicción más poblada del país, y la segunda provincia más habitada de la Región de Cuyo.
El territorio de esta provincia abarca 89 651 km², un poco más grande que Serbia, siendo la decimoquinta provincia más extensa, en donde prima un relieve montañoso intercalado por valles y travesías bajo un clima, predominante, templado seco, con una marcada escasez de cursos hídricos superficiales. En los valles se desarrollan los oasis, producto del embalsamiento y sistematización de los ríos generados por el deshielo cordillerano. Entre ellos se destaca el oasis del Tulum, en donde se emplaza el Gran San Juan, núcleo urbano que concentra más del 60% de la población total de la provincia.
En los oasis prima, en su desarrollo espacial, la actividad agrícola donde se destaca, la viticultura, actividad que tipifica a la provincia. Además tiene gran protagonismo la olivícola; asociada también está una buena variedad de frutas y hortalizas.
De las dos primeras actividades, principalmente, se desprende un complejo agroindustrial con la elaboración de vino, siendo esta provincia la segunda productora en volumen a nivel nacional; poseyendo a su vez destacados vinos varietales. Asimismo, también se producen grandes volúmenes de aceite de oliva.
Además de la actividad agrícola en los oasis, también se destaca una creciente e importante actividad minera.
En lo que respecta al turismo, los atractivos internacionales más importantes son el montañismo, con el cerro Mercedario y desde el punto de vista científico Ischigualasto, un importante yacimiento paleontológico de extrañas geoformas, que data del periodo triásico. El turismo enológico ha crecido considerablemente en los últimos años; también los deportes aventura como el rafting y carrovelismo, practicado este último en un lugar conocido como la Pampa del Leoncito, entre otros. También es bastante conocida por el turismo religioso, con el muy visitado Oratorio de la Difunta Correa.

## Historia

### Primeros habitantes
Antes de la llegada de los españoles, este territorio estuvo habitado por diversas naciones indígenas: los huarpes (al sur), los diaguitas (al centro y al norte).
Los huarpes habitaron gran parte de lo que hoy se conoce como el valle del Tulum. Su zona de influencia se extendió a las sierras de Zonda, Ullum, Villicum y Pie de Palo, y los cerros de Valdivia. Otras zonas de arraigo fueron la de influencia del río Bermejo y de las lagunas de Guanacache (o Huanacache) y ambas márgenes del río Desaguadero. Se dedicaban a la agricultura y la ganadería. Los grupos se ubicaban en tierras regadas por redes de canales y acequias que ellos mismos construían para garantizar el riego del maíz, la quinoa, el poroto y la calabaza. El maíz fue entonces fundamental en su dieta; lo comían asado o cocido y también lo secaban al sol para obtener chuchoca que consumían molida. Criaban llamas y guanacos para alimentación y transporte. Cazaban guanacos, ñandúes y otros animales pequeños, conservaban la carne charqueada (secada por el sol), por largo tiempo. También recolectaban huevos de ñandú y frutos de chañar y algarrobo.
Los diaguitas del Noroeste argentino, vivían en la zona de los actuales departamentos de Jáchal e Iglesia, al norte de las poblaciones huarpes. Practicaban la agricultura con apoyo del riego artificial y cultivaban el maíz que guardaban en graneros semisubterráneos. Vivían en poblados, en casas de adobe con techos de palos y pasto. El pueblo diaguita se destacó en la cerámica: fabricaban vasijas de boca ancha con dibujos geométricos.
Los diaguitas también habitaron en el Valle del Río Bermejo y en Valle Fértil. La documentación histórica menciona que estos grupos eran muy numerosos y vivían fundamentalmente de la ganadería de la llama. También recolectaban y practicaban la agricultura. También eran cuidadores y criadores de ganado en las estancias españolas. Utilizaban la piedra en puntas de flechas, hachas, cuchillos, raspadores, cuentas para collares y pipas.

### Imperio Inca
Hacia finales del siglo XV, el Imperio Inca, liderado por Túpac Yupanqui, llegó a la región de lo que hoy ocupa aproximadamente la mitad oeste de la provincia actual, conquistando a los Diaguitas y a los Huarpes e integrándolos dentro del Collasuyo. Los incas establecieron su influencia principalmente en el noroeste y la región central comprendida entre la cordillera de los Andes y la Precordillera, en los alrededores del circuito del Qhapaq Ñan, un complejo sistema de caminos y postas que permitían a los chasquis y a los ejércitos incas moverse por todo el imperio desde Cuzco, la capital imperial. Una vez conquistada la región, Túpac Yupanqui se dirigió al sur, en la actual Provincia de Mendoza, donde encontró una severa resistencia de los pueblos Mapuches.

### La fundación

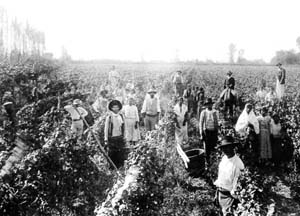
La vitivinicultura, radicada en la provincia desde su fundación

En 1551 el capitán Francisco de Villagra recorrió la zona de lo que hoy son las provincias de San Juan y Mendoza. Desde ese momento, el territorio sanjuanino fue explorado por varios grupos enviados por las autoridades de la Capitanía General de Chile. Estas expediciones tomaron contacto con los indios huarpes, que recibieron pacíficamente a los españoles. Precisamente la existencia de gran cantidad de indígenas que podían ser llevados a Chile para trabajar en el campo o las minas fue uno de los motivos por los cuales los españoles decidieron tomar posesión efectiva de estos territorios.
El 13 de junio de 1562, Juan Jufré de Loayza y Montese fundó San Juan de la Frontera en el valle de Tulum por orden de Francisco de Villagra, capitán general de Chile. La ceremonia tuvo pocos testigos: el reducido grupo de españoles que acompañaban a Jufré y algunos indígenas. Se leyó un acta, que fue firmada por algunos de los expedicionarios presentes. El acta de fundación de la ciudad la bautizó San Juan de la Frontera en honor del santo patrono san Juan Bautista y por llegar su territorio hasta la frontera con el Tucumán. El mismo día, Jufré instituyó el primer Cabildo, nombró teniente corregidor y repartió entre su gente los solares de la ciudad y alrededor de 1500 indígenas en encomiendas.
A fines de 1593 una creciente del río San Juan arrasó la precaria ciudad. Luis Jufré y Meneses, quinto hijo del fundador, la trasladó 25 cuadras al sur de su antiguo emplazamiento. Trazó la plaza Mayor en un cuadrado desnudo y a su alrededor comenzó a crecer nuevamente San Juan, que tuvo que soportar nuevas inundaciones, pestes y terremotos.
El 25 de junio de 1751, Juan de Echegaray logró fundar la actual ciudad de San José de Jáchal, siendo hoy la localidad cabecera del departamento Jáchal. Es en la actualidad núcleo de una importante región agrícola de la provincia.
San Juan formaba parte del corregimiento de Cuyo, cuya cabecera estaba en la ciudad de Mendoza, integrando la Capitanía General de Chile.

### Virreinato del Río de la Plata
Con la formación del Virreinato del Río de la Plata en 1777 el Corregimiento de Cuyo fue separado de la Gobernación de Chile.
La Real Ordenanza de Intendentes del 28 de enero de 1782 dividió el Virreinato del Río de la Plata en 8 gobernaciones-intendencias, además de las gobernaciones militares y políticas de Montevideo y de los pueblos de las antiguas Misiones Jesuíticas, formándose brevemente la Intendencia de Cuyo. Pero como consecuencia del informe presentado por el virrey Juan José de Vértiz, esta estructura fue modificada por Real Orden del 29 de julio de 1782 y por la cédula aclaratoria del 5 de agosto de 1785, suprimiéndose las intendencias de Cuyo y Santa Cruz de la Sierra y dividiendo la del Tucumán en dos, integrando Cuyo la nueva Gobernación Intendencia de Córdoba del Tucumán.

### Tiempos revolucionarios

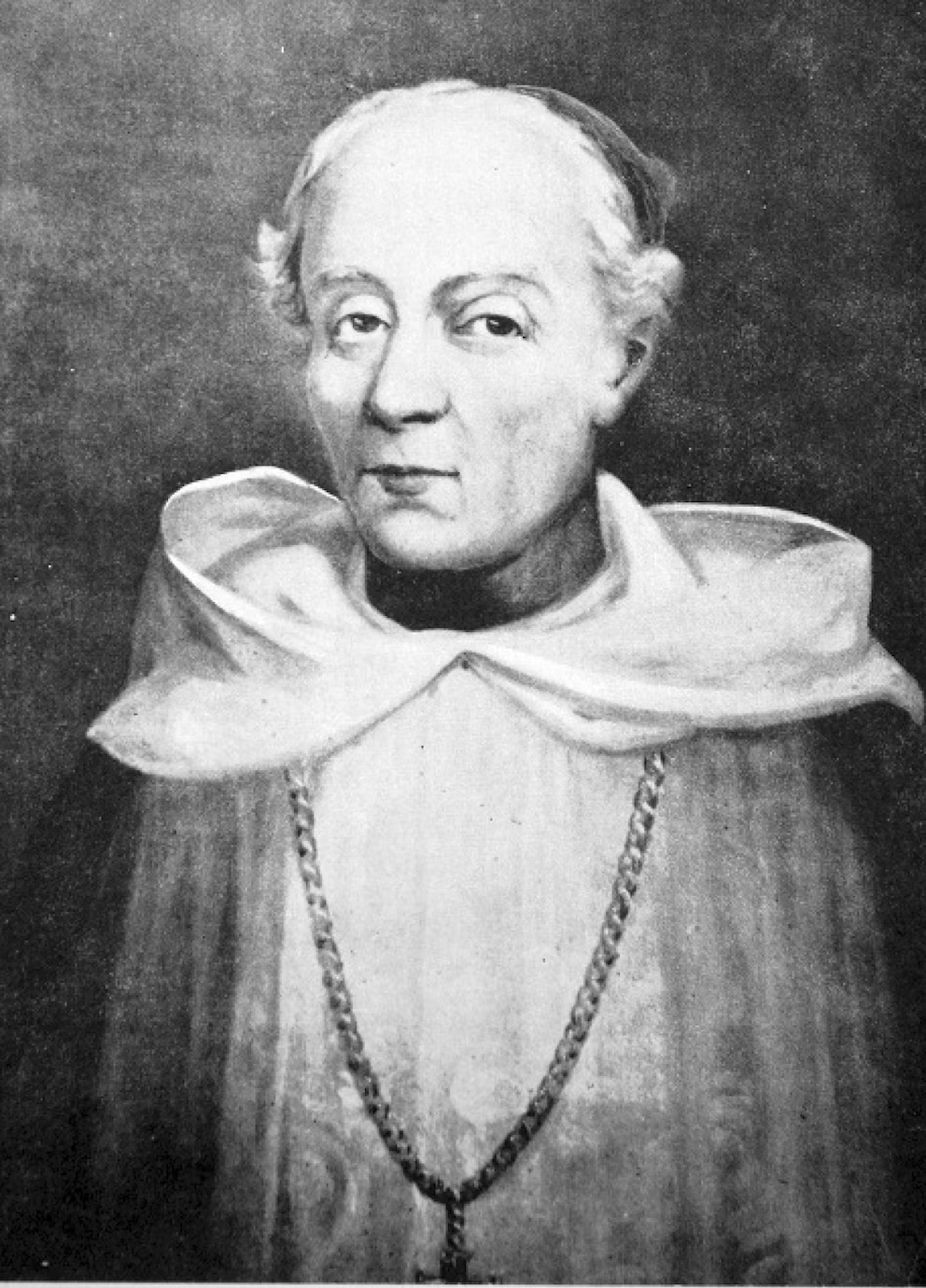
Fray Justo Santa María de Oro, diputado por San Juan en el Congreso de Tucumán en 1816, y primer Obispo de San Juan.

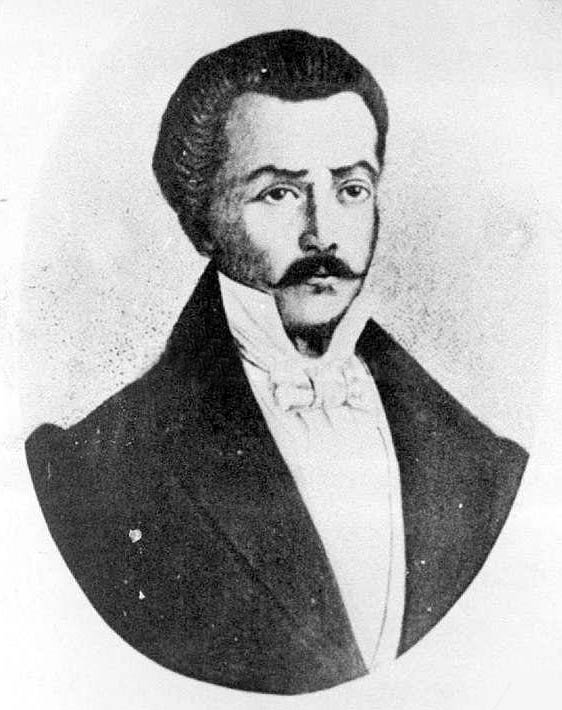
Francisco Laprida, quien fue diputado por San Juan en el Congreso de Tucumán.

El día 7 de julio de 1810 un Cabildo Abierto reconoció a la Primera Junta de Buenos Aires y eligió como diputado para la Junta Grande a José Ignacio Fernández Maradona.
El 29 de noviembre de 1813 se recreó la Gobernación Intendencia de Cuyo, separándola de la de Córdoba del Tucumán, integrada por los partidos, al mando de subdelegados, de San Luis, Mendoza y San Juan. El primer teniente gobernador destinado a Cuyo fue el coronel Florencio Terrada, posteriormente, fue designado Gobernador Intendente el coronel Marcos Balcarce y luego José de San Martín.
El 13 de junio de 1815 fue elegido fray Justo Santa María de Oro como diputado por San Juan para el Congreso de Tucumán, y el 12 de septiembre fue elegido Francisco Narciso Laprida como segundo diputado por San Juan para el mismo congreso.
En 1819, el General San Martín visitó a la ciudad de San Juan, y durmió en una celda del Convento de Santo Domingo.

### Autonomía provincial
El 9 de enero de 1820 se produjo en San Juan la sublevación del Regimiento 1.º de Cazadores de los Andes, acompañado por un cuerpo de Dragones de reciente creación. Los jefes del motín fueron los capitanes Mariano Mendizábal y Francisco Solano del Corro y el teniente Pablo Morcillo. Luego de dominar la resistencia de los cívicos al mando de José Bernardo Navarro, depusieron al teniente gobernador José Ignacio de la Roza y arrestaron al jefe del regimiento, teniente coronel Severo García de Sequeira. Mendizábal llamó a un cabildo abierto que lo nombró por aclamación ese mismo día teniente gobernador y comandante de armas de San Juan, pero solo asumió el cargo militar dejando al cabildo el poder político. El 10 de enero Mendizábal envió al Director Supremo, José Rondeau, una extensa nota justificando la sublevación.
El 20 de febrero llegó a San Juan la noticia de la Batalla de Cepeda, que había originado la caída del Directorio y la disolución del Gobierno Nacional el 11 de febrero. Fue convocado un cabildo abierto para el 27 de febrero que debía decidir si San Juan seguiría dependiendo de Mendoza o si se constituía en una provincia federada más. La asamblea fracasó y se convocó otra para el 1 de marzo, durante la cual se firmó el acta declarando la autonomía de San Juan como nueva provincia de la federación. A partir de ese momento se disolvió la Provincia de Cuyo y Mariano Mendizábal se transformó en el primer gobernador de San Juan.

Que quedaba unido en el modo más solemne á las demás provincias federadas; que se obligaba á obedecer y sostener todos los pactos y establecimientos que sancionase la autoridad legislativa que constituían las provincias federadas; que, reasumida su soberanía, se declaraba el pueblo, independiente de la que hasta aquí había sido capital de la Provincia, y que al actual señor Teniente Gobernador lo elevaba el pueblo á la clase de Gobernador, con todas las facultades y prerrogativas anexas á esta clase; que este hecho y la independencia que acababa de declarar, con respecto á la capital de Mendoza, se entendiese estable hasta la reunión y declaración de la autoridad legislativa que hayan de constituir las provincias federadas, á cuya deliberación queda únicamente sujeto el pueblo.
Parte del acta del 1 de marzo de 1820

- Wikisource contiene obras originales de o sobre Provincia de San Juan.

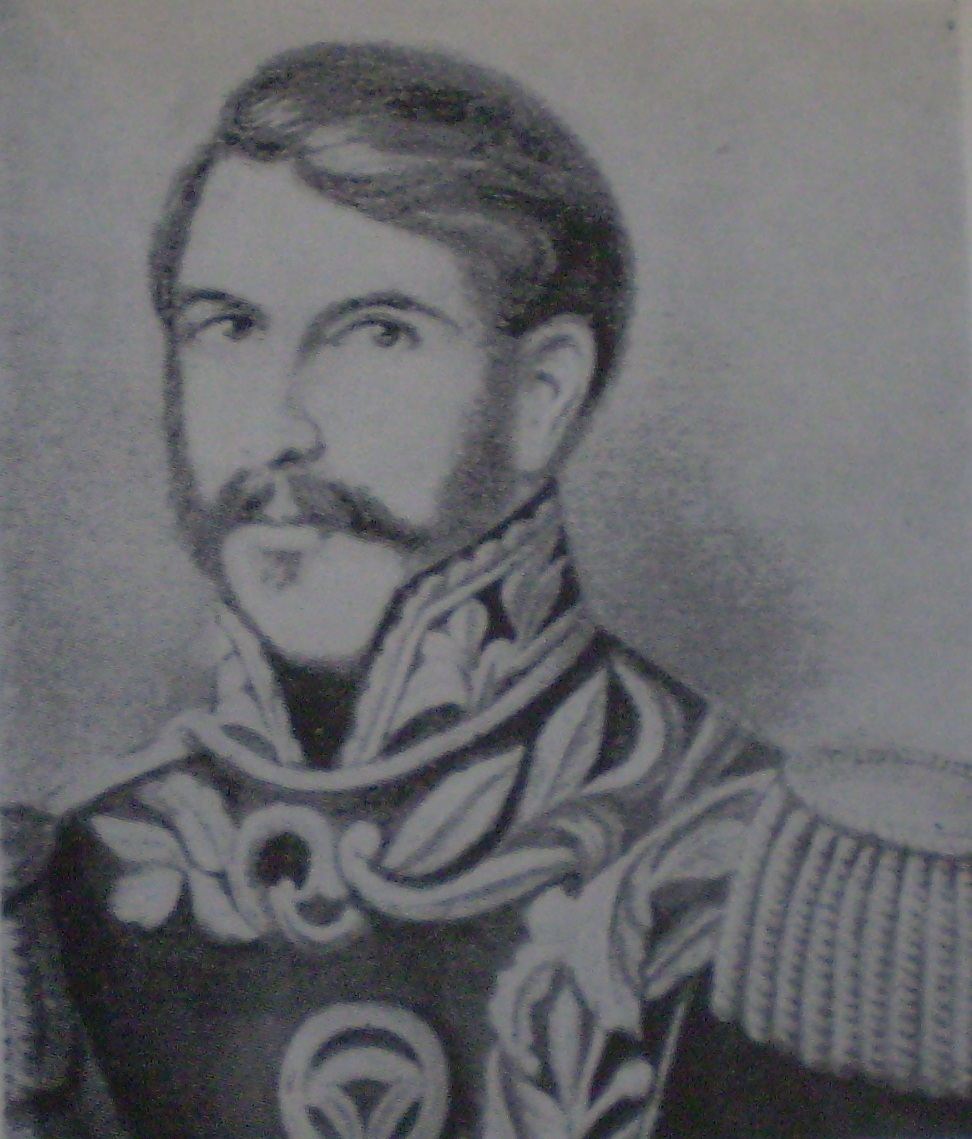
Nazario Benavídez, gobernador en tres ocasiones

El conocerse en Mendoza lo ocurrido en San Juan, el 10 de marzo partió hacia esa ciudad un contingente al mando del general Rudecindo Alvarado con dos compañías de cazadores y dos piezas de artillería, pero al llegar a Pocito el 14 de marzo, se detuvo allí en espera de acontecimientos favorables. Al no producirse en San Juan ningún movimiento contra las nuevas autoridades, regresó a Mendoza.
El 21 de marzo fue derrocado Mendizábal, enviado luego a Lima y ejecutado por traición, asumiendo interinamente la gobernación José Ignacio Fernández de Maradona. Este firmó el 23 de marzo un acuerdo con representantes del nuevo gobernador de Mendoza, Pedro José Campos, que reconocía la autonomía de San Juan. El 5 de junio de 1820 renunció Maradona y lo reemplazó el chileno José Antonio Sánchez.
El 21 de enero de 1821 fue puesta en funciones la primera Junta de Representantes de San Juan, compuesta por 9 representantes de la ciudad de San Juan, uno por Jáchal y uno por Valle Fértil.
Tras la organización nacional, la Provincia de San Juan sancionó una constitución el 7 de abril de 1856.
En 1861 Juan Saá invadió la provincia y atacó las débiles fuerzas sanjuaninas en la Batalla de Rinconada del Pocito, el 11 de enero, derrotándolas por completo. El mismo gobernador, Antonino Aberastain, estaba al mando de sus fuerzas y fue capturado; varios prisioneros fueron ejecutados, entre ellos el propio gobernador, que fue fusilado al día siguiente, por orden del coronel Francisco Clavero.

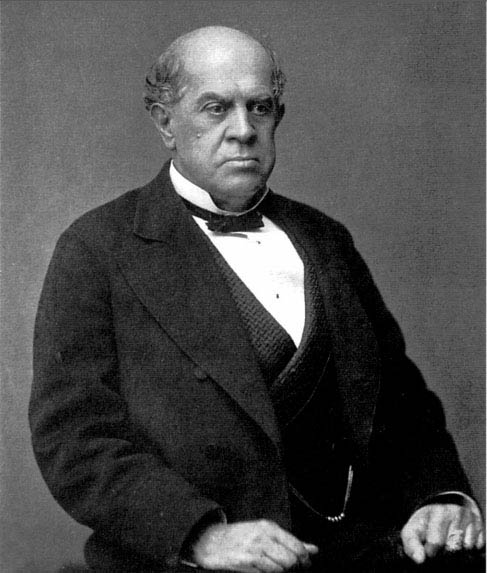
Domingo Faustino Sarmiento gobernador de la provincia en el periodo 1862-1864.

En 1862, asumió como gobernador Domingo Faustino Sarmiento, logrando en tan solo dos años cambiar la fisonomía de la provincia, abrió nuevos caminos, fundó nuevas escuelas, fomentó la agricultura, creó proyectos mineros, impulsó el poblamiento con la llegada de los inmigrantes, etc.
El 9 de diciembre de 1869, durante el gobierno del doctor José María del Carril, se dictó la Ley de Régimen Departamental conforme el artículo 36 de la Constitución de la Provincia, donde se lograba la creación del Departamento Pocito. También fue creado el 17 de diciembre el Departamento Calingasta, y el departamento Angaco se separó en Angaco Norte y Angaco Sud.
En 1870 se realizó la primera división política de la provincia en 18 departamentos, denominándolos como ciudad, Desamparados, Concepción, Trinidad, Santa Lucía, Pocito, Marquesado, Albardón, Angaco Norte (actual Angaco), Angaco Sud (actual San Martín), San Isidro, Caucete, La Huerta, Valle Fértil, Jáchal, Iglesia, Gualilán, Calingasta, Guanacache y Pedernal
En 26 de diciembre de 1882, se creó el Departamento 25 de mayo.
En 1884 Sarmiento realizó su última visita a San Juan. La gente se volcó a las calles para ver al sanjuanino que llegó a la presidencia de la Nación. Permaneció algunos días en la provincia y asistió como invitado especial a la inauguración de la casa de gobierno de esta provincia, allí pronunció un discurso.

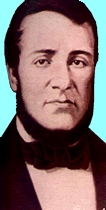
Antonino Aberastain, gobernador de San Juan.

Para 1887, la provincia de San Juan poseía una población de 102 000 habitantes, 85 214 hectáreas cultivadas con riego artificial, mediante canales, de las cuales solo 3 634 eran de viñedos.

### SigloXX
En 1908, bajo la gobernación de coronel Carlos Sarmiento, se sancionó una ley el 25 de agosto, donde designaba a la zona de los actuales departamentos Rivadavia, Zonda y Ullum, con la denominación de Rivadavia, para dar honor al antiguo presidente. También el mismo día y año, se crea el departamento Sarmiento, suprimiendo las antiguas jurisdicciones de Guanacache y Pedernal, para luego ser distritos
En 1928, se sancionó una nueva ley de Régimen municipal, decía que incluía a la zona de Rivadavia dentro del departamento Capital.
En 1931, triunfó en las elecciones Federico Cantoni. Fue inaugurado el ferrocarril al Departamento Jáchal.

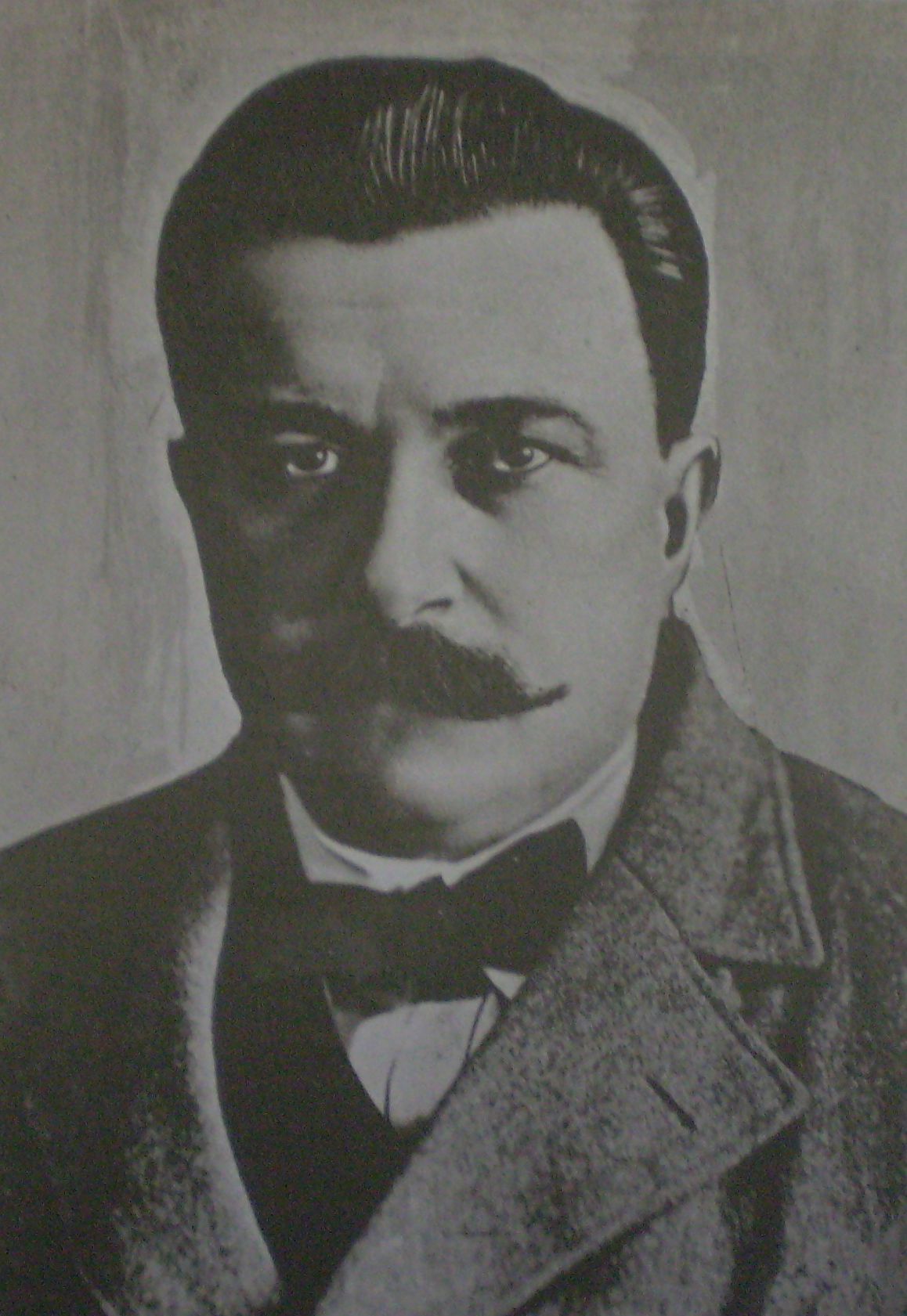
Federico Cantoni, gobernador de la provincia, en dos oportunidades.

En 1935, la zona denominada Rivadavia, se separó del departamento Capital y de Rivadavia la zona denominada Zonda para comenzar a formar definitivamente un nuevo departamento. También se reconoce a Valle Fértil como departamento independiente y se establecen los límites actuales.
En 1936, se inauguraron los puentes sobre el río San Juan, comunicando los departamentos de Caucete, Albardón y Calingasta, construidos con hierro traídos de Europa.
En 1940, se presenta el primer informe sobre la importancia de Ischigualasto. Se comienzan a visualizar los primeros trabajos de la producción en forma industrial el aceite de oliva.
El día 9 de septiembre de 1942, por ley se crea el departamento Rawson, siendo Villa Krause, la cabecera. También el 19 de septiembre se crea definitivamente el departamento Rivadavia, fijándose los límites actuales y también se crea el departamento 9 de julio, por haber sido separado de Pocito. El antiguo Departamento Angaco Sur, cambia de nombre al actual departamento San Martín y por la ley orgánica municipal del 4 de septiembre se fijaron los límites definitivos del departamento Zonda, siendo la villa cabecera, Villa Basilio Nievas en un pequeño núcleo urbano que recuerda a uno de los primeros pobladores.
En 1944, se produjo un terremoto que alcanzó los 7,8 grados de magnitud escala Richter y una intensidad máxima de IX grados escala Mercalli modificada. El epicentro se ubicó a 20 km al norte de la ciudad de San Juan, en las proximidades de la localidad de La Laja, en el departamento Albardón. Esté terremoto del 15 de enero fue la mayor tragedia que recuerde el pueblo argentino. Se habla de 10 000 muertos, de una cifra aun mayor de heridos, de la destrucción casi total de una ciudad.
El 25 de junio de 1966, las provincias de San Juan y de Mendoza suscribieron un Acuerdo Interprovincial de Límites, que dejó delimitada toda la frontera entre ambas provincias. El límite fue fijado mediante la Ley Nacional N.º 22200 dictada por el gobierno militar y publicada en el Boletín Oficial el 27 de marzo de 1980.
El Decreto-Ley N.º 18.004 promulgado por el gobierno militar el 23 de diciembre de 1968, estableció los límites entre las provincias de La Rioja y de San Juan. Previamente, los interventores militares de ambas provincias celebraron un acuerdo el 12 de marzo de 1968, con el objeto de poner fin a una disputa secular de límites. El 21 de diciembre de 1973, la Legislatura de La Rioja sancionó la ley provincial N.º 3.468 desconociendo la validez del Decreto-Ley del gobierno militar. El gobierno de San Juan sancionó en enero de 1969, la ley provincial N.º 3.580, ratificando el convenio interprovincial firmado por los interventores militares en 1968. La disputa se centra en el glaciar y el cerro El Potro —con potencialidad minera en cobre y oro—, en donde el Decreto-Ley N.º 18.004 fija que el límite parte desde el cerro El Potro, dirigiéndose desde allí con rumbo sudeste hasta dar con el Río Blanco, pero no dice cuál es el ángulo de la dirección sudeste, por lo que la zona se encuentra delimitada pero no demarcada.
1972, se organiza la primera Fiesta Nacional del Sol.
En 1973, se crea la Universidad Nacional de San Juan.

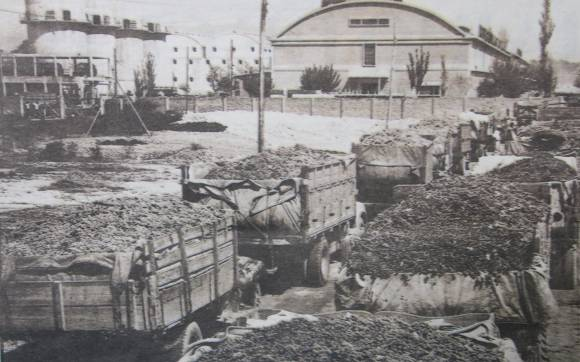
La industria vitivinícola tuvo su auge a mediados del en la provincia. Esta es una vista de la Bodega CAVIC en 1970 durante el momento de la molienda de uva.

El 23 de noviembre de 1977, a las 6:25, otra vez San Juan se sacudió por las fuerzas telúricas. Un terremoto de grado 9 en la escala Mercalli o 7,4 grados en la escala Richter, tuvo como epicentro la sierra de Pie de Palo y afectó los departamentos de Caucete, 25 de mayo, 9 de julio, San Martín y Angaco. En todo el país se sintió el sismo, de larga duración, que causó 65 muertos y más de 300 heridos, destruyendo muchos edificios —casi todos construidos sin respetar las normas antisísmicas—, en la ciudad de Caucete y afectando gravemente la actividad agrícola de la zona este del Valle del Tulum.
En 1980, fue definitivamente inaugurada la obra hidroeléctrica de Embalse Ullum. Beneficiando a grandes rasgos a la agricultura, provocando una creciente aumento de la superficie cultivada.
En 1984, el departamento Rawson, es declarado ciudad, con asiento en Villa Krause. Siendo hoy una de las ciudades más importantes del Gran San Juan, donde se desarrolla una intensa actividad comercial.
En 1994, definitivamente dejaron de circular los trenes de pasajeros.
En 1998, se comienzan a ejecutar las obras hidroeléctrica del Dique Caracoles.

### SigloXXI

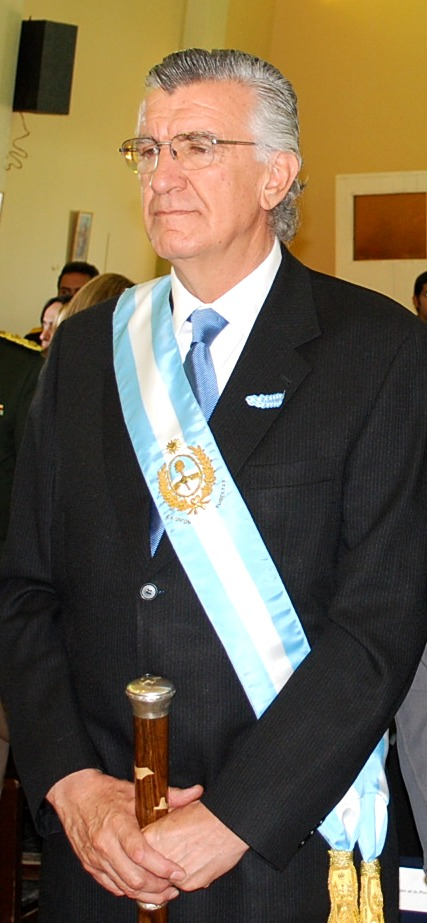
José Luis Gioja, exgobernador de la provincia.

En el 2001, se agudizan los problemas en la administración por atrasos salariales. Renuncian algunos diputados. Hay movilizaciones en toda la provincia, promovidas por diferentes gremios estatales. Los bancos no reintegran los depósitos a plazo fijo.
En el 2003, triunfó en las elecciones como gobernador José Luis Gioja.
En el 2005, comienza desarrollarse considerablemente la minería, provocando un importante cambio en la economía local y también el rechazo de esta actividad en importantes sectores de la población por las graves consecuencias ambientales que puede llegar a acarrear. La empresa multinacional Barrick, fue la encargada de la explotación en la alta montaña, con los proyectos como Pascua Lama y Veladero, donde hoy se extrae varios metales destacándose el oro.
A partir del 2007, se comenzaron los trabajos de búsqueda de petróleo en la provincia, se estima un cambio más que positivo para la economía local. Bajo una nueva iniciativa, con nuevos escenarios artísticos y carrusel por la ciudad de San Juan, se realiza la Fiesta Nacional del Sol.

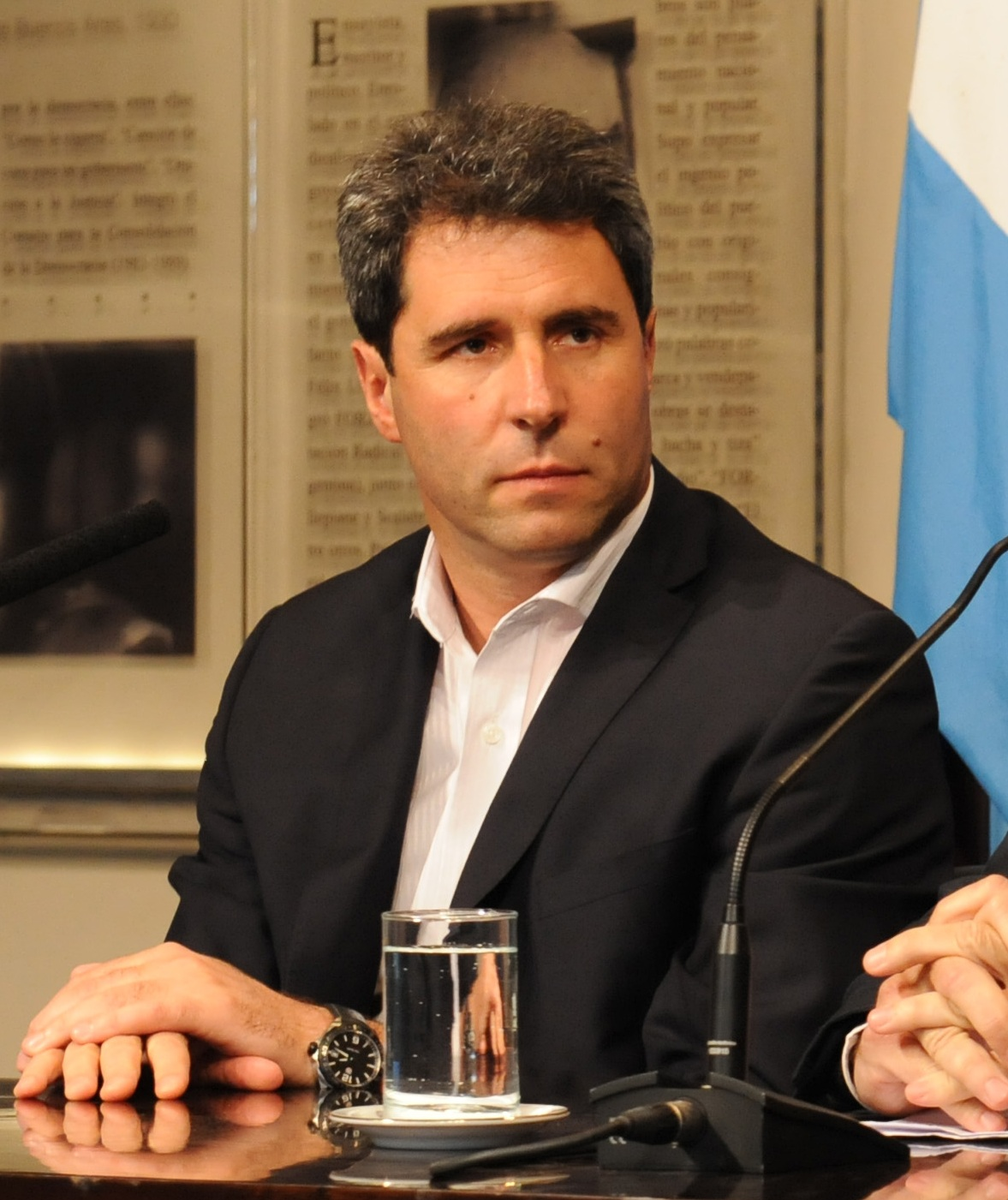
Sergio Uñac exgobernador de San Juan

En el 2008, comienza el llenado del embalse Caracoles.
En el 2014 en varios departamentos de la provincia se vieron afectados por inundaciones como consecuencia de la caída, de durante tres días consecutivos, de 136 mm de precipitaciones superior a la media anual.

### San Juan y el cruce de los Andes
El general San Martín condujo el grueso del ejército por la provincia de San Juan, por el Paso de Los Patos, Calingasta sin embargo, mucha de la artillería debió ser conducida por el Paso de Uspallata. Durante 1815 y 1816 se realizó el Cruce de los Andes, San Juan se comprometió por intermedio de su Cabildo a formar un batallón de 500 soldados. Para ello se ordenó el reclutamiento voluntario y obligatorio de hombres. Sin embargo, el grueso de lo que sería la División Norte, al mando del teniente coronel Juan Manuel Cabot, se integró con voluntarios que se iban sumando al paso de la columna por parte del territorio sanjuanino. La expedición llevaba más de 1500 animales y armamento.
Además San Juan, aporto oficiales y soldados, milicianos y arrieros, pólvora y víveres. A pedido del General San Martín, en San Juan el Teniente Gobernador José Ignacio de la Roza implementó impuestos a los vinos y aguardientes que se vendían fuera de la provincia con el fin de recaudar fondos.
Las mujeres sanjuaninas se encargaron de tejer paños, donaron joyas y objetos de plata labrada, mientras todos los que podían entregaban dinero, caravanas, aguardiente y vino, pasas de uva, harina, trigo, maíz, jabón, aceitunas, mulas de silla y carga, caballos, cueros de vacuno, monturas, ponchos, barriles, toda la existencia de estaño e incluso esclavos negros. El vecindario entregó todo lo que poseía y fue sometido a una contribución extraordinaria, mientras el Convento de Santo Domingo fue cedido para cuartel de las tropas.
La provincia de San Juan, junto a su contribución y paso del General José de San Martín por dicha provincia se debe así misma y en homenaje a tamaña gesta, un monumento que honre al General José de San Martín en su paso Libertador por dicho territorio.

## Gobierno y política
La Provincia de San Juan es, al igual que las demás provincias argentinas, autónoma respecto del gobierno nacional en la mayoría de los temas, exceptuando aquellos de alcance federal. Esto está reconocido por el artículo 121 de la Constitución de la Nación Argentina:

Las provincias conservan todo el poder no delegado por esta Constitución al Gobierno federal, y el que expresamente se hayan reservado por actos especiales al tiempo de su incorporación.

Como Estado preexistente a la Nación, la provincia tiene su propia Constitución. La primera se redactó en 1854 y se reformó en 1868. Una nueva Constitución se dictó en 1873, con reformas tratadas en la convención que sesionó entre 1862 y 1889. Luego se sancionó la Constitución de 1927, la cual introdujo el voto femenino adelantándose en décadas al régimen nacional. La Constitución provincial vigente se remonta a 1986. En 2011 se realizó una reforma que modificó el artículo 175 de la Constitución provincial, que establecía como límite una sola reelección para el mandatario. El texto aprobado ayer plantea que el gobernador y el vicegobernador "pueden ser reelegidos consecutivamente hasta dos veces", mediante el procedimiento previsto en la misma (sección tercera Reforma de la constitución art 271-278).
Las autoridades del gobierno tienen su sede en la ciudad de San Juan, la cual es la capital provincial.

### Poder ejecutivo
El poder ejecutivo es unipersonal y recae en un ciudadano, elegido directamente por la ciudadanos, varones y mujeres, con capacidad para ser electores y que estén inscriptos en el Registro cívico de la provincia, para el cargo de Gobernador. Es el encargado de ejecutar las leyes y administrar el presupuesto provincial, con la colaboración de su gabinete de ministros. Es electo junto al Vicegobernador, que a su vez es presidente de la Cámara de Senadores Provinciales. Del Ejecutivo dependen las fuerzas de seguridad de la Policía de la Provincia de San Juan. La Constitución de la Provincia establece un período de gobierno de 4 años, y permite la reelección del Gobernador hasta dos veces consecutivas, sin dejar pasar un período intermedio.

### Poder legislativo

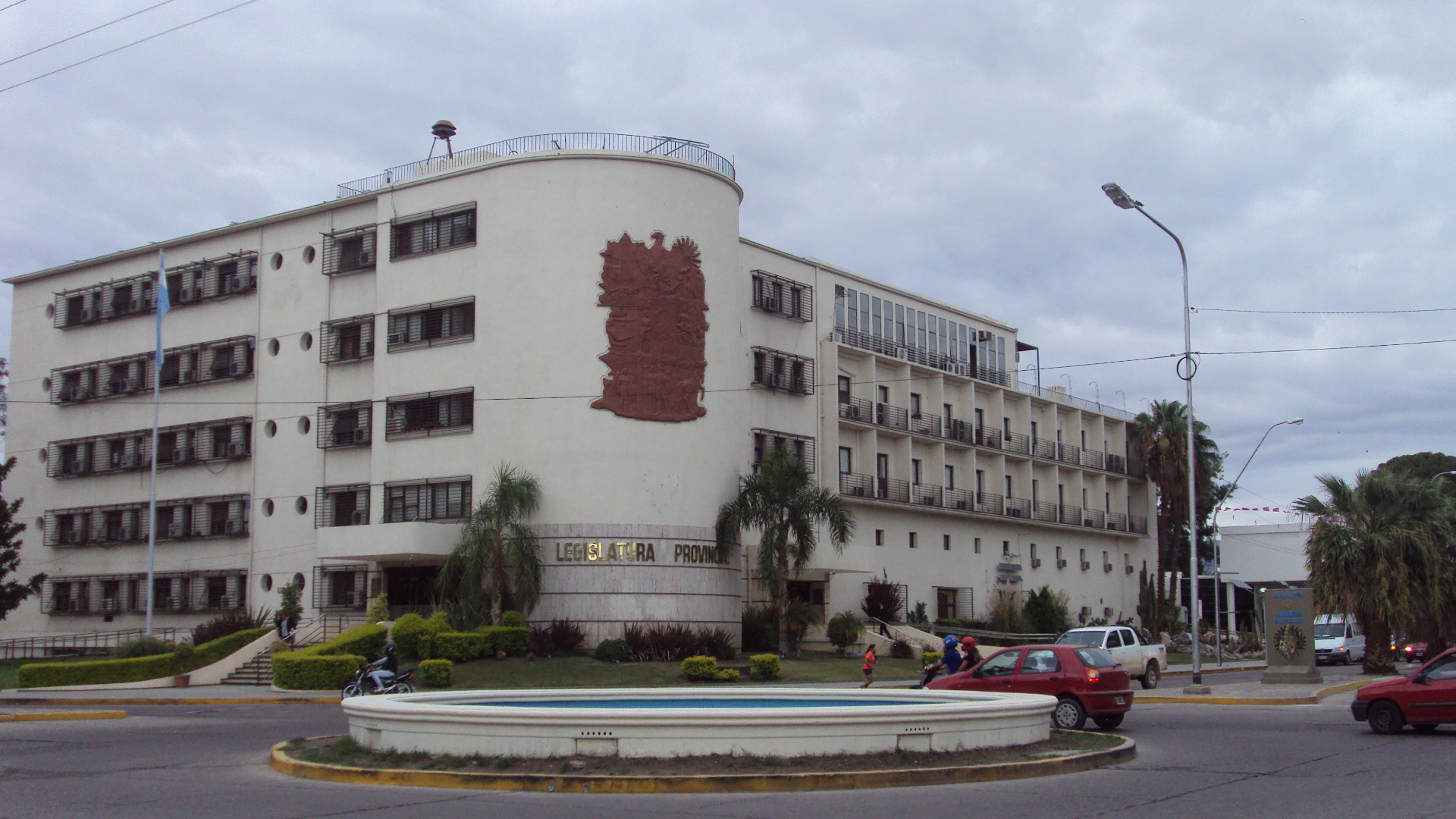
Edificio de la Legislatura provincial, en la ciudad de San Juan.

Según el artículo 131.º de la constitución provincial el Poder Legislativo de la Provincia es ejercido por una Cámara de Diputados integrada por un representante por cada uno de los departamentos en que se divide la Provincia, conforme a lo establecido por dicha Constitución. Cada departamento es considerado como distrito electoral único para la elección de su representante a simple mayoría de sufragios. Además está integrada por un diputado cada veinte mil habitantes elegidos por el sistema de representación proporcional tomando la Provincia como distrito electoral único. La ley puede aumentar pero no disminuir la base de representación determinada para cada diputado elegido por el sistema proporcional.
.
En el artículo 145.º, se designa al vicegobernador de la provincia como Presidente nato de la Cámara de Diputados, pero no tiene voto, excepto en los casos de empate. La cámara nombra anualmente, en su primera sesión ordinaria, un vicepresidente primero y un vicepresidente segundo de entre sus integrantes, quienes, cuando ejerzan la presidencia de la cámara, tendrán voto y decidirán en caso de empate.
El artículo 132.º de dicha constitución establece: los diputados duraran cuatro años en sus funciones, inician y concluyen sus mandatos en la misma oportunidad en que lo hace el Poder Ejecutivo, y pueden ser reelectos.

### Poder judicial
Según lo dictaminado por el artículo 179.º de la Constitución provincial el Poder Judicial de la Provincia es desempeñado por una Corte de Justicia, Cámaras, Jueces y Jueces de Paz Letrados y demás tribunales que la ley establezca. A vez, citando el artículo 198.º, tiene todo el imperio necesario para mantener su inviolabilidad e independencia ante los otros poderes del Estado.
En el artículo 201.º, se menciona, que la Corte de Justicia está integrada por cinco miembros, como mínimo, y se divide en salas; solamente por ley podrá aumentarse el número, que siempre deberá ser impar. La Presidencia del cuerpo es desempeñada anualmente y por turno, por cada uno de sus miembros, comenzando por el de mayor edad.
En el artículo 213.º dispone que el Poder Judicial dispone de la fuerza pública necesaria para el cumplimiento de sus funciones. La Corte de justicia organiza la Policía Judicial, de acuerdo con lo impuesto por dicha Constitución y la ley; esta Policía es de su exclusiva dependencia.
El Jurado de Enjuiciamiento está integrado con un miembro de la Corte de Justicia designado por sorteo por ella; dos diputados elegidos por la Cámara y dos abogados de la matrícula elegidos de la misma manera en que se eligen los que integran el Concejo de la Magistratura y que reúnan las condiciones para ser miembros de la Corte, con la antelación suficiente para que esté en condiciones de constituirse a partir del primer día de enero de cada año, establecido en el artículo 230.º.

### Ministerios y Secretarías

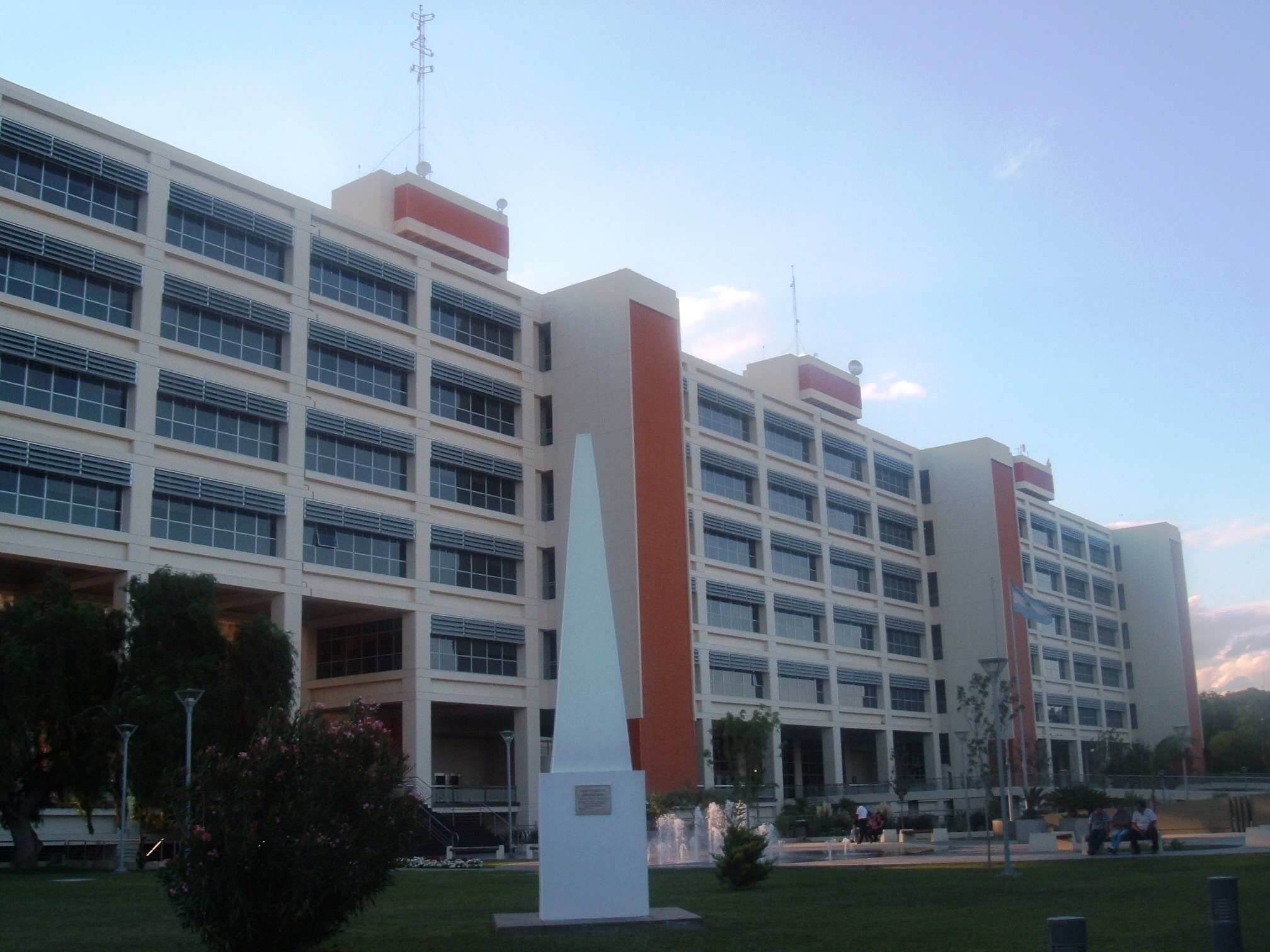
Edificio del centro cívico de San Juan, sede de la mayoría de los ministerios.

En la constitución de San Juan en el artículo 191.º se establece que el despacho de los negocios administrativos de la Provincia está a cargo de los Ministros designados por el gobernador cuyo número no será inferior a cinco. Una ley cuya iniciativa es exclusiva del Poder Ejecutivo, determinará el número, rama y funciones.
En el artículo 195.º se ratifica que el ministro (a cargo del ministerio) refrenda y legaliza con su firma las resoluciones del Gobernador, sin la cual no tendrán efecto ni se les dará cumplimiento. Es así solidariamente responsable de los actos que realice con el gobernador. Solo puede resolver por sí mismo en lo referente a asuntos internos y disciplinarios en sus respectivos departamentos y dictar providencia de trámites. Es responsable de todas las resoluciones y órdenes que autorice y solidariamente de lo que resuelva con sus pares, sin que pueda eximirse de responsabilidad por haber procedido en virtud de órdenes del Gobernador.
El gobierno de San Juan posee los siguientes ministerios:
- Ministerio de Desarrollo Humano y Promoción Social
- Ministerio de Educación
- Ministerio de Gobierno
- Ministerio de Hacienda y Finanzas
- Ministerio de Minería
- Ministerio de Infraestructura y Servicios Públicos
- Ministerio de Producción y Desarrollo Económico
- Ministerio de Salud
- Ministerio de Turismo y Cultura
- Secretaría de ambiente y desarrollo sustentable
- Secretaría de ciencia, tecnología e innovación
- Secretaría de deportes
- Secretaría General de la Gobernación

### Gobiernos municipales
En artículo 239.º de la constitución provincial se establece que Todo centro poblacional de más de dos mil habitantes dentro del ejido (provincia), puede constituir municipio, que será gobernado por un intendente, cuyos requisitos para serlo lo establece la dicha constitución, las cartas municipales y de la Ley Orgánica que en su consecuencia dicte el Poder Ejecutivo.
Según el lo redactado en el artículo 240.º, los municipios serán de tres categorías; a saber:
1. Los municipios de “primera categoría”: las ciudades de más de treinta mil (30 000) habitantes;
2. Los municipios de “segunda categoría”: las ciudades de más de diez mil (10 000) habitantes.
3. Los municipios de “tercera categoría”: las ciudades, villas o pueblos de más de dos mil (2000) habitantes.

Los censos oficiales nacionales o provinciales legalmente practicados, determinarán la categoría de cada municipio.

### Organización territorial
La provincia está dividida en 19 departamentos. La Constitución que rige la provincia fue sancionada en 1986.
En San Juan departamentos y municipios corresponden a la misma entidad, estos se remontan a los cabildos, que marcaron la vida institucional de América cuando estaba bajo el dominio español, luego de la Revolución de Mayo comenzaron a desaparecer y en San Juan dejaron de existir en 1821.
En 1824, el gobernador Martín Yanzón organizó el territorio de esta provincia en dos departamentos, el "departamento del Norte" y el "departamento del Sur", con tres barrios cada uno. Más tarde, un regimiento de irrigación de 1851 dividió a San Juan en secciones territoriales, cada una de ellas dirigidas por una junta de irrigación.
La primera constitución provincial de 1856 previa una organización en departamentos y estos en distritos; pero en 1909 se terminaron de fijar con mayor precisión los límites, cabeceras y sus respectivos nombres. Leyes posteriores realizaron modificaciones en esta materia, pero hasta 1942 no se definió el actual trazado en 19 departamentos.
| Departamento | Localidad cabecera                  | Superficie | Población (2022) |
| Albardón     | General San Martín                  | 915 km²    | 31 284           |
| Angaco       | Villa El Salvador                   | 1.865 km²  | 10 176           |
| Calingasta   | Tamberías                           | 22.589 km² | 11 034           |
| Capital      | San Juan                            | 30 km²     | 115 390          |
| Caucete      | Caucete                             | 7.502 km²  | 44 047           |
| Chimbas      | Villa Paula Albarracín de Sarmiento | 62 km²     | 105 627          |
| Iglesia      | Rodeo                               | 19.801 km² | 8845             |
| Jáchal       | San José de Jáchal                  | 14.749 km² | 25 297           |
| 9 de julio   | 9 de julio                          | 185 km²    | 12 514           |
| Pocito       | Aberastain                          | 515 km²    | 72 915           |
| Rawson       | Villa Krause                        | 300 km²    | 136 617          |
| Rivadavia    | Rivadavia                           | 157 km²    | 101 666          |
| San Martín   | San Martín                          | 435 km²    | 15 037           |
| Santa Lucía  | Santa Lucía                         | 45 km²     | 62 729           |
| Sarmiento    | Media Agua                          | 2.782 km²  | 27 188           |
| Ullum        | Villa Ibáñez                        | 4.391 km²  | 6454             |
| Valle Fértil | San Agustín                         | 6.419 km²  | 8526             |
| 25 de mayo   | Santa Rosa                          | 4.519 km²  | 20 824           |
| Zonda        | Villa Basilio Nievas                | 4.391 km²  | 6683             |

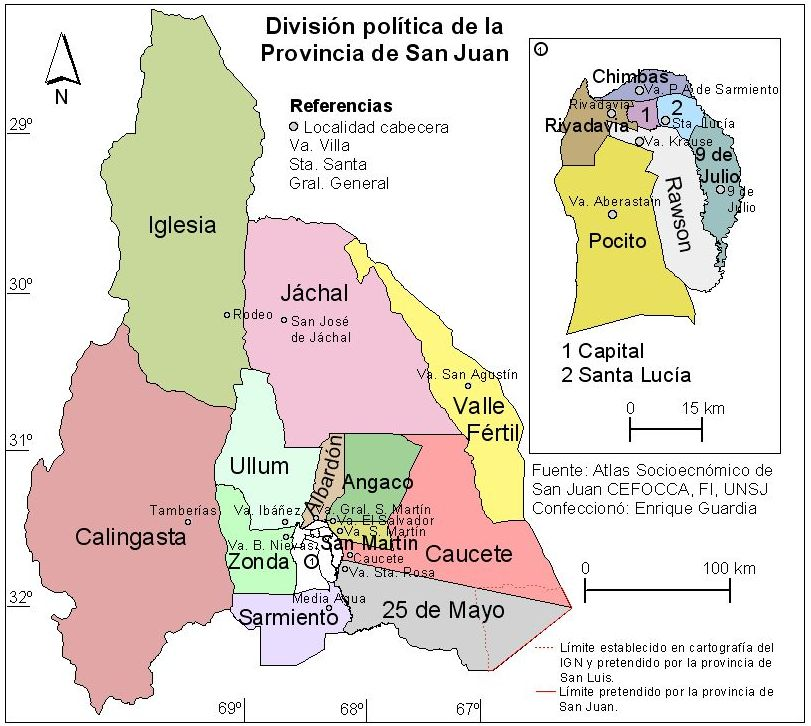
Mapa de la división política de San Juan.

Para obtener datos más detallados respecto a los municipios véanse:
- Anexo:Municipios de San Juan
- Anexo:Distritos de la Provincia de San Juan
- Anexo:Departamentos de San Juan por superficie

Para información sobre la organización municipal de la provincia, véase:
- Organización municipal de San Juan

## Geografía

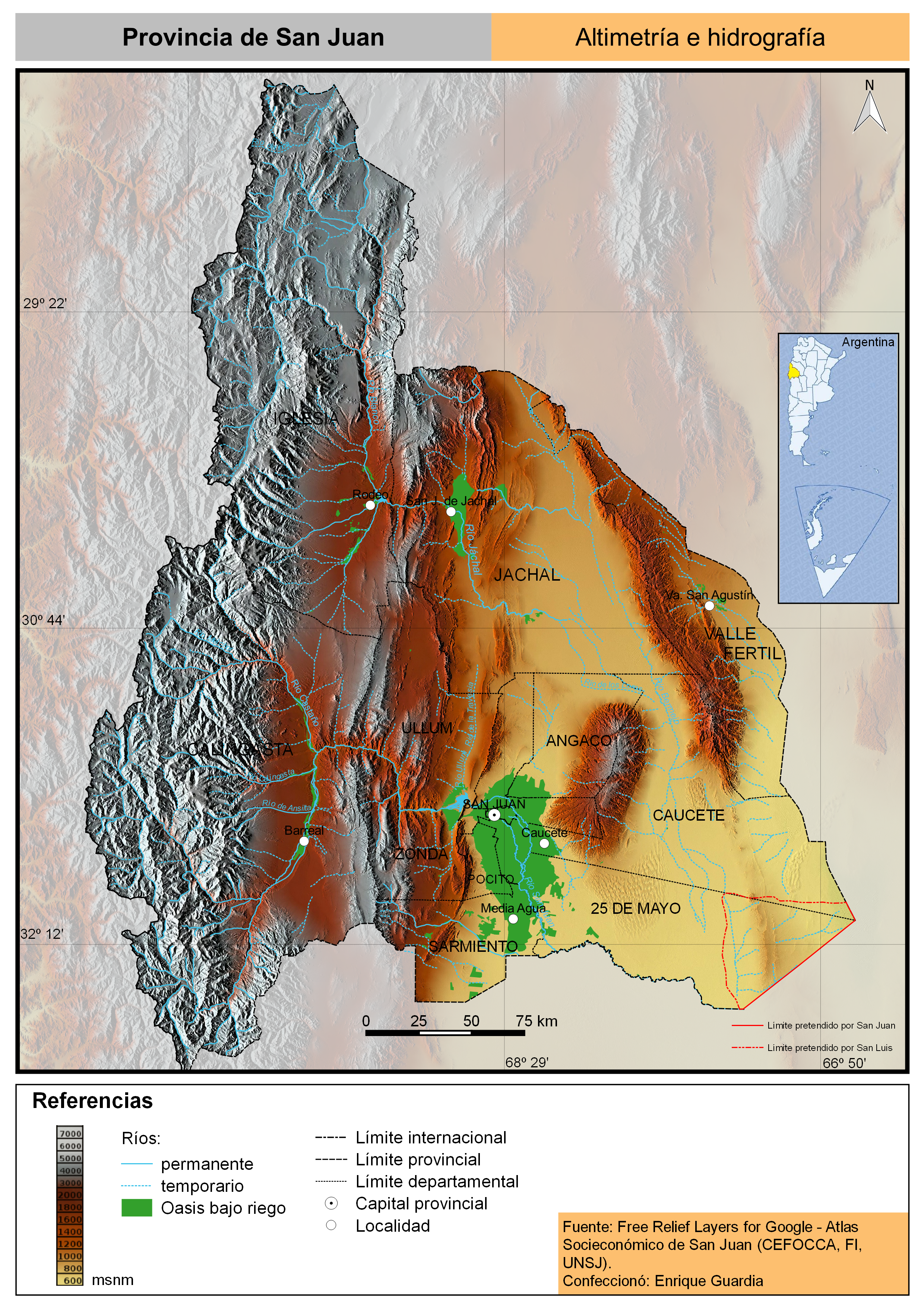
Mapa altimétrico de la provincia de San Juan.

En territorio de la Provincia de San Juan abarca administrativamente 89.651 km²; el 80 % de la superficie está ocupada por importantes cuerpos montañosos, solo 21.000 km² constituyen el espacio disponible para la ocupación humana; está constituido por valles y bolsones sedimentarios originados y modelados por dinámicos ciclos de actividad hídrica y actividad tectónica respectivamente. Las restricciones climáticas propias de una zona templada y semiárida y la distribución de la red hidrográfica en tres cuencas, reduce las posibilidades de instalación y en consecuencia, la superficie disponible útil es mucho menor (aproximadamente 170 000 ha) que se dispone próxima a tres ríos: al norte el Jáchal y al centro-sur el San Juan, cuyas cuencas han sido utilizadas históricamente para organizar sistemas de riego que alimentan a estas áreas reconocidas con el término de oasis.

### Localización
La provincia de San Juan se encuentra ubicada al sur del continente, América, formando parte del país, Argentina, en el centro oeste de dicho territorio, en la parte oriental de la Cordillera de los Andes.
Sus límites están determinados de forma natural, por cordones montañosos y un río o en algunas oportunidades en forma artificial, por paralelos y meridianos.
Sus puntos extremos son:
- En el extremo septentrional está en el cerro El Potro en el límite con Chile (28°23′00″S 69°40′00″O / -28.38333, -69.66667)
- El extremo oriental se encuentra en la Pampa de las Salinas donde concurren los límites de las provincia de La Rioja y San Luis.31°53′00″S 66°43′00″O / -31.88333, -66.71667
- Al sur el punto extremo se halla próximo al Portillo del Cuerno.32°37′00″S 70°04′00″O / -32.61667, -70.06667
- Al extremo occidental se encuentra al sudoeste del Paso de los Piuquenes en el límite con Chile. 31°29′00″S 70°35′00″O / -31.48333, -70.58333

### Relieve de San Juan
En la provincia de San Juan por el oeste discurre la Cordillera de los Andes, que comprende tres secciones:
La Cordillera Principal u Occidental, divisoria de aguas y límite con Chile, presenta nieves eternas a partir de los 5.500 m s. n. m. y pasos cordilleranos solo transitables en verano. El pico más alto es el cerro Mercedario de 6.770 m s. n. m. La Cordillera Frontal u Oriental, menos elevada que la primera, está compuesta por numerosos cordones independientes como el de San Guillermo, el de Colangüil y el de Ansilta.

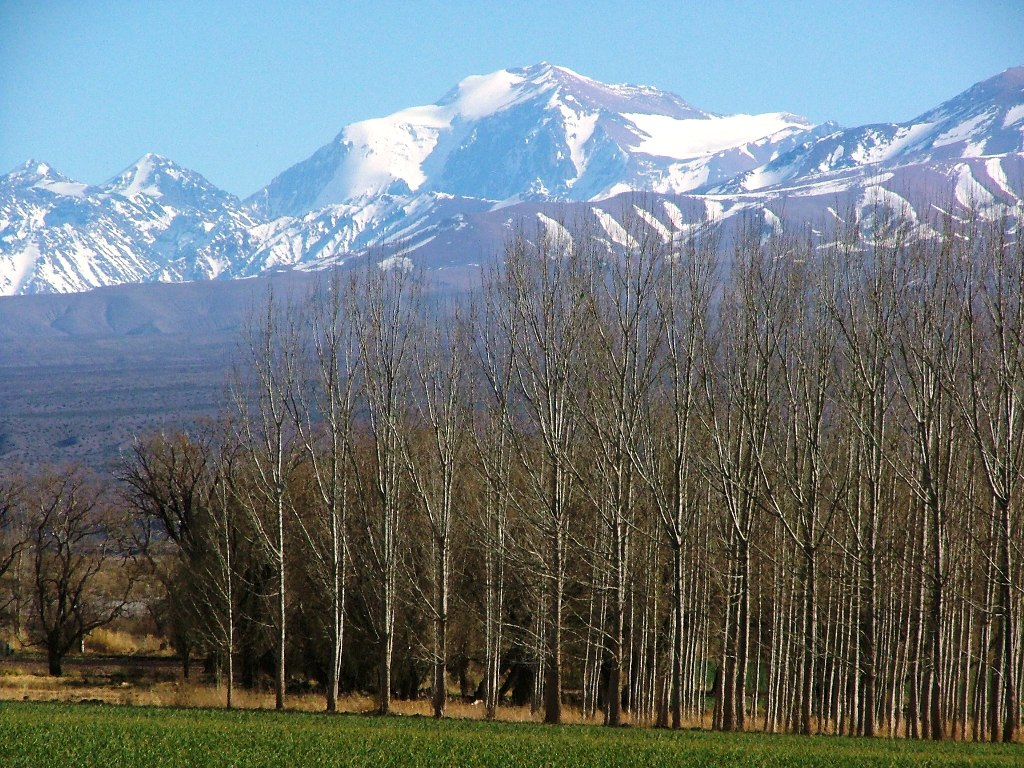
Vista de la cordillera desde la localidad de Barreal, Calingasta.
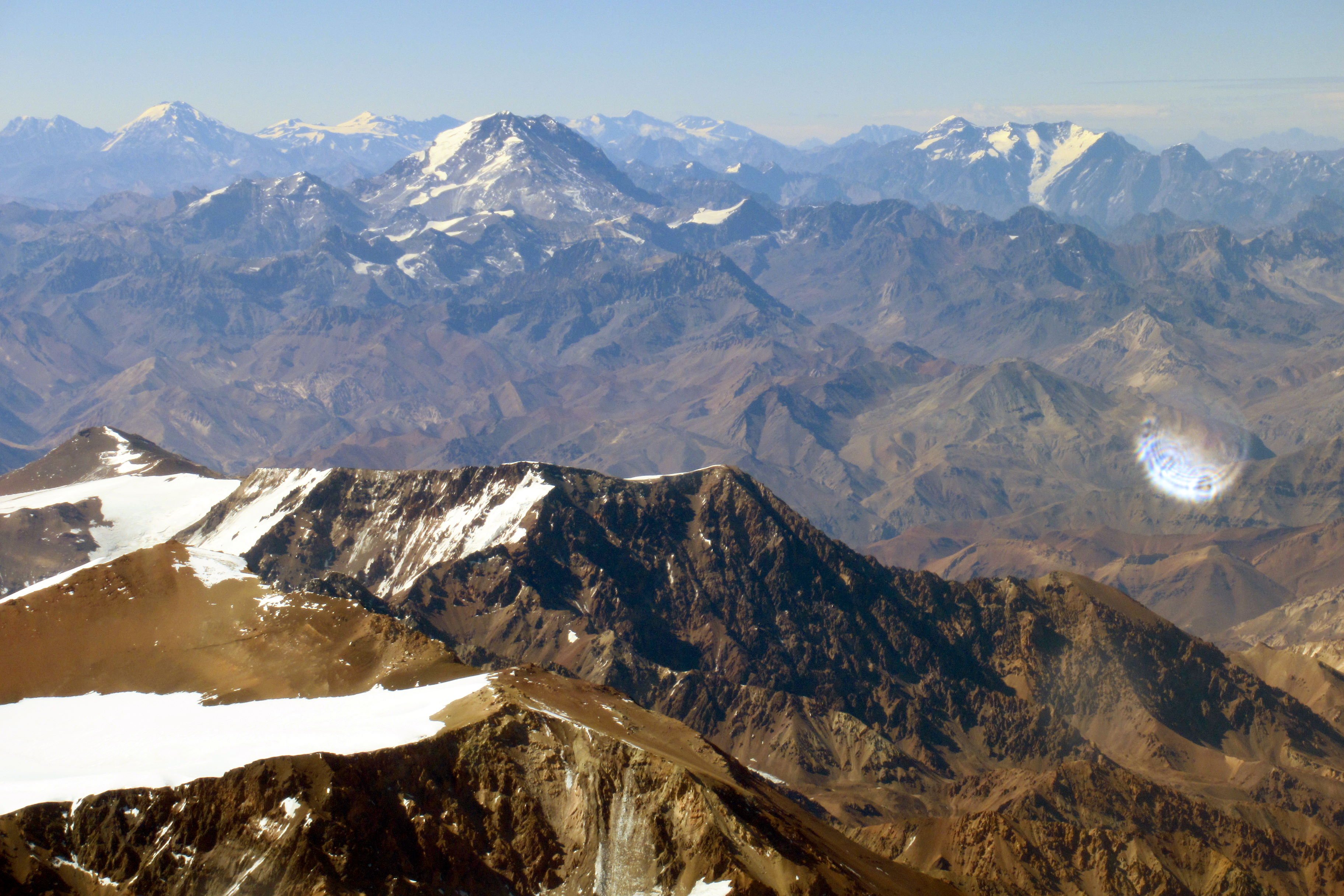
Cerro Mercedario, el punto más elevado de la provincia.
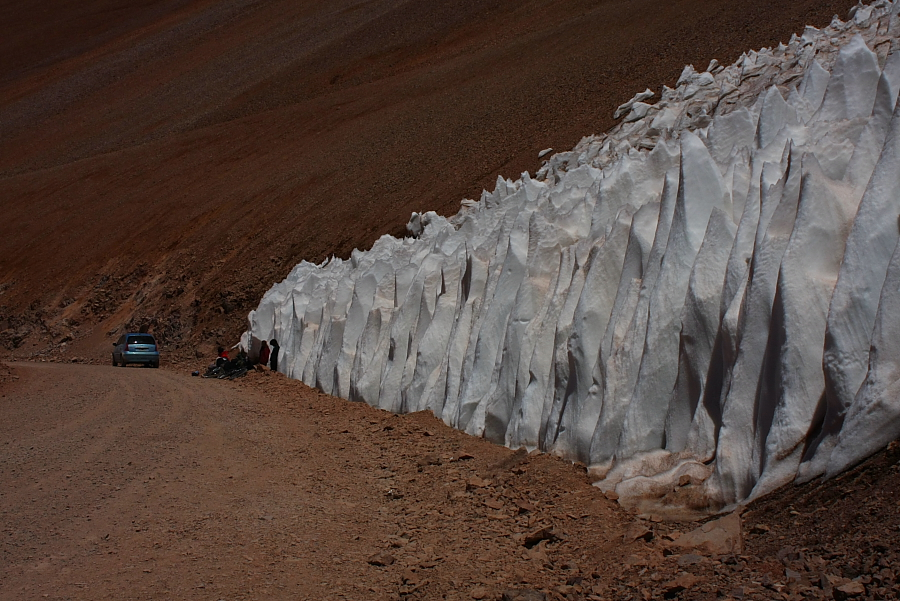
Paso cordillerano de Agua Negra.
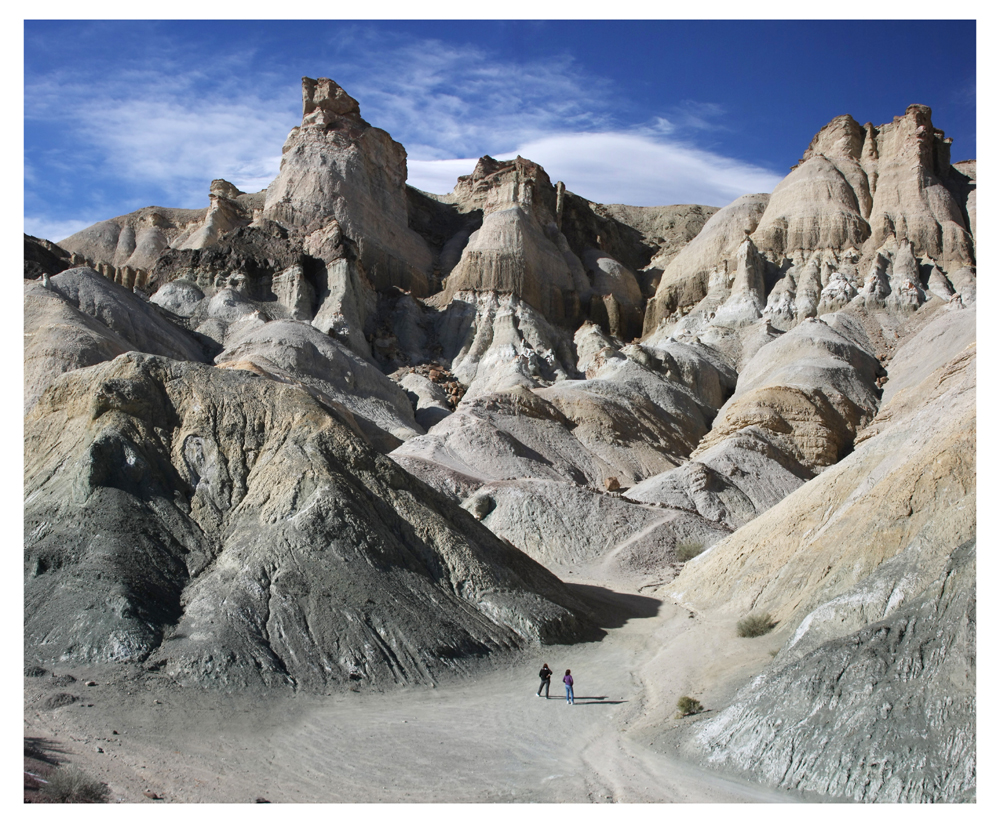
El Cerro Alcázar en Calingasta.
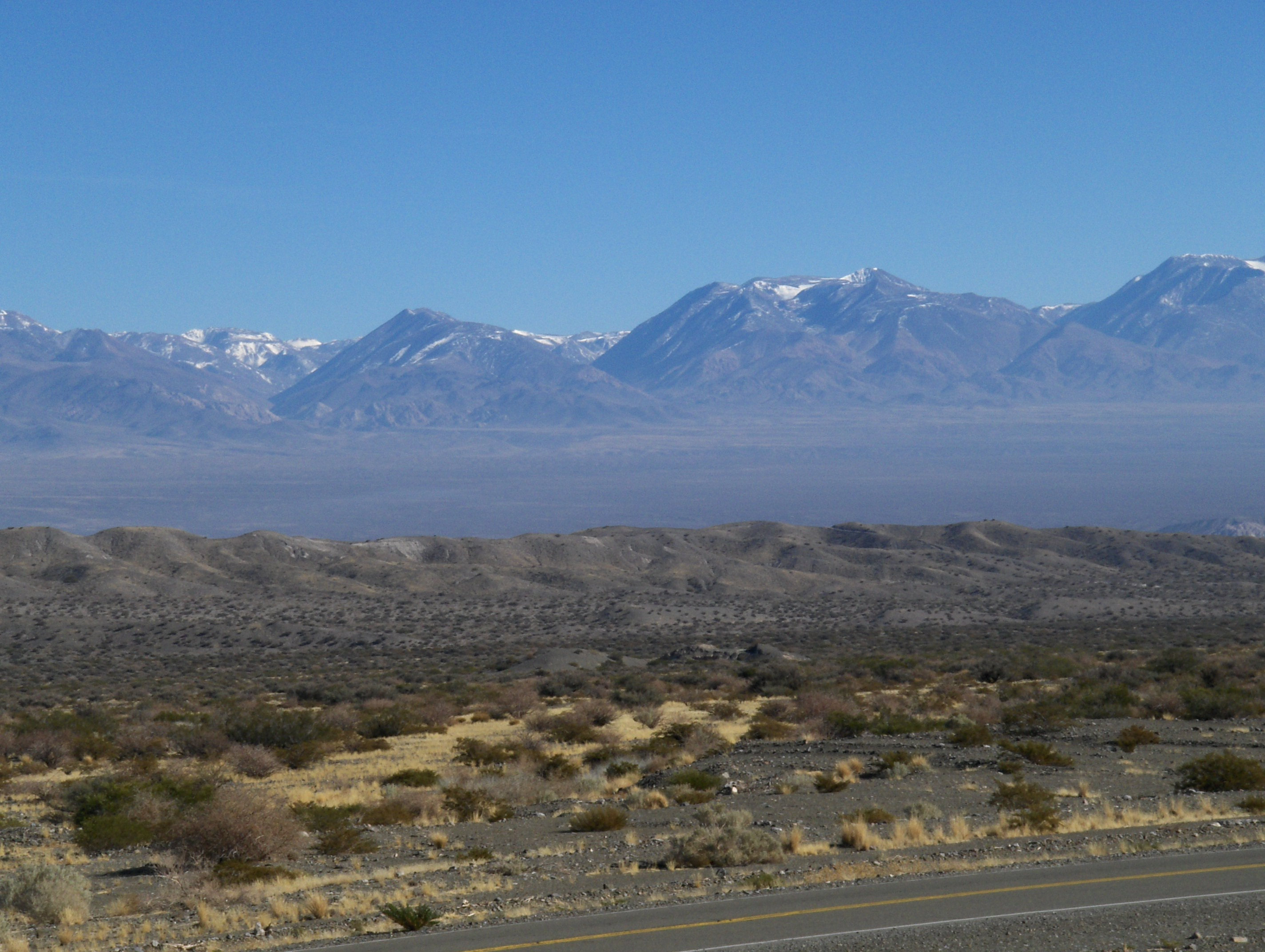
Cordillera Frontal en Iglesia.
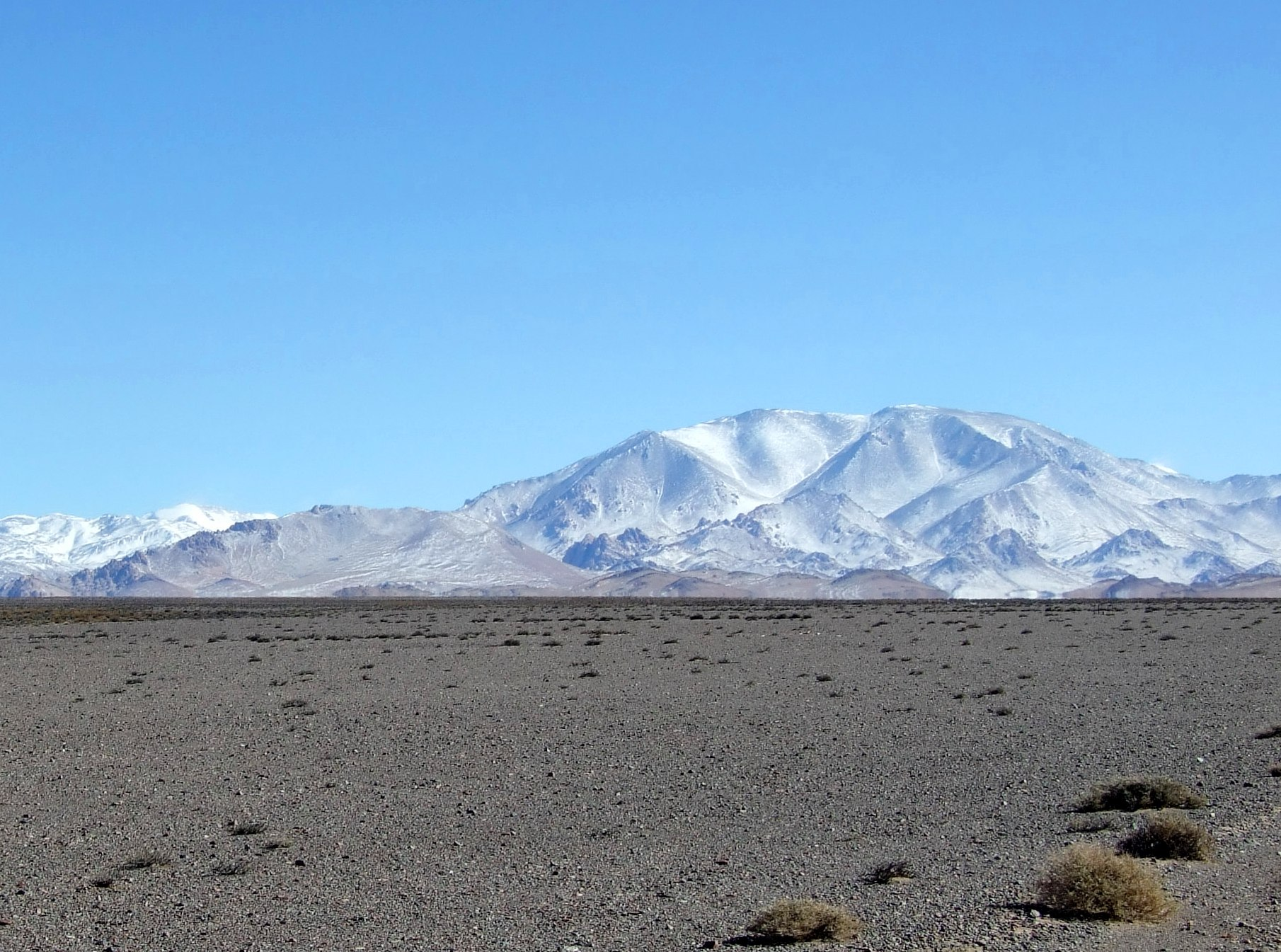
Llanos de San Guillermo, Iglesia

Esta masa montañosa del oeste de la provincia contiene glaciares y nieves de invierno que facilitan la acumulación de activos hidrológicos; esa masa acumulada se recupera a través de una densa red hídrica caracterizada por caudales irregulares (primavera y verano) que se desprenden hacia las zonas bajas y se concentran en valles y oasis pedemontanos.
La Precordillera, separada de la Cordillera Frontal por los Valles Altos (Llanos de San Guillermo, Valle de Iglesia, Pampa de los Avestruces, Valle de Calingasta y Pampa del Leoncito), constituye una barrera que solo los ríos Jáchal y San Juan logran atravesar. Comprende varios cordones discontinuos con alturas mayores a los 4.000 metros de altura entre los que se destacan las sierras de la Punilla, del Volcán, Negra, de la Invernada y la del Tontal. La zona de la precordillera es uno de los lugares del país con mayor frecuencia de movimientos sísmicos.

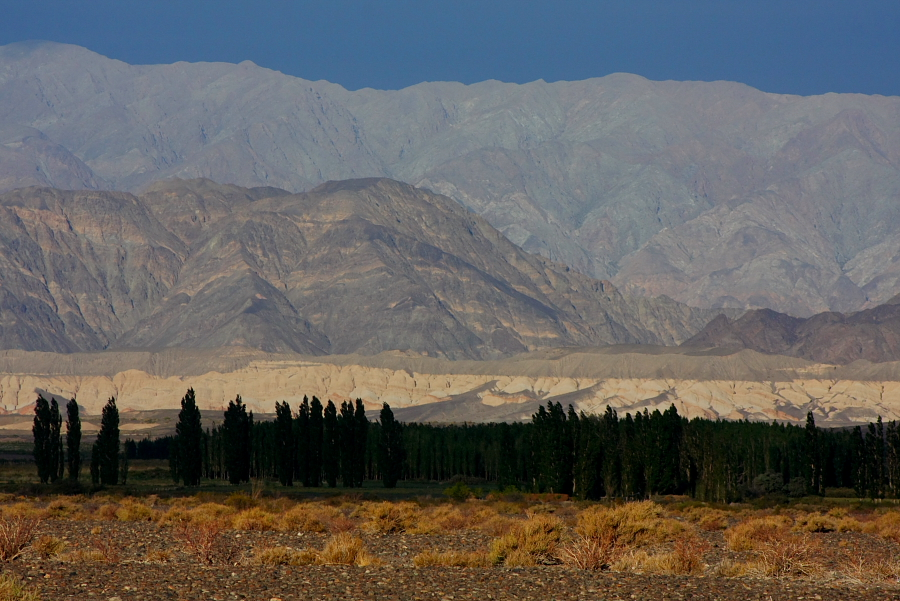
Vista de la Precordillera en Rodeo, en el departamento Iglesia.
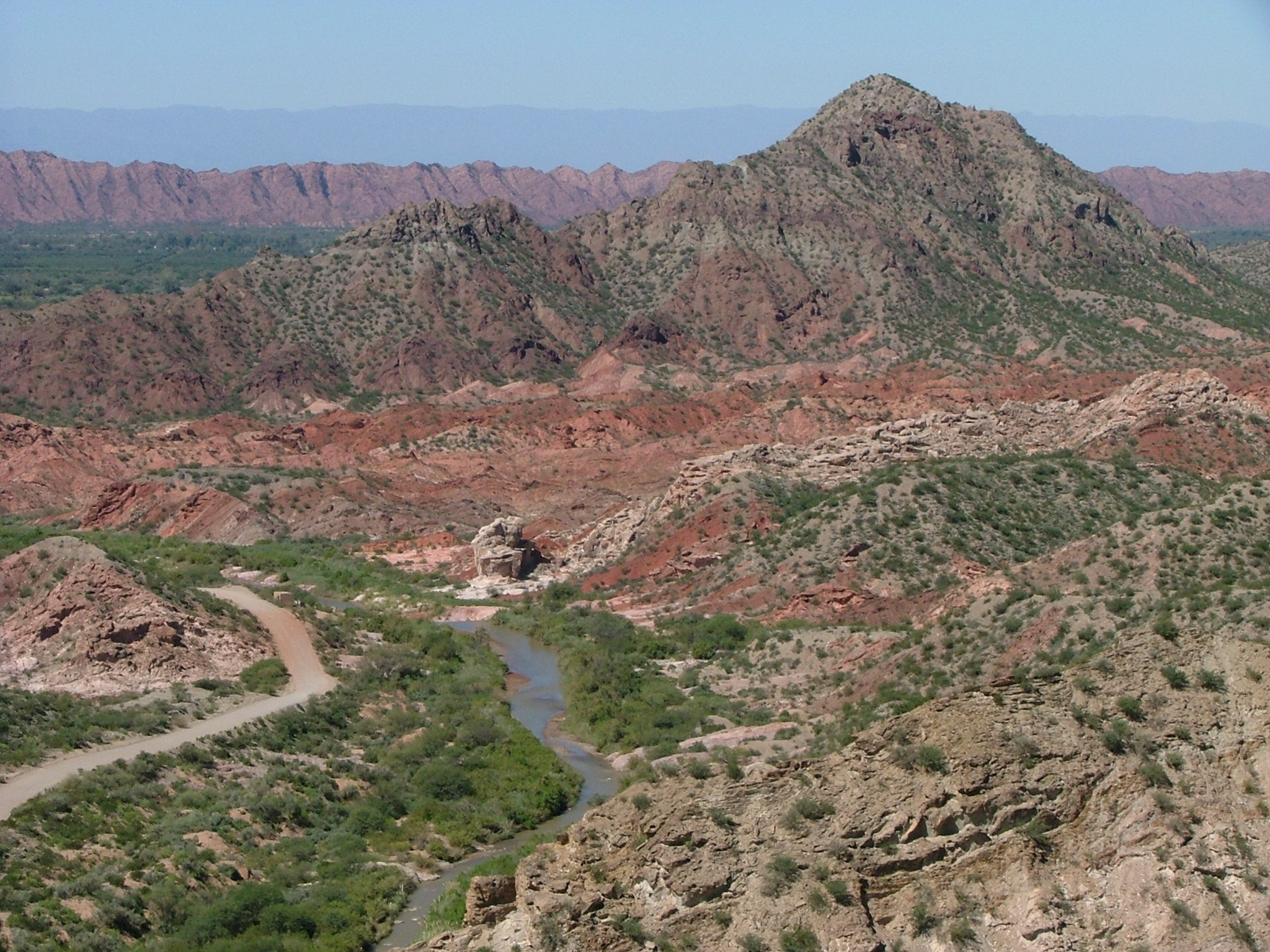
Cuesta de Huaco, Jáchal.
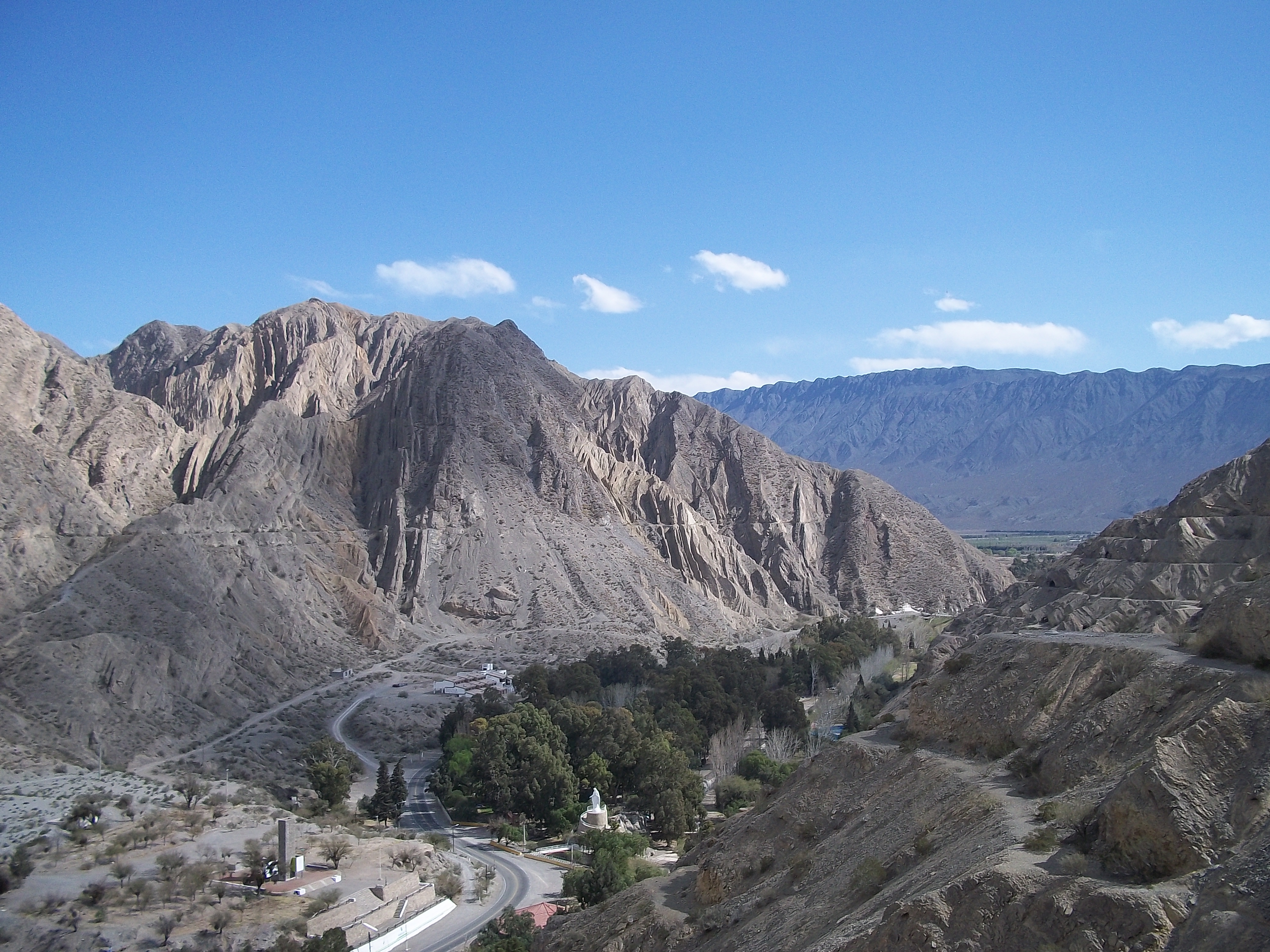
Quebrada de Zonda.
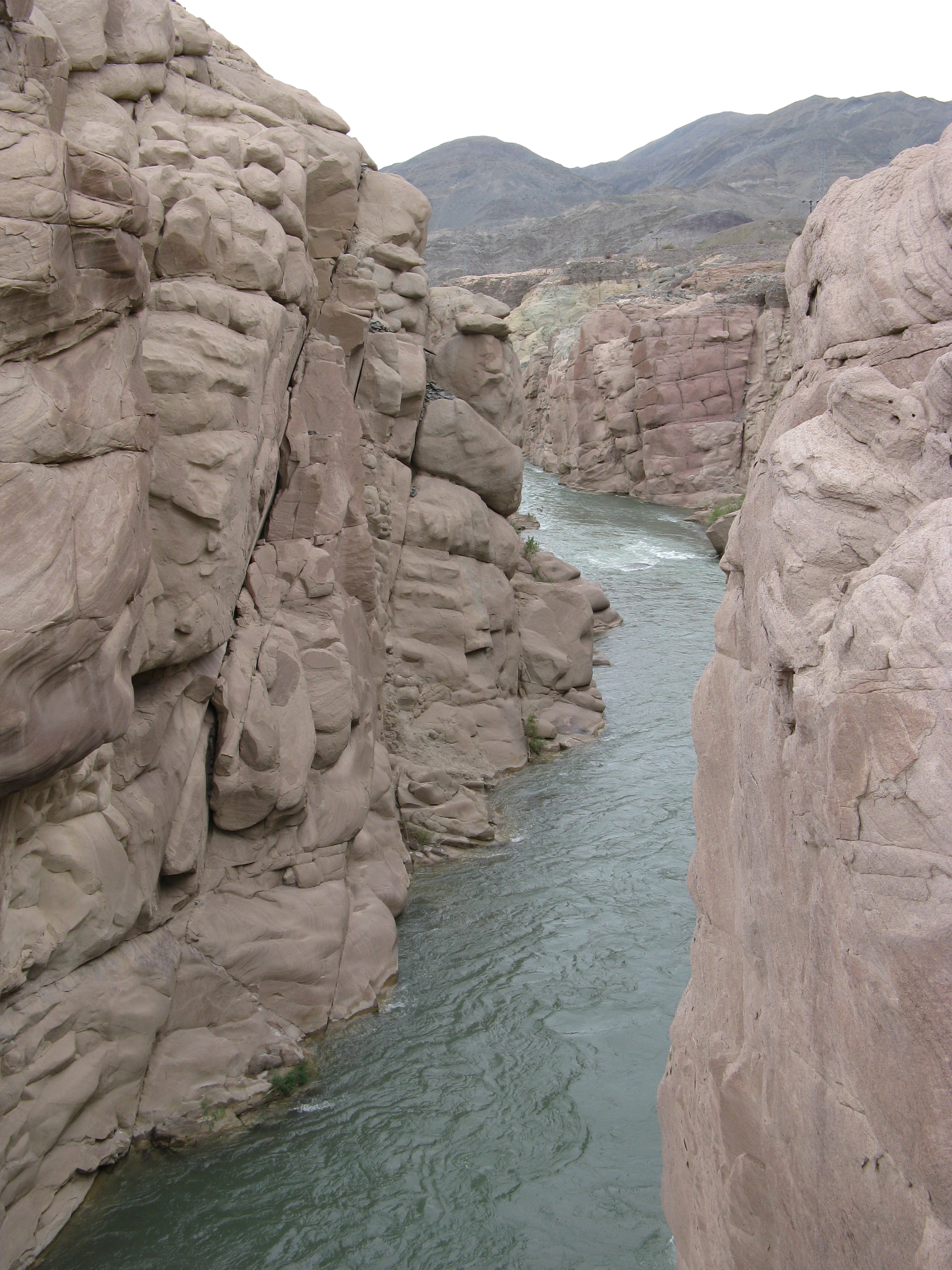
Cañón del Río Jáchal en Precordillera.
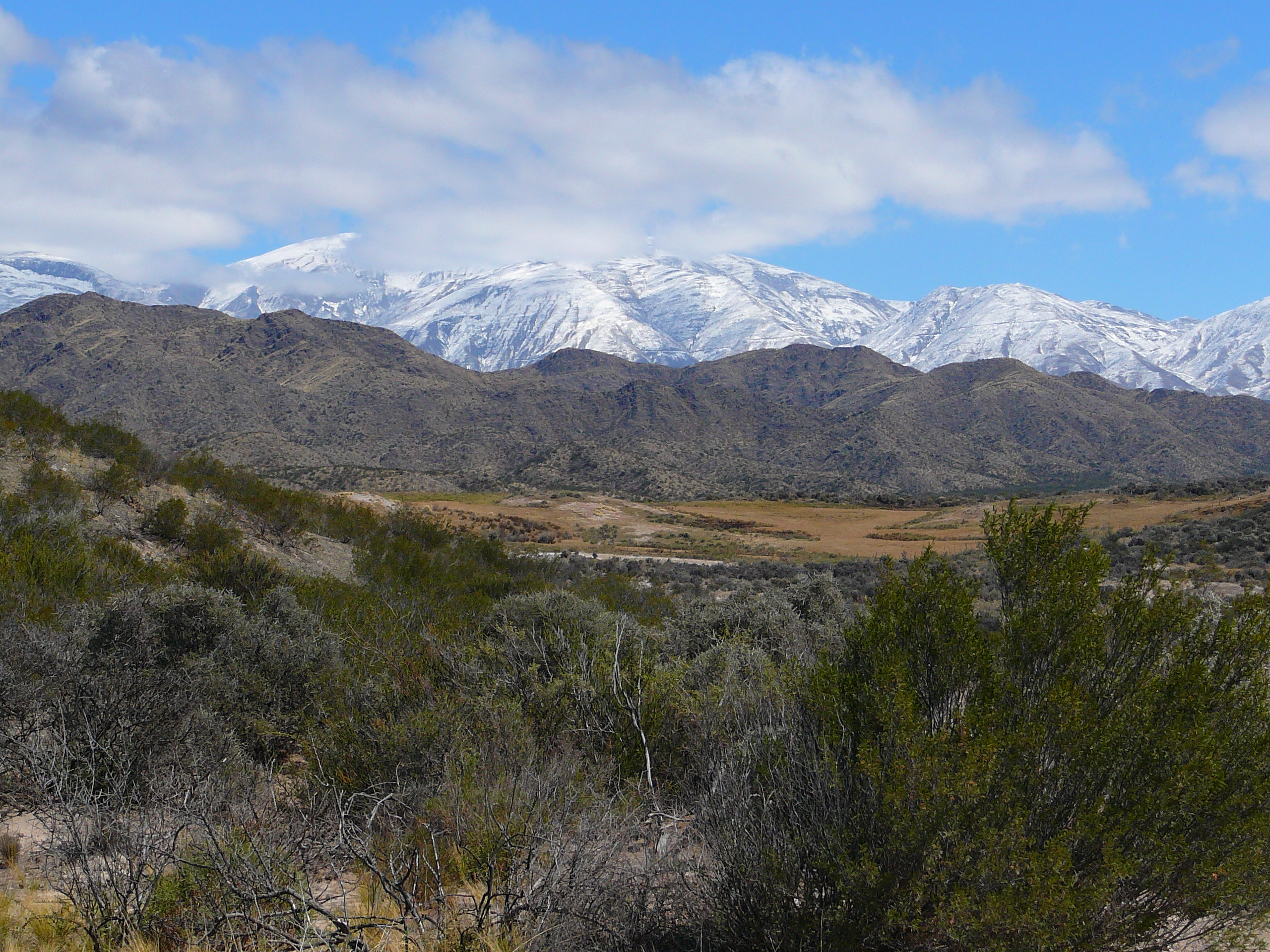
Sierra del Tontal, departamento Zonda.
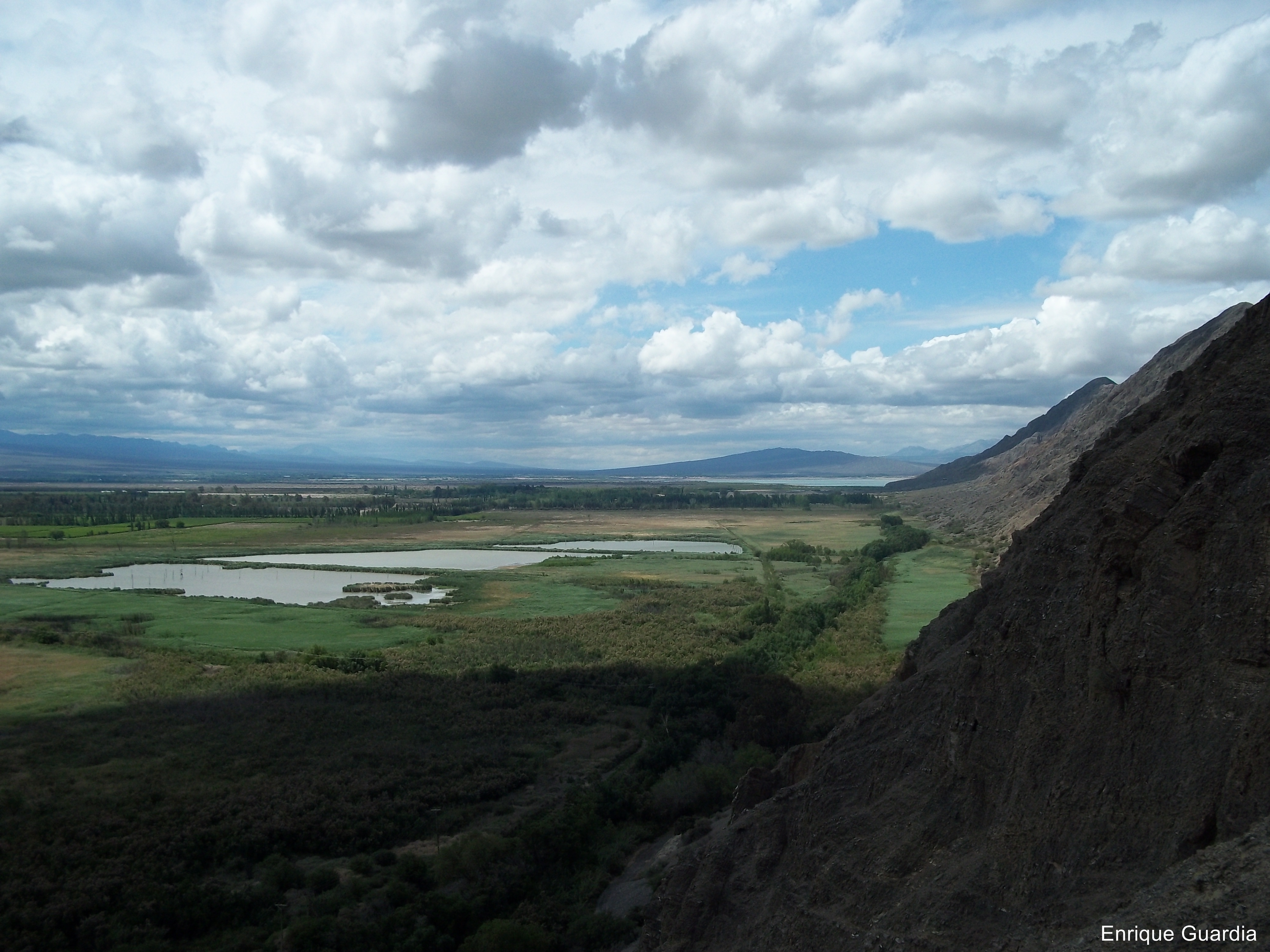
Valle precordillerano de Zonda

Hacia el este de la Precordillera se encuentran los Valles Bajos (Jáchal, Ullum, Zonda y Tulúm, todos convertidos en grandes oasis irrigados por ríos permanentes de escaso caudal, causa por el cual deben ser embalsados para la construcción de canales en forma artificial), separados de las Travesías Cuyanas por cordones serranos aislados como las sierras Chica de Zonda, de Marquesado, de Villicum y de Mogna, entre otras.
Al este de la provincia se encuentran las denominadas Travesías Cuyanas, vastos llanos casi sin agua superficial y con arenales solo interrumpidos por vegetación xerófila. Son depresiones geológicas rellenadas con los sedimentos provenientes de los Andes, atravesadas por los ríos Bermejo, Jáchal y San Juan y en los que emergen cordones serranos aislados pertenecientes al sistema de las Sierras Pampeanas: las sierras del Valle Fértil, de la Huerta y de Pie de Palo.

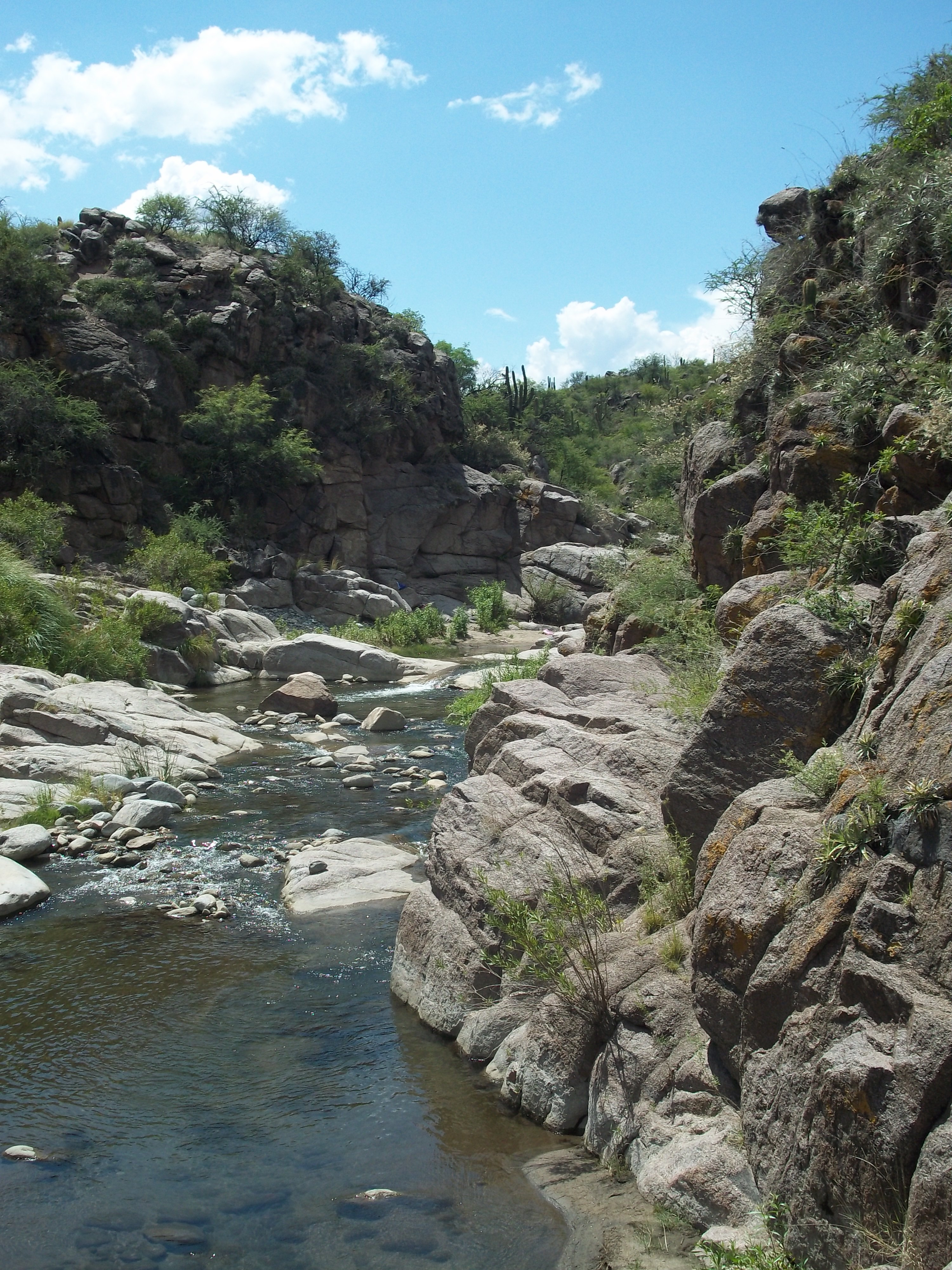
Paisaje serripampeano en Valle Fértil.
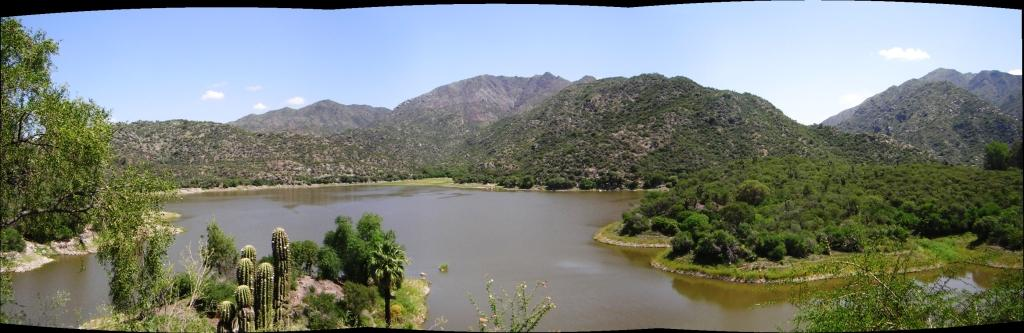
Sierra de Valle Fértil

### Sismicidad
La sismicidad del área de Cuyo (centro oeste de Argentina) es frecuente y de intensidad alta con un silencio sísmico de terremotos medios a graves cada 20 años.
El Terremoto de Caucete de 1977 dejó como saldo lamentable 65 muertos, 284 heridos y más de 40 000 personas sin hogar por los importantes daños materiales en edificaciones. Este terremoto se ubica en el grado 7,4 de la escala de Richter. El Día de la Defensa Civil fue asignado por decreto recordando a las víctimas del sismo.
No quedaron registros de fallas en tierra, y lo más notable efecto del terremoto fue la extensa área de licuefacción (posiblemente miles de kilómetros cuadrados). El efecto más dramático de la licuefacción se observó en la ciudad, a 70 kilómetros del epicentro: se vieron grandes cantidades de arena en las fisuras de hasta un metro de ancho y más de dos metros de profundidad. En algunas de las casas sobre esas fisuras el terreno quedó cubierto de más de un decímetro de arena.
Aunque dicha actividad geológica ocurre desde épocas prehistóricas, el terremoto del 20 de marzo de 1861 en Mendoza señaló un hito importante dentro de la historia de eventos sísmicos argentinos ya que fue el más fuerte registrado y documentado en el país. A partir del mismo la política de los sucesivos gobiernos sanjuaninos provinciales y municipales han ido extremando cuidados y restringiendo los códigos de construcción. Pero solo con el terremoto de San Juan de 1944 del 15 de enero de 1944 (81 años) el Estado sanjuanino tomó estado de la gravedad sísmica de la región.

### Clima

Tipos climáticos de San Juan según la clasificación climática de Köppen

San Juan posee un clima con una elevada continentalidad, es decir que no posee influencia oceánica, es seco y de escasas precipitaciones. El clima influye en los sistemas de modelado, en los regímenes fluviales, en los tipos de suelos y en las formaciones vegetales. Por ejemplo, las precipitaciones de tipo nívea se dan a las alta montaña y las líquidas en el resto del territorio.
Las zonas de la precordillera, las "travesías" y Sierras Pampeanas en San Juan, tienen por lo general un clima árido de sierras y campos, con oasis de riego. El Valle de los Patos Superior es la única región de América del Sur en la que están presentes los climas continentales del tipo D. Es la única zona del hemisferio sur con un clima continental propiamente dicho, con características de verano suave e invierno frío (Dsb), de acuerdo con la clasificación climática de Köppen.
San Juan se caracteriza por una importante amplitud térmica anual y diaria, que es la más elevada de la Argentina. En invierno las temperaturas mínimas pueden alcanzar los -5 °C y en verano las máximas superan los 40 °C. En la Provincia de San Juan fue registrada la temperatura de -39,0 °C el 17 de julio de 1972, en la estación meteorológica del Valle de los Patos Superior, a 2880 metros sobre el nivel del mar. Esta es la temperatura oficial más baja registrada en Argentina (excluyendo las bases antárticas) y también en América Latina.
Una particularidad de la provincia es la presencia de un viento local, el Zonda. Se trata de un viento muy cálido y seco que sopla desde el oeste. Este es cálido y seco debido al "efecto Föhn", extremado por adiabasis- que sufre al atravesar las elevadas cordilleras de los Andes (en la Provincia se encuentran algunos de los picos más elevados del Hemisferio Occidental).

### Recursos hídricos
La cuenca del río San Juan es la principal fuente de recursos hídricos de la provincia. Se localiza en el sector centrosudoccidental de la misma, traspasando el límite interprovincial y abarcando un pequeño sector del norte de Mendoza. Posee una superficie aproximada de 38.462 km², ocupa el alrededor del 45 % de la superficie de la provincia de San Juan. El río San Juan, principal fuente de agua superficial de la cuenca, nace en la confluencia de los ríos Castaño, por el norte, y Los Patos, por el sur; escurre de oeste a este, drenando un extenso frente cordillerano comprendido entre los 30°30′ S y los 30°40′ S. Esta cuenca irriga la mayor superficie de hectáreas útiles: casi el 75 % en el Valle del Tulúm (área de influencia del Gran San Juan), 4.5 % en el valle de Calingasta y 3.5 % en Ullúm-Zonda.
Los recursos hídricos subterráneos del territorio sanjuanino se localizan, en su mayor parte, en acuíferos en el fondo de los valles, formando cuencas de agua subterránea. Esto se explica por el tectonismo andino, que determina que las cadenas montañosas estén integradas por rocas consolidadas, impermeables, de permeabilidad muy baja, a las que se denomina "basamento" de la cuenca. De modo que las cuencas de agua subterránea de la provincia se han formado donde existen acumulaciones extensas de sedimentos cuaternarios con intervalos permeables, en el fondo de los valles.
En el extremo sudeste están la lagunas de Guanacache (o de Huanacache), históricamente uno de los recursos hídricos más importantes de la región geográfica de Cuyo por su riqueza en flora y fauna. En ellas desembocan los ríos San Juan y Mendoza, que han sido explotados al máximo para riego, de modo que en la actualidad tanto los cursos inferiores de ambos ríos como las lagunas de Guanacache permanecen secas la mayor parte del año. 
El segundo río de la provincia por su caudal es el río Jáchal, en el norte de la provincia, que drena la mitad norte del frente cordillerano. En los años más lluviosos, los ríos La Troya y Vinchina ingresan a la provincia desde la vecina La Rioja, aunque sólo excepcionalmente alcanzan a unirse al río Jáchal.
El resto de las corrientes de agua son mucho menos caudalosas, y se forman en las serranías de la provincia. El río Huaco, en el departamento Jáchal y el río Valle Fértil, en el departamento que lleva el mismo nombre, son también de gran importancia para los sanjuaninos. La provincia cuenta además con varios arroyos que son cursos de montaña de fuerte pendiente. Entre los más importantes pueden nombrarse el arroyo de Agua Negra, el de Agua Blanca, el arroyo Iglesia, el de Ojos de Agua, Las Hornillas y el arroyo Los Tapones, entre otros.
La provincia de San Juan es una de las que ha hecho un más amplio aprovechamiento de sus recursos hídricos a través de importantes obras para el embalsado de los ríos, tales como:

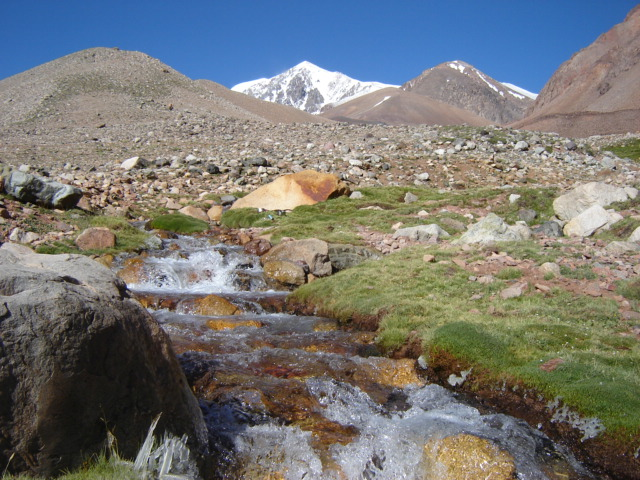
La fusión galcio-nival en los Andes, principal fuente de recursos hídricos.
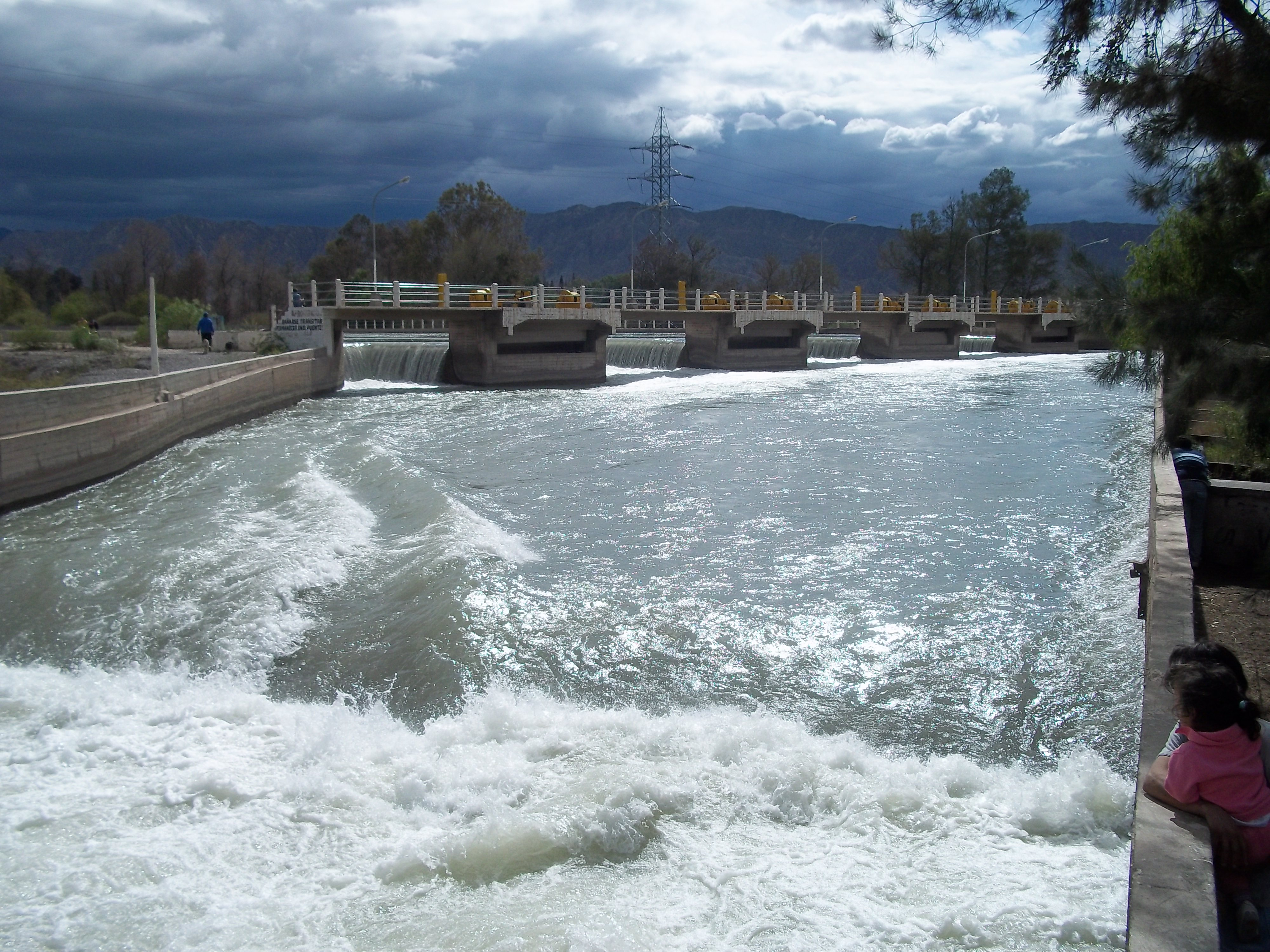
Dique San Emiliano, obra para sistema de riego.
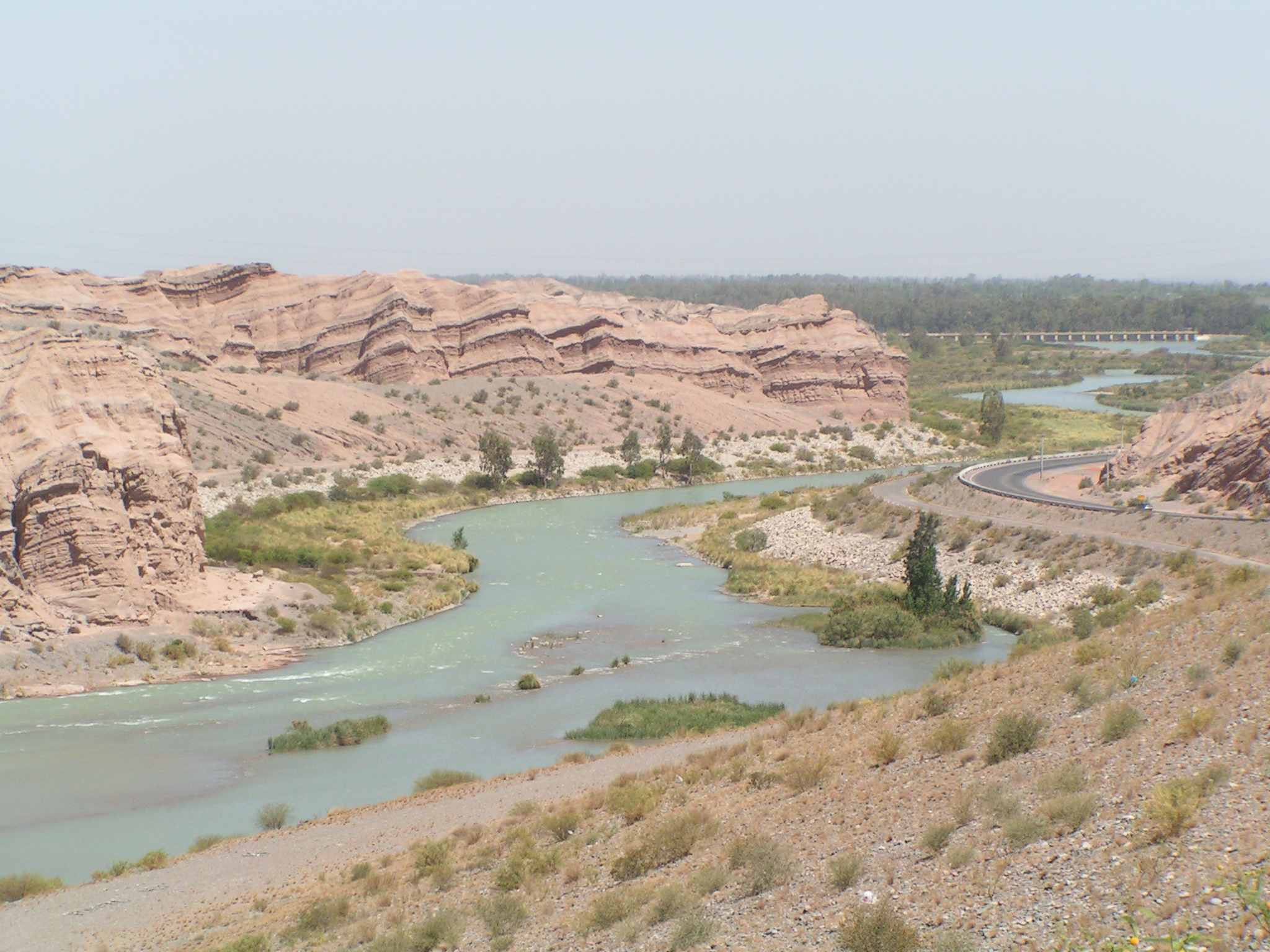
Río San Juan, el curso hídrico más caudaloso de la provincia.
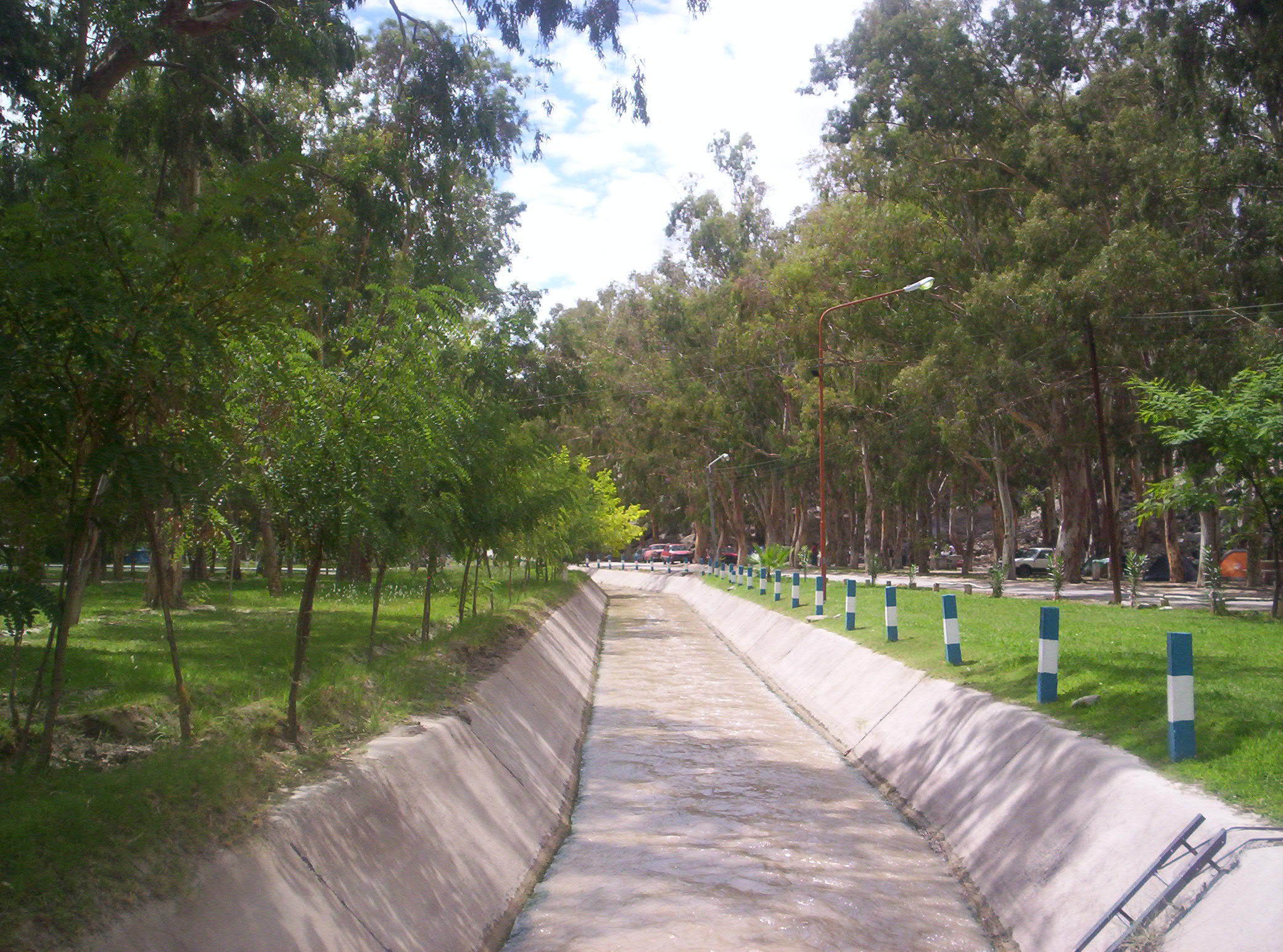
Canal de riego en el Valle de Zonda.
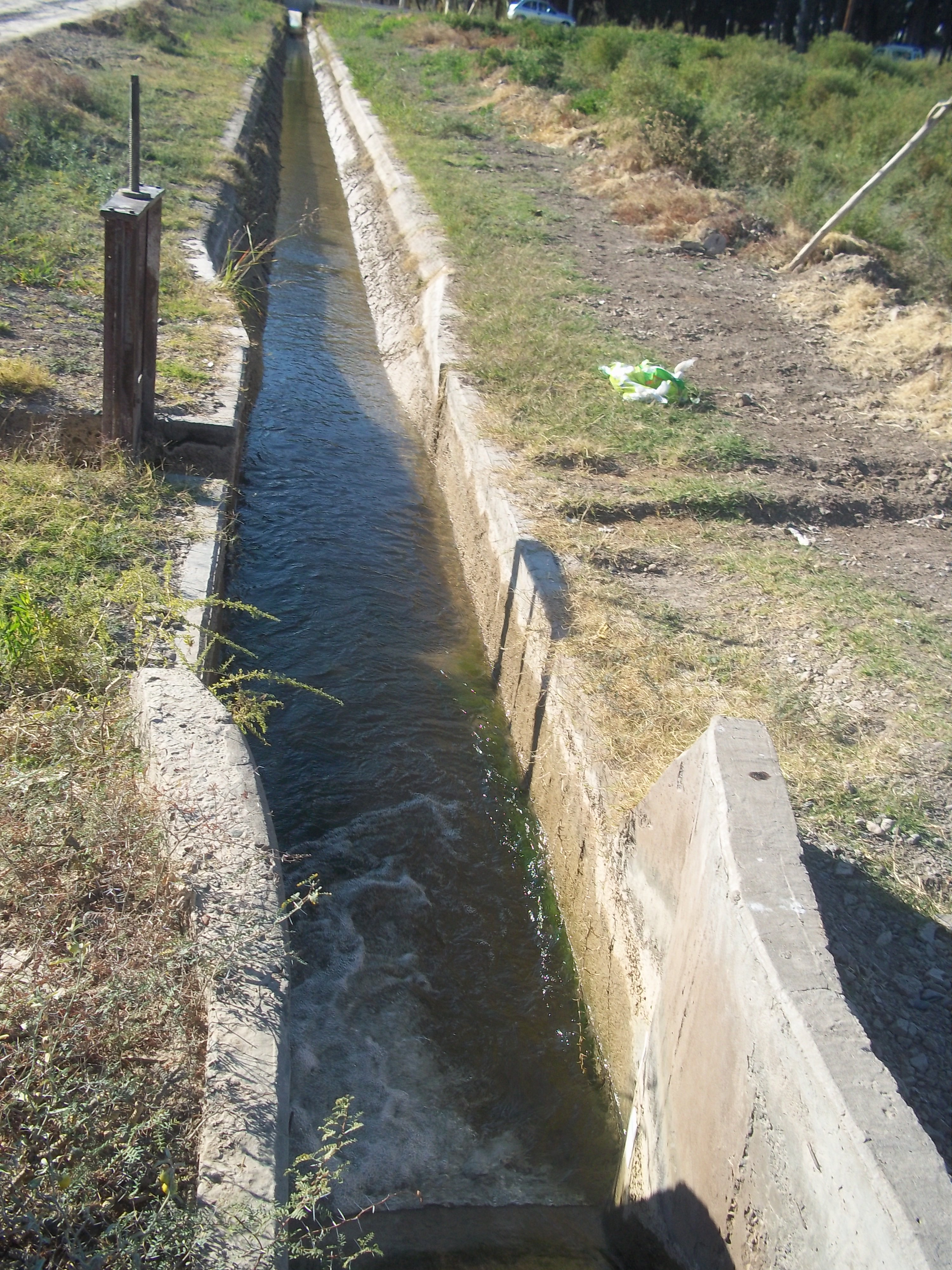
"Acequia", equipamiento proveedor de agua en ámbitos agro-productivos.
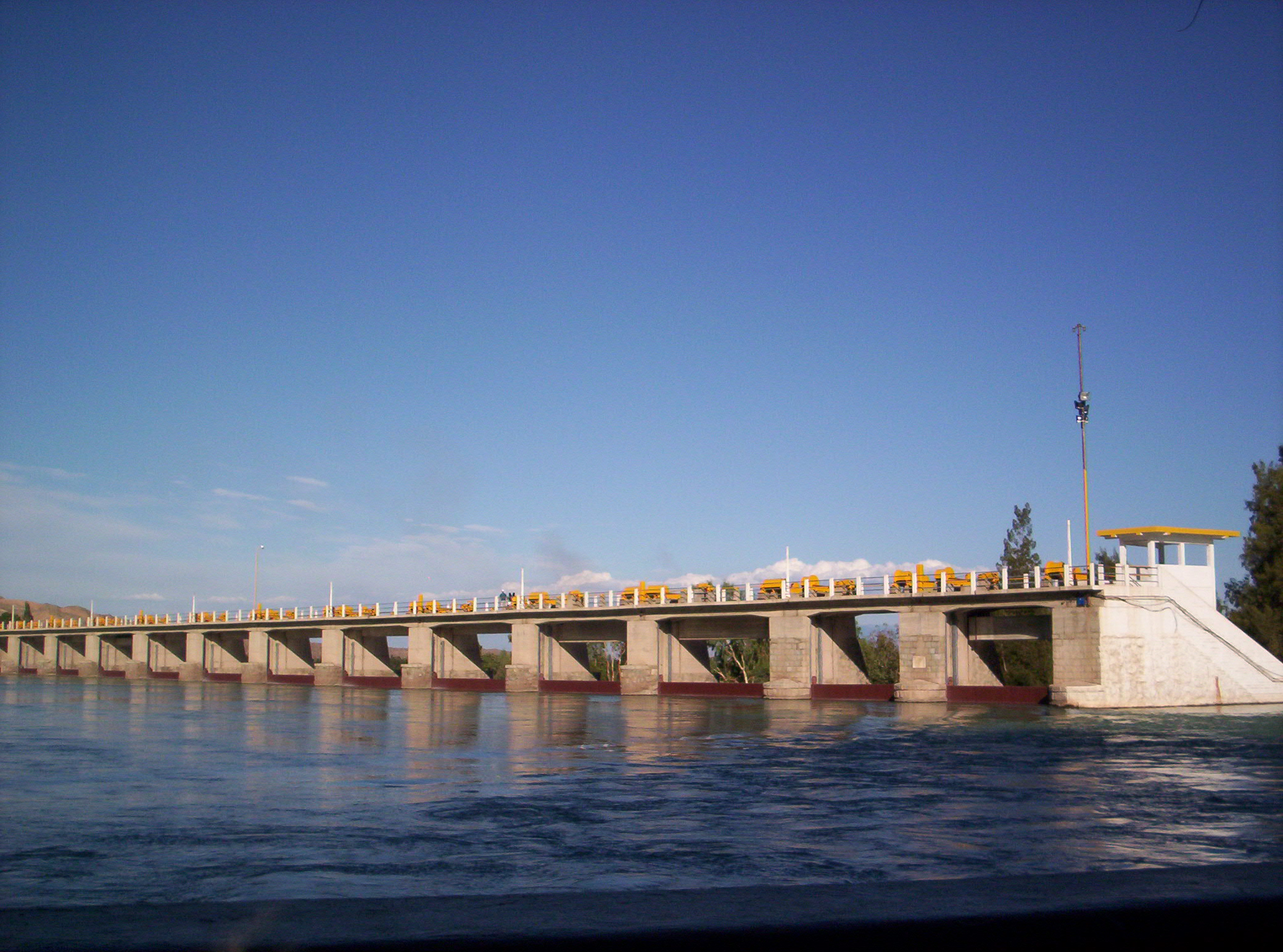
Dique José Ignacio de la Roza, Rivadavia
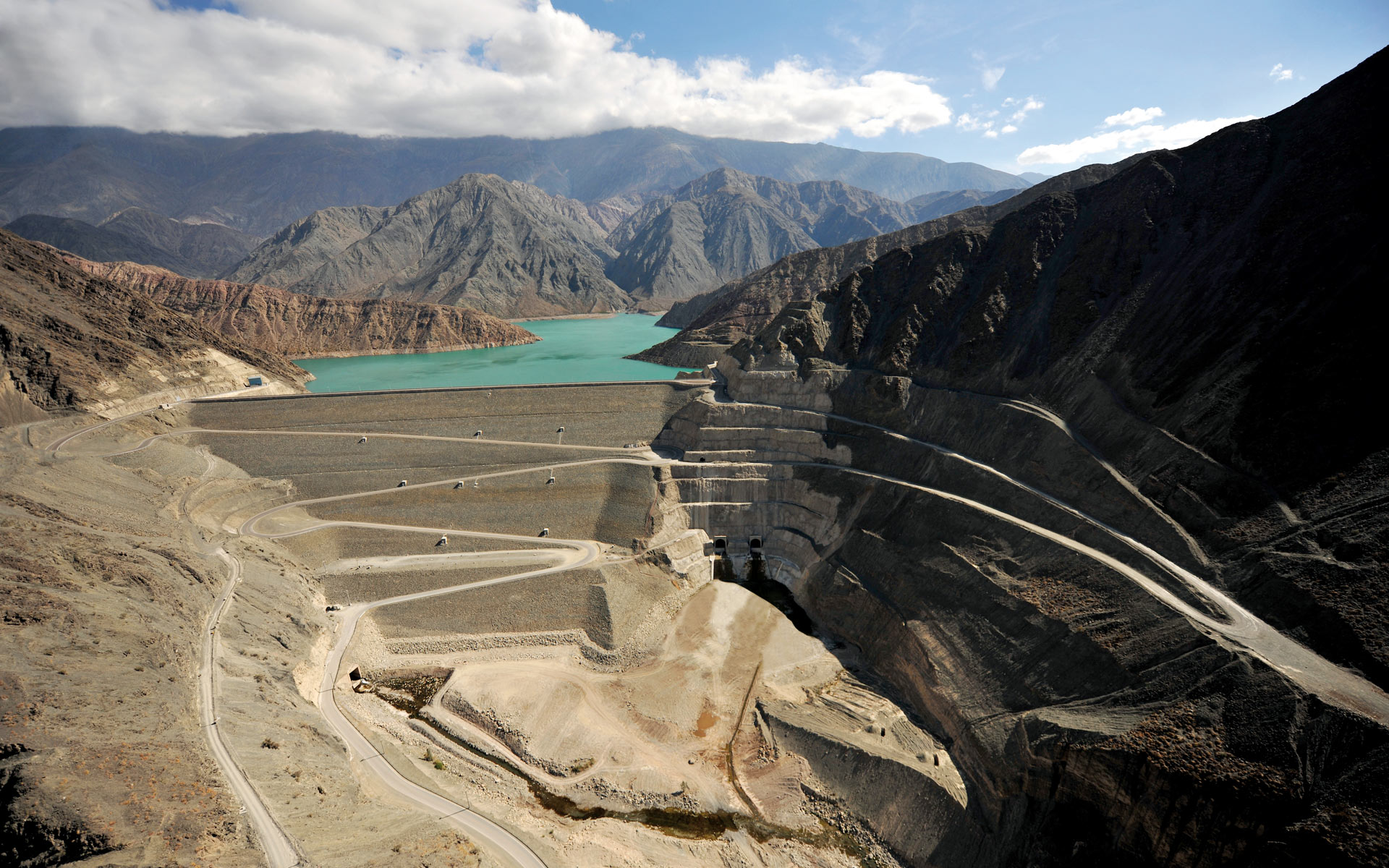
Embalsado de ríos, estrategia de aprovisionamiento de recurso hídrico, vista del Embalse Caracoles
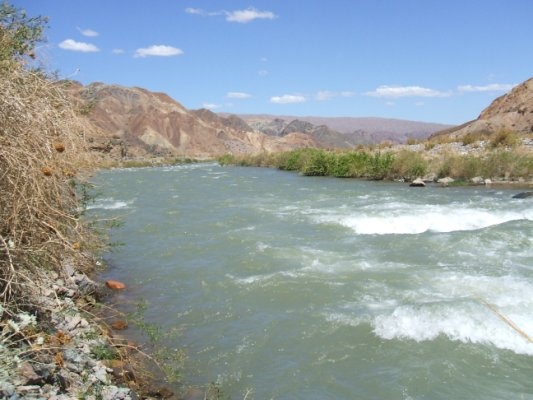
Río Castaño, Calingasta
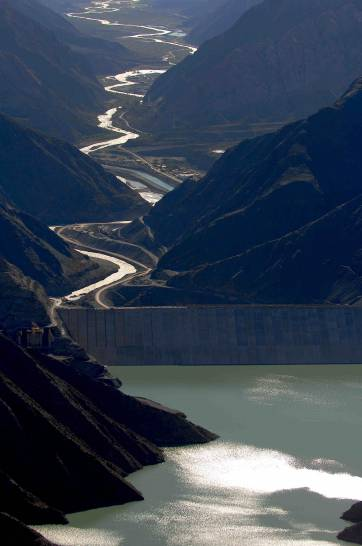
Río San Juan
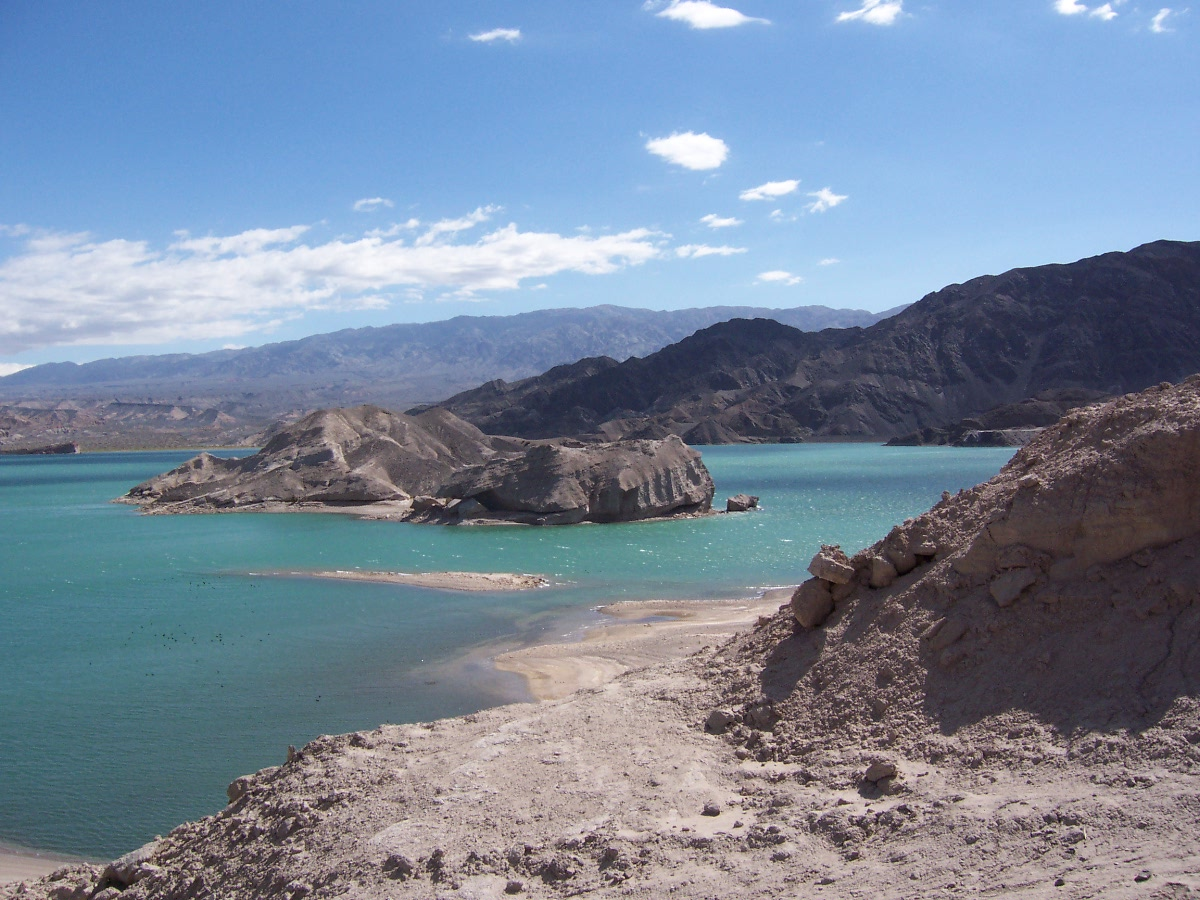
Embalse Cuesta del Viento, Iglesia

| Represa           | Uso                                    | Departamento  |
| ----------------- | -------------------------------------- | ------------- |
| Caracoles         | Riego y generación de energía          |               |
| Cuesta del Viento | Turismo y generación de energía        | Iglesia       |
| Ullum             | Riego, turismo y generación de energía | Ullum - Zonda |
| Punta Negra       | Riego, turismo y generación de energía | Ullum - Zonda |
| San Agustín       | Riego                                  | Valle Fértil  |

### Flora
La provincia presenta una elevada aridez en donde son completamente escasas las precipitaciones y una gran amplitud térmica diaria y estacional. Esta extrema aridez es interrumpida por los oasis o valles, formados a orillas de los ríos que nacen en los glaciares cordilleranos.
La vegetación xerófila es la más común, destacándose el estrato arbóreo: algarrobo, chañar; estrato arbustivo: jarillas, chilca, alpataco, retamo. Vegetación palustre como: junco, totora. En herbáceas: junquillo, en cestería y más artesanías.

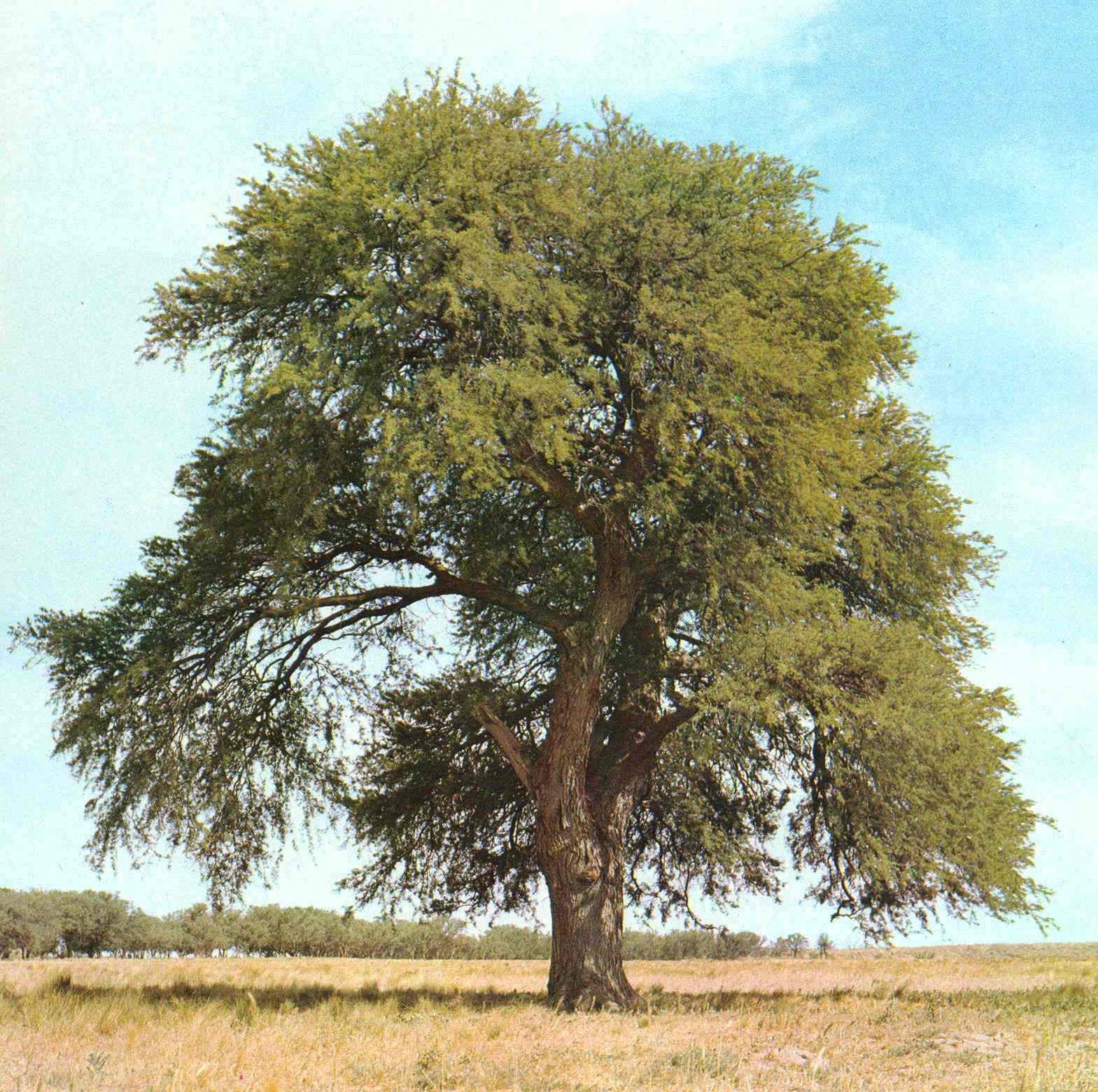
El algarrobo
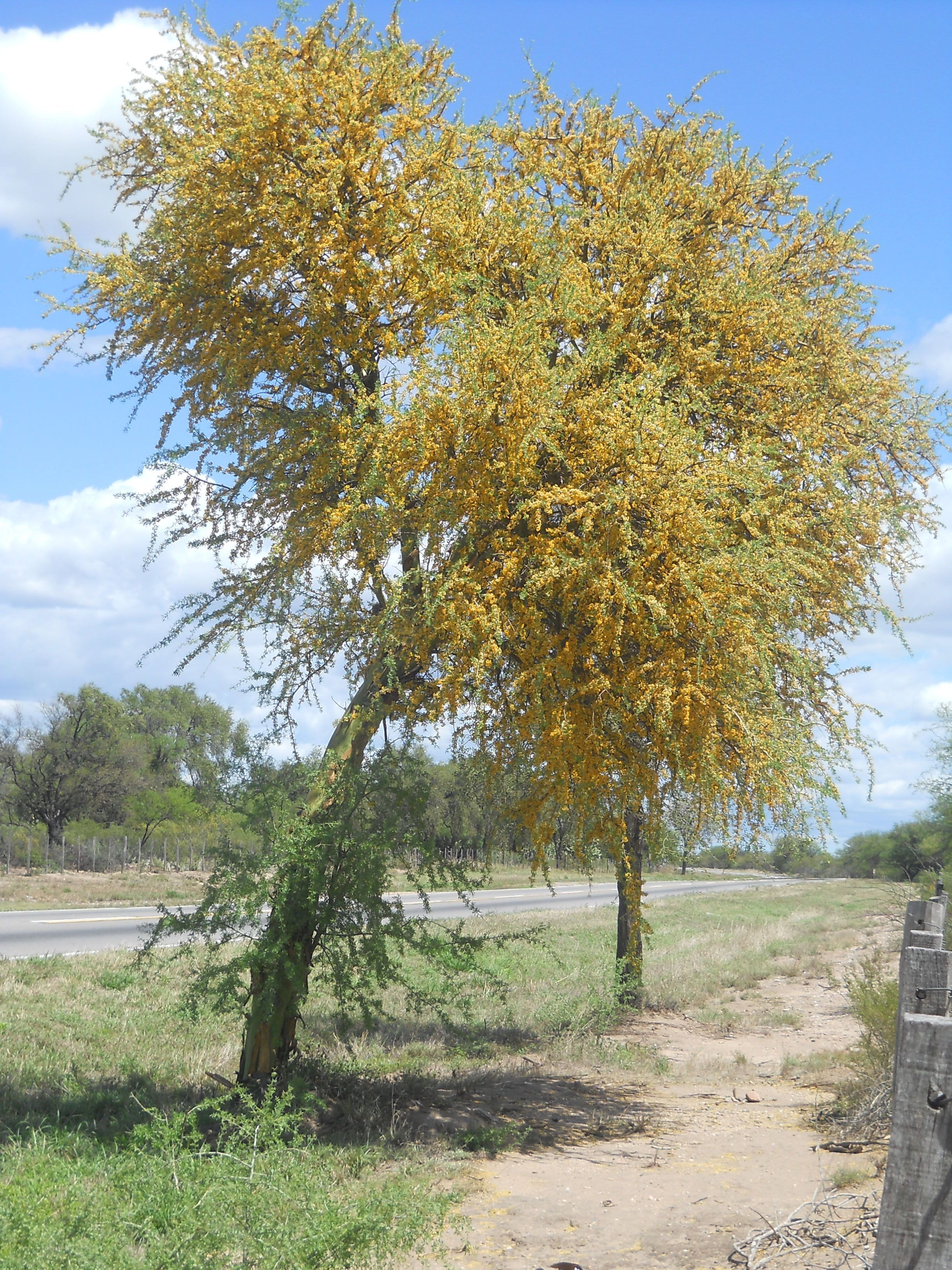
Chañar
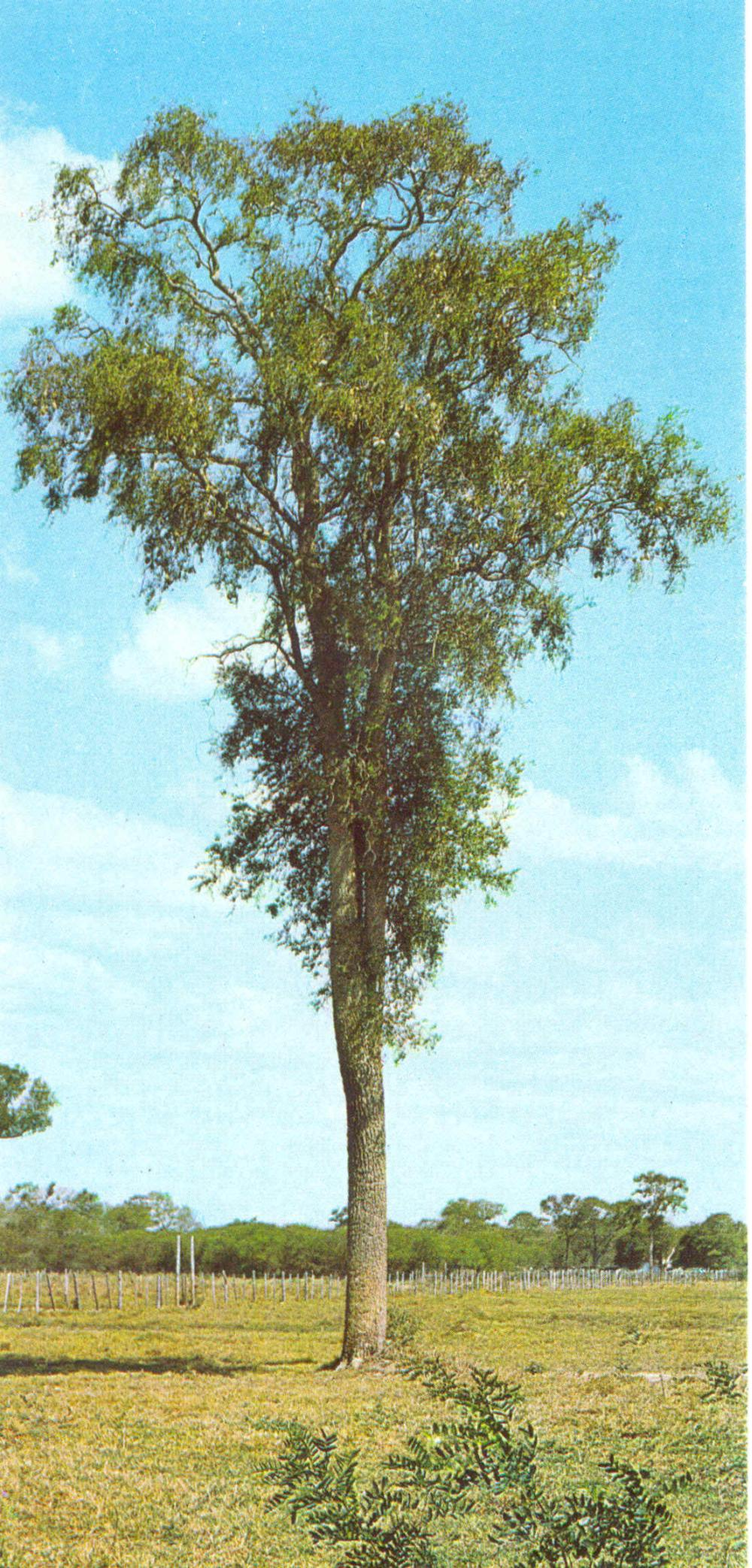
Quebracho blanco

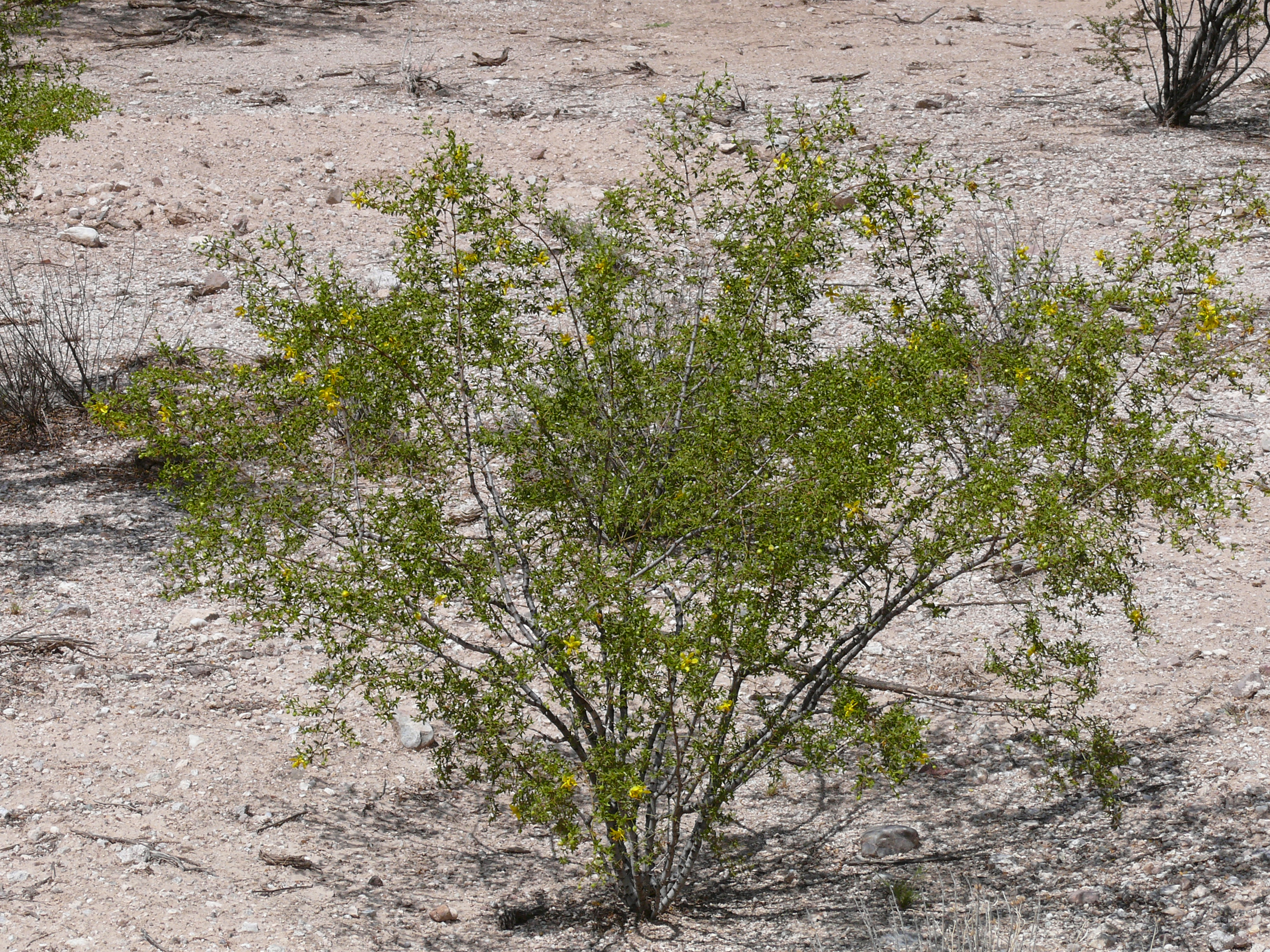
Jarilla
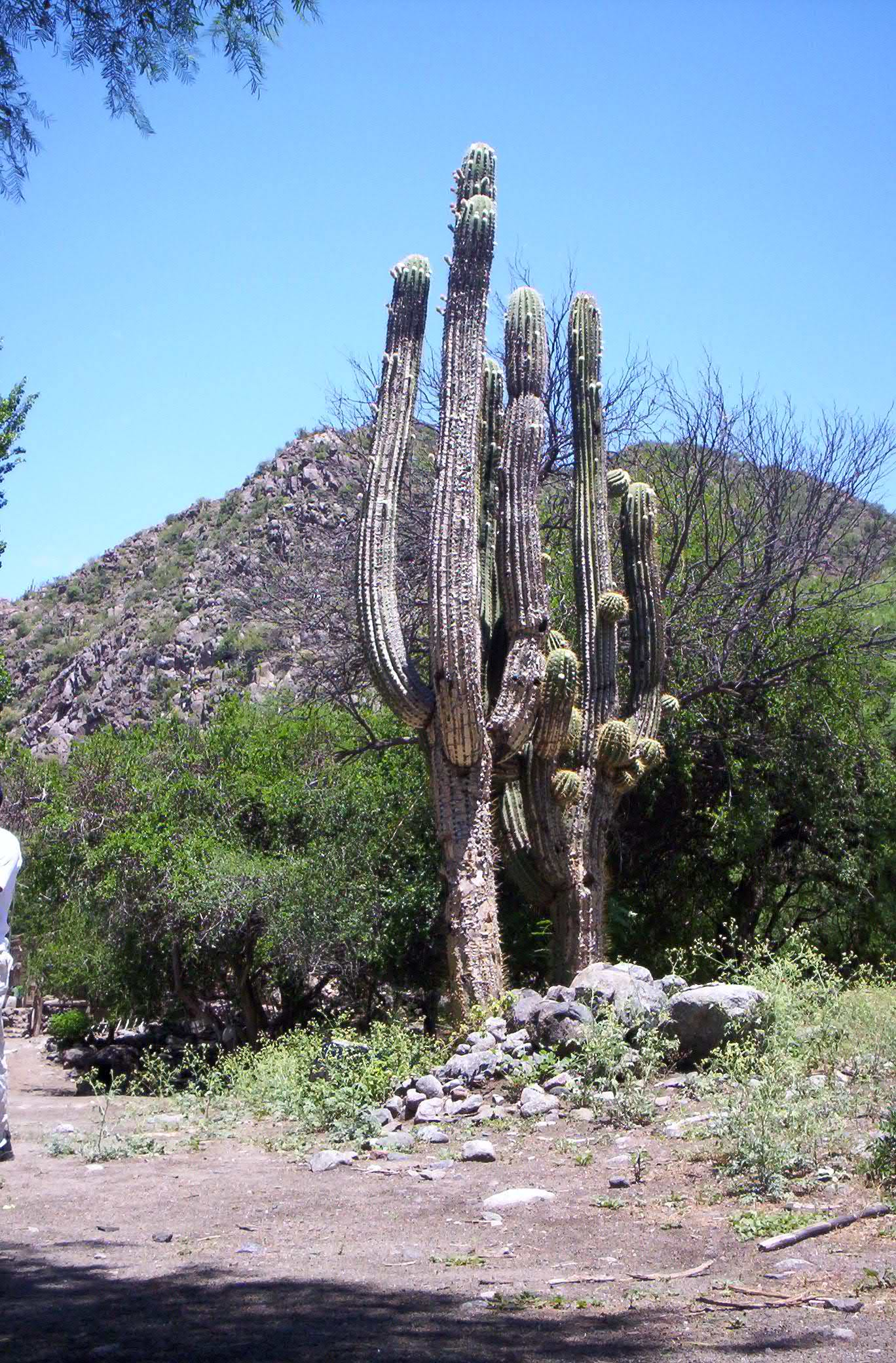
El Cardón
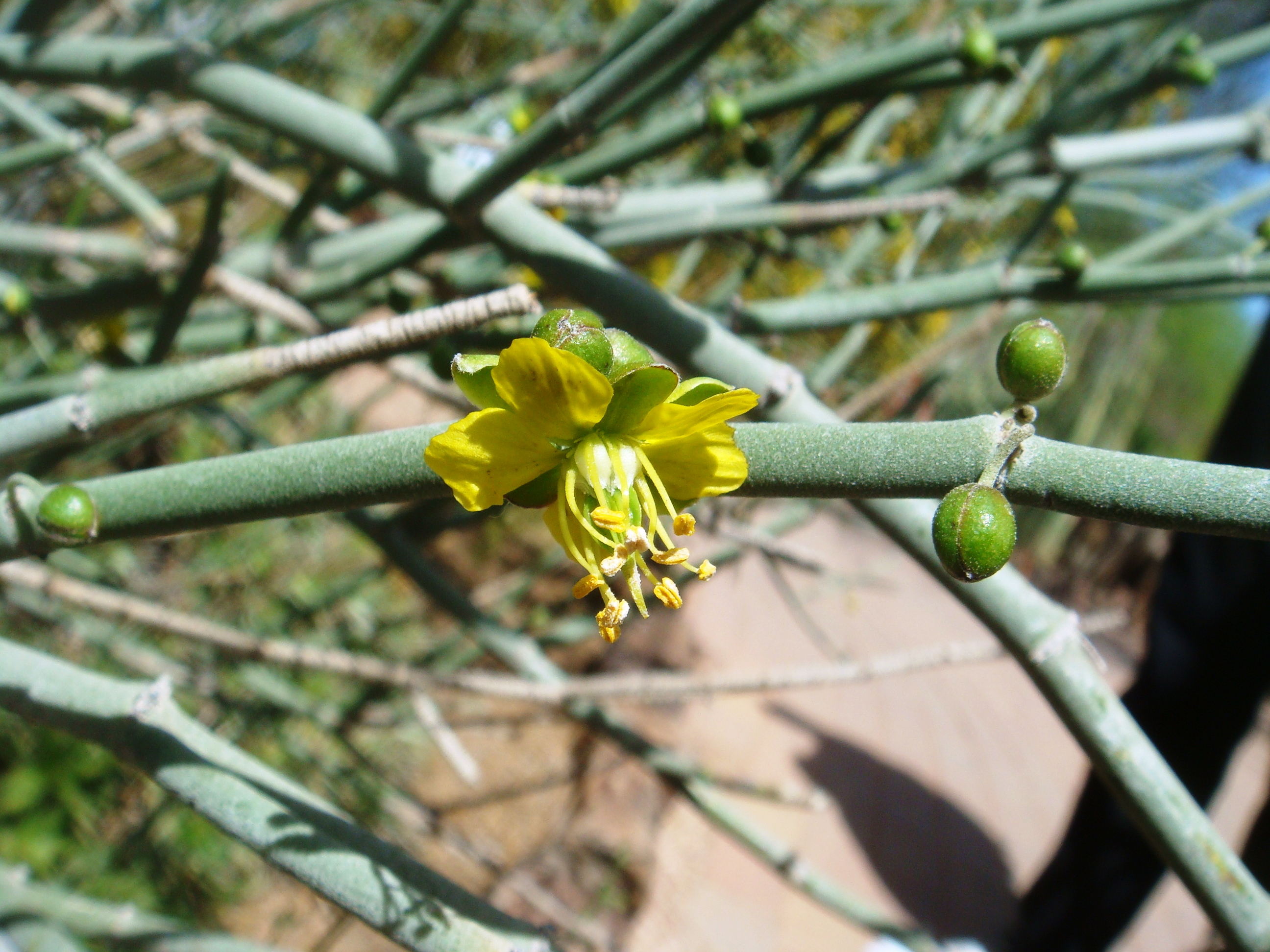
Retama

### Fauna

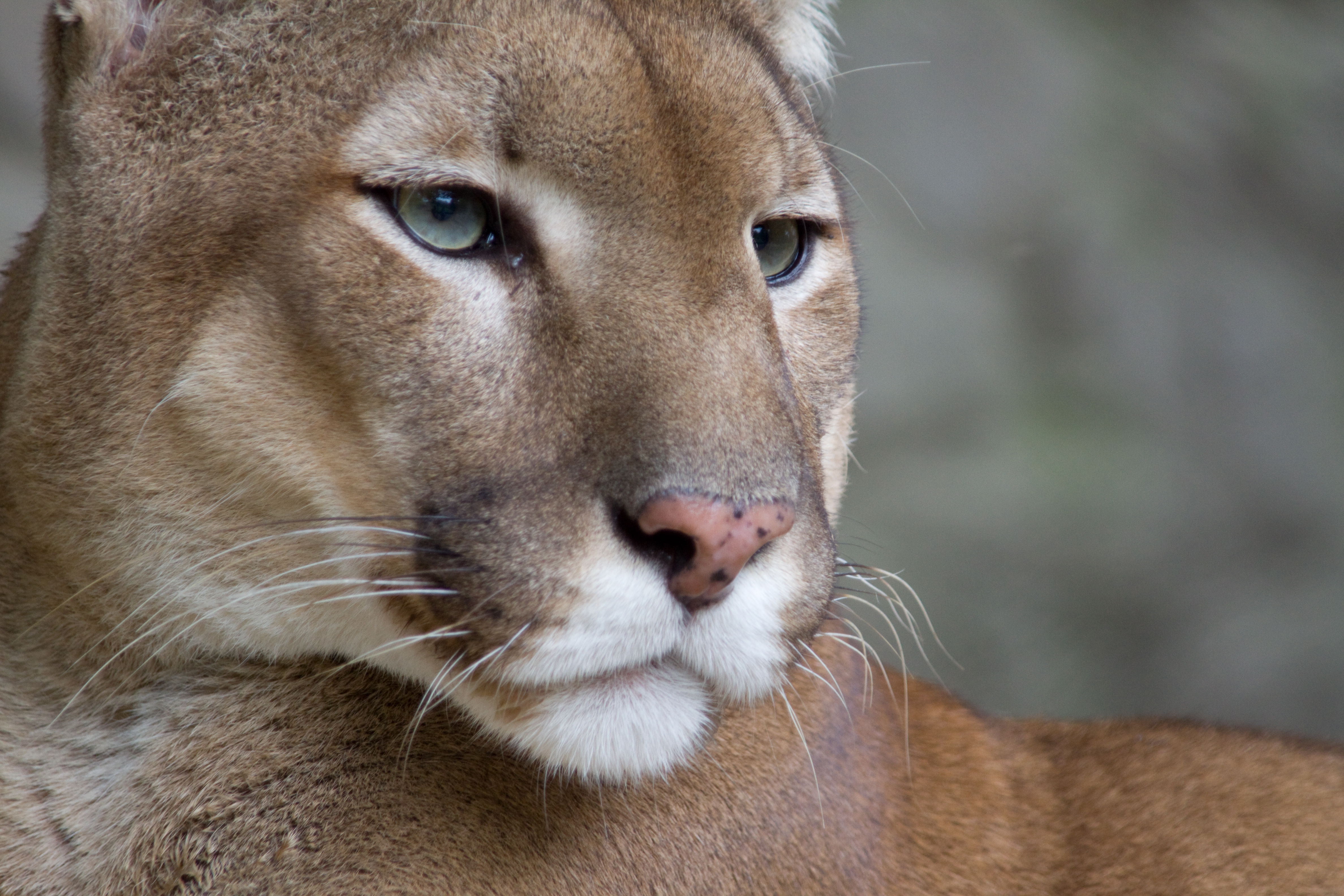
Puma
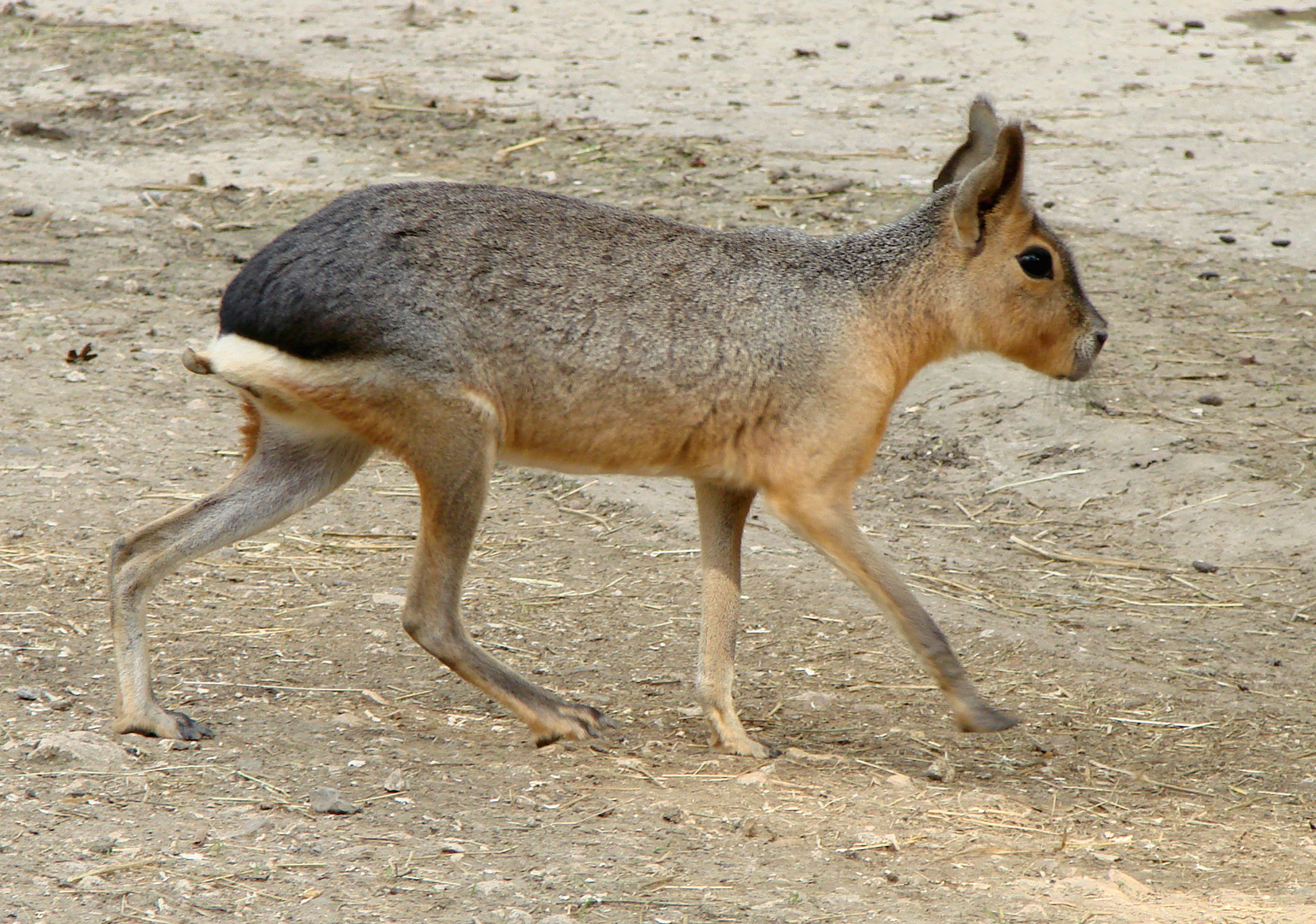
Mara.
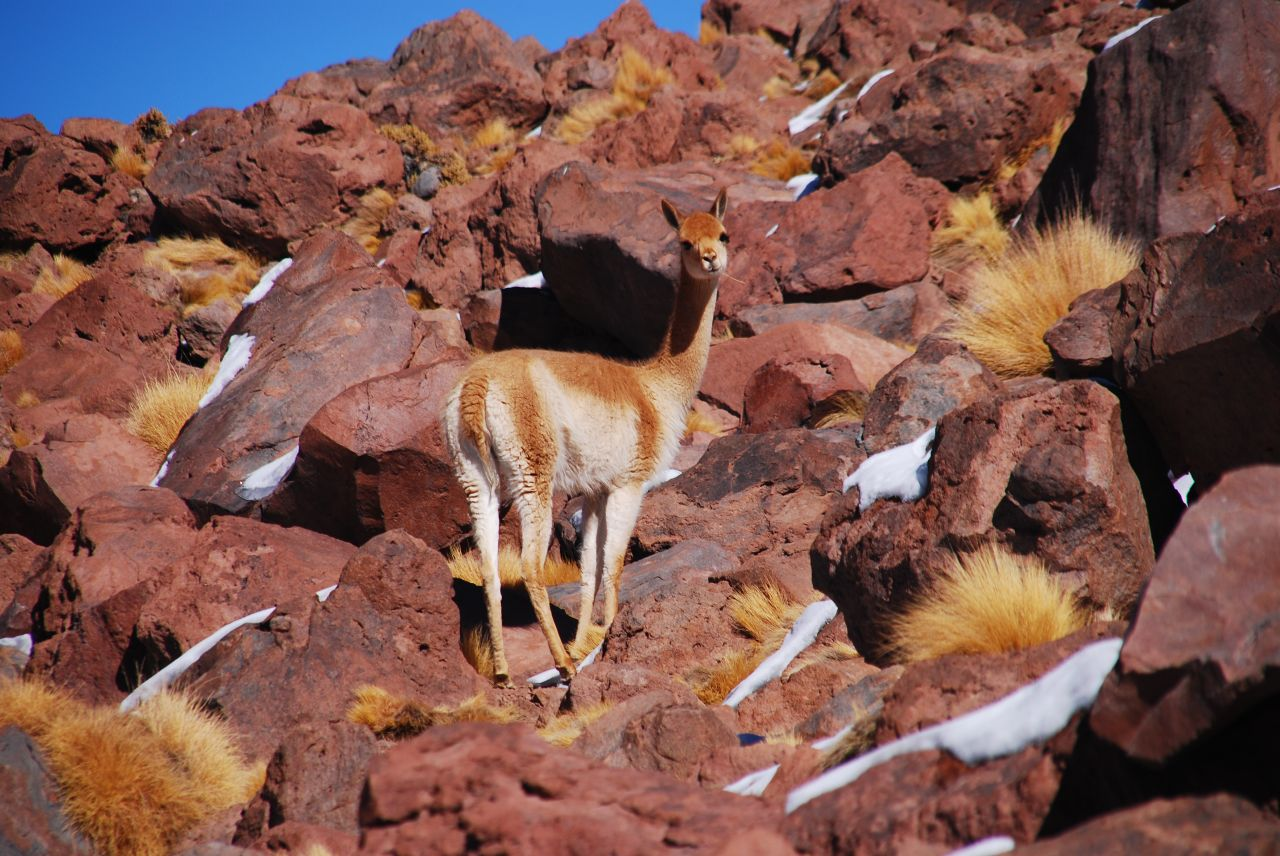
Vicuña

La fauna se distribuye según sea la altura y la vegetación presente en una determinada zona, ya que esta es la base de su alimentación.
Algunas de las especies que componen la fauna general de esta provincia son muy preciadas por cazadores furtivos que diezman las comunidades y convierten a los animales en especies en extinción. Una de las más amenazadas de la provincia de San Juan es la vicuña, perseguida por su lana. También están en peligro la iguana, el cóndor, el zorro colorado y las tortugas terrestres. Es el caso por el cual esta provincia brinda protección a la vicuña que es un animal que está en peligro de extinción, en la región, para ello existe el parque nacional San Guillermo, que fue declarado por la Unesco como Reserva de la Biosfera.
San Juan presenta una fauna que está representada por una gran variedad de especies andinas, patagónicas y pampeanas. Los mamíferos que se encuentran en la provincia son: guanaco, vicuña, zorro, puma, liebre europea, mara, vizcacha, comadreja, quirquincho, hurón, pecarí, coipo, chinchilla grande y armadillos. La trucha, pejerrey, bagre y carpa, son algunos de peces que habitan en los ríos.
San Juan, en el 2009, contaba con 15 áreas protegidas que ocupan más del 22 % del total del territorio. Un dato que comienza a tomar valor cuando se sabe que es la provincia de mayor superficie amparada por normas especiales de conservación, y que muchas de estas zonas son únicas en el continente (América) y en el mundo por su valor paleontológico o silvestre.

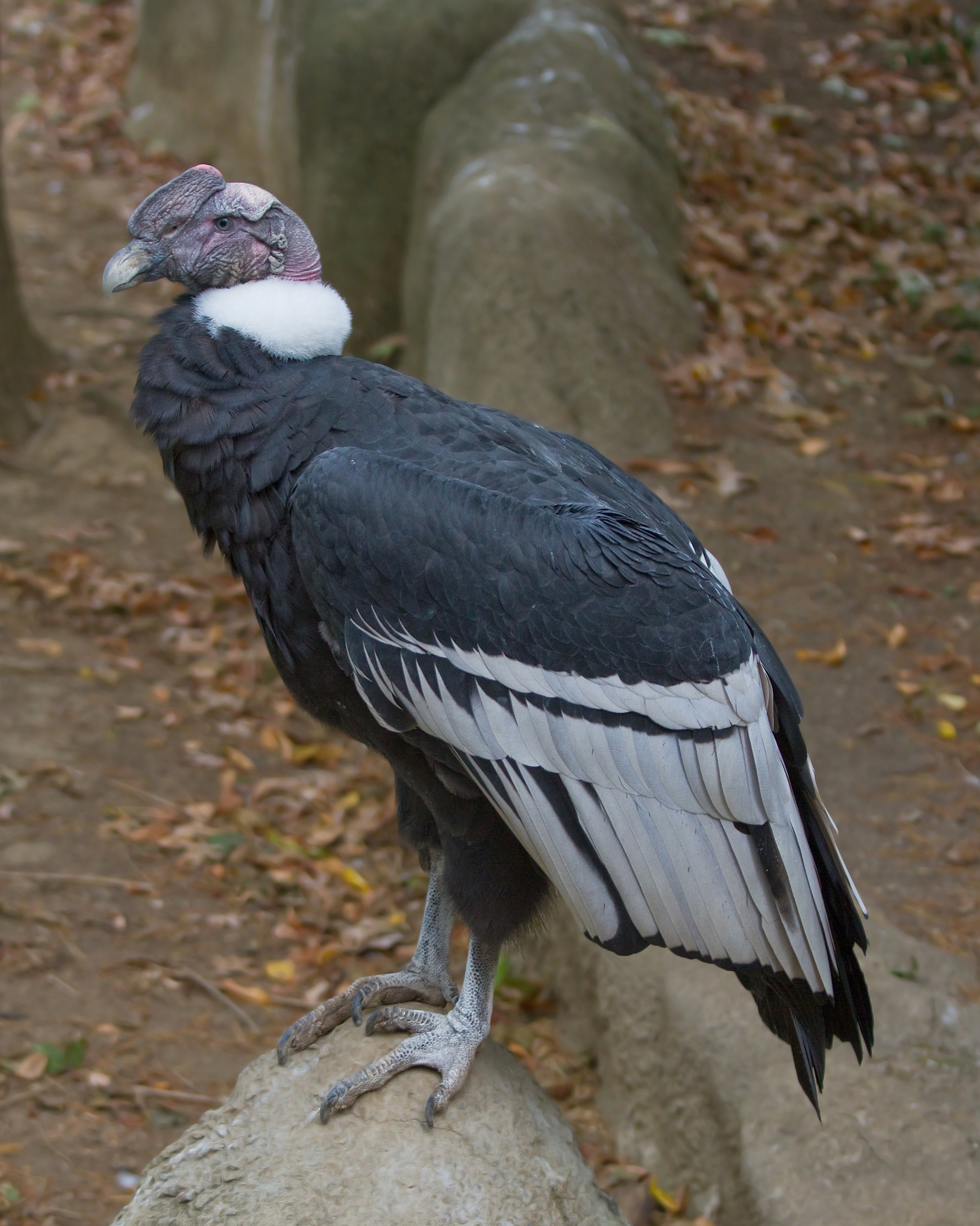
El cóndor.
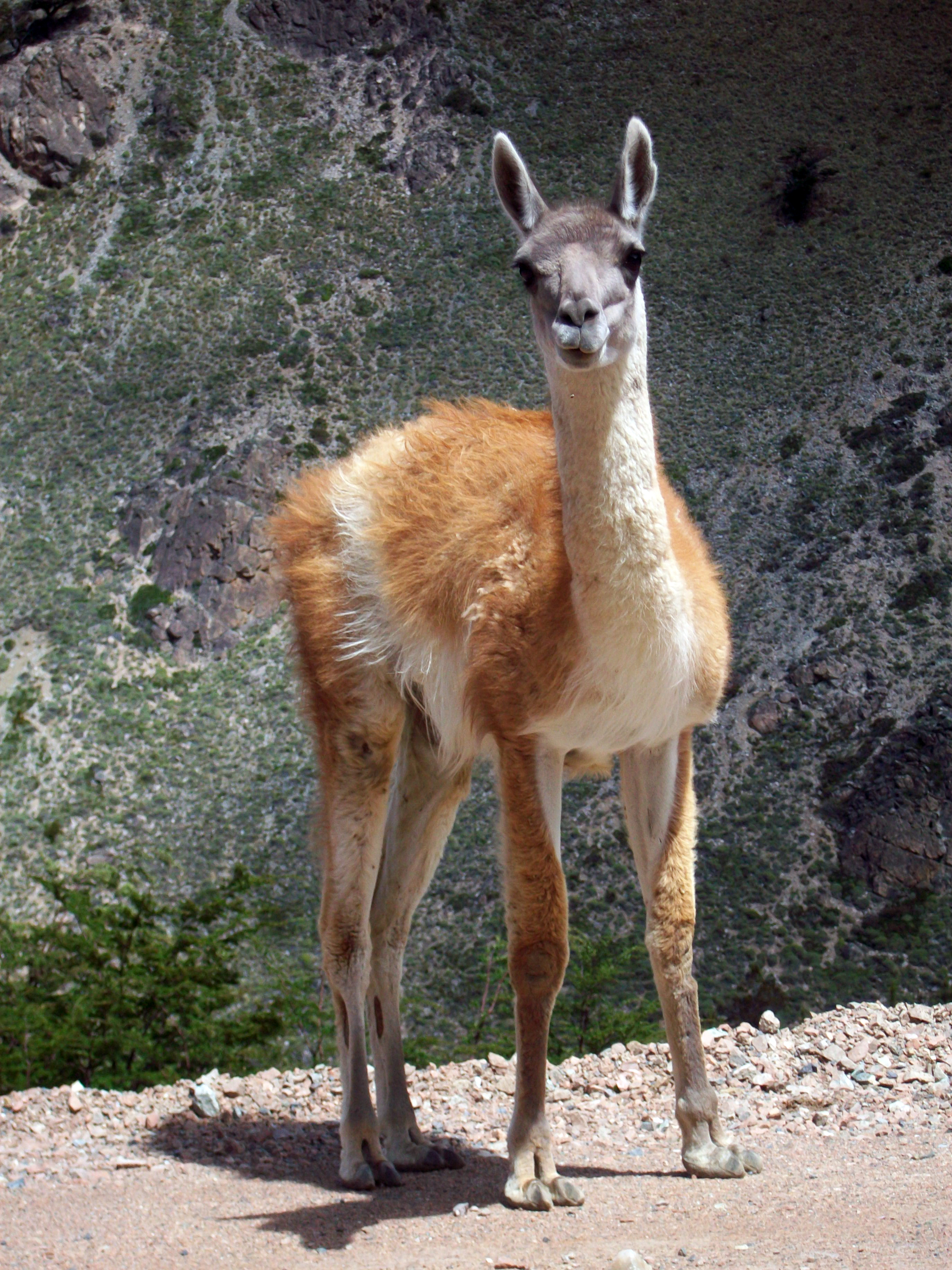
Guanaco.
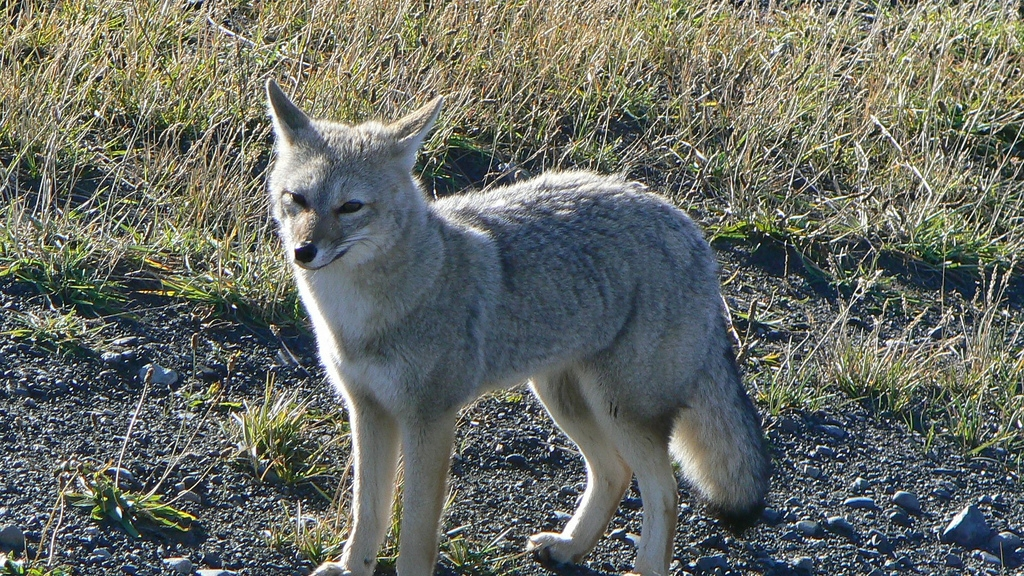
Zorro gris.

- Puma
- Mara.
- Vicuña

### Áreas naturales protegidas
La provincia de San Juan administra y gestiona un conjunto de áreas protegidas de variados objetivos, superficies y grados de control.
| Área protegida                     | Departamento                | Superficie  |
| ---------------------------------- | --------------------------- | ----------- |
| Ischigualasto (o Valle de La Luna) | Valle Fértil                | 62 916 ha.  |
| Valle Fértil                       | Valle Fértil Jáchal Caucete | 800 000 ha. |
| San Guillermo                      | Iglesia                     | 811 460 ha. |
| Parque Sarmiento                   | Zonda                       | 748 ha.     |
| Embalse Quebrada de Ullum          | Ullum                       | 7212 ha.    |
| Cerro Alcázar                      | Calingasta                  | 1000 ha     |
| Reserva Don Carmelo                | Ullum                       | 35 000 ha.  |
| Los Morrillos                      | Calingasta                  | 23 500 ha.  |
| Pedernal                           | Sarmiento                   | 17 700 ha.  |
| Loma de Las Tapias                 | Ullum Albardón              | 5000 ha.    |
| Limo Arcilloso                     | Ullum                       | 1200 ha.    |
| La Ciénaga                         | Jáchal                      | 9600 ha.    |

## Población

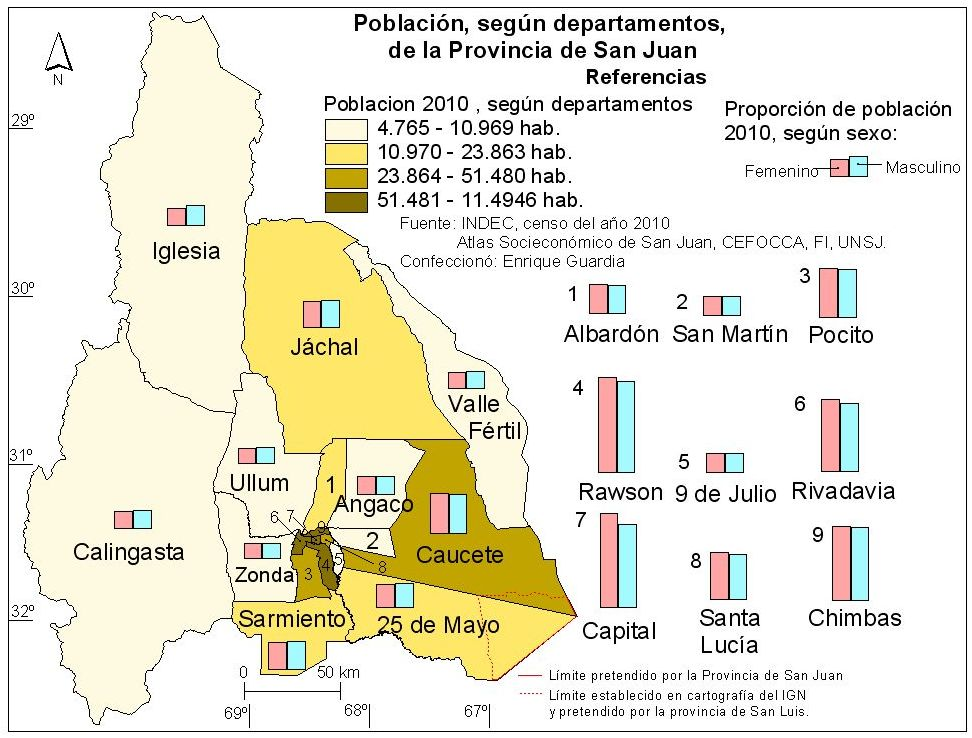
Mapa de la provincia con la distribución de población para el año 2010.

El censo nacional 2010 estableció una población de 681 055 habitantes. El Censo 2001 indicaba que San Juan contaba con 622 094 habitantes (Indec, 2001) siendo mayoritaria la población urbana con 528 267 habitantes (Indec, 2001) y en minoría población rural: 93 827 habitantes (Indec, 2001). Para el censo de 1991 dicha provincia poseía 528 715 habitantes (Indec, 1991), contando con una población urbana de: 424 416 habitantes (Indec, 1991) y un población rural de: 44 663 habitantes (Indec, 1991).
Se estima que el 70 % de los sanjuaninos son eurodescendientes, de los cuales la mayoría son descendientes de españoles, seguidos por una minoría de descendientes de italianos y finalmente, pequeñas minorías de descendientes de otras etnias europeas. Se concentran especialmente en la capital provincial. También existen importantes colectividades de descendientes de inmigrantes de Oriente Medio, especialmente sirios y libaneses.
Las personas descendientes de indígenas conforman la segunda mayoría, de los cuales la mayor parte poseen ascendencia huarpe. Se concentran principalmente en los departamentos de Iglesia, Calingasta, Zonda y Angaco.
A pesar del incremento intercensal se observa una tendencia de éxodo, se revela el censo de 1991 al censo 2001 se fueron 9 de cada 100 sanjuaninos, lo que equivale del total de la población un 27 % de pobladores que dejaron la provincia, llegando a ocupar el 2.º puesto entre las provincias de más éxodo poblacional, siendo solo superada por Santiago del Estero.
Para el censo 2022 el departamento registró 822 853 habitantes; lo que representó crecimiento poblacional provincial situado en 20,8%.

### Distribución
La población se agrupa y su presencia es densa en aquellos departamentos donde existe la posibilidad de disponer de agua. La densidad fuera de estas áreas es muy baja. Concentra por mayoría su población en los oasis o valles centrales, es decir el de: Tulum, Ullum, Zonda, y Jáchal, conteniendo aproximadamente el 90 % del total de esa población. En minoría el resto de ese porcentaje se ubica en los valles de Iglesia y Calingasta, donde se visualizan pequeños poblados dedicados principalmente a la agricultura y al turismo en los últimos tiempos. Otra concentración se halla en Valle Fértil, en forma escasa organizada en pequeños poblados dispersos.
Las principales ciudades de la provincia se hallan en el Gran San Juan, concentrando este a San Juan, la capital provincial, centro administrativo, comercial y asiento de autoridades gubernamentales de la provincia, a Villa Krause, el principal núcleo comercial de la zona sur del Gran San Juan. Desde este punto de vista tales ciudades aludidas no existen como unidades, pero forman una sola masa aglomerada, el Gran San Juan. Caucete, centro administrativo y comercial del área este del Valle del Tulúm, es la única urbe de peso luego del aglomerado citado. También se destacan las localidades General San Martín, Aberastain y San José de Jáchal, siendo esta última el principal centro urbano del norte sanjuanino

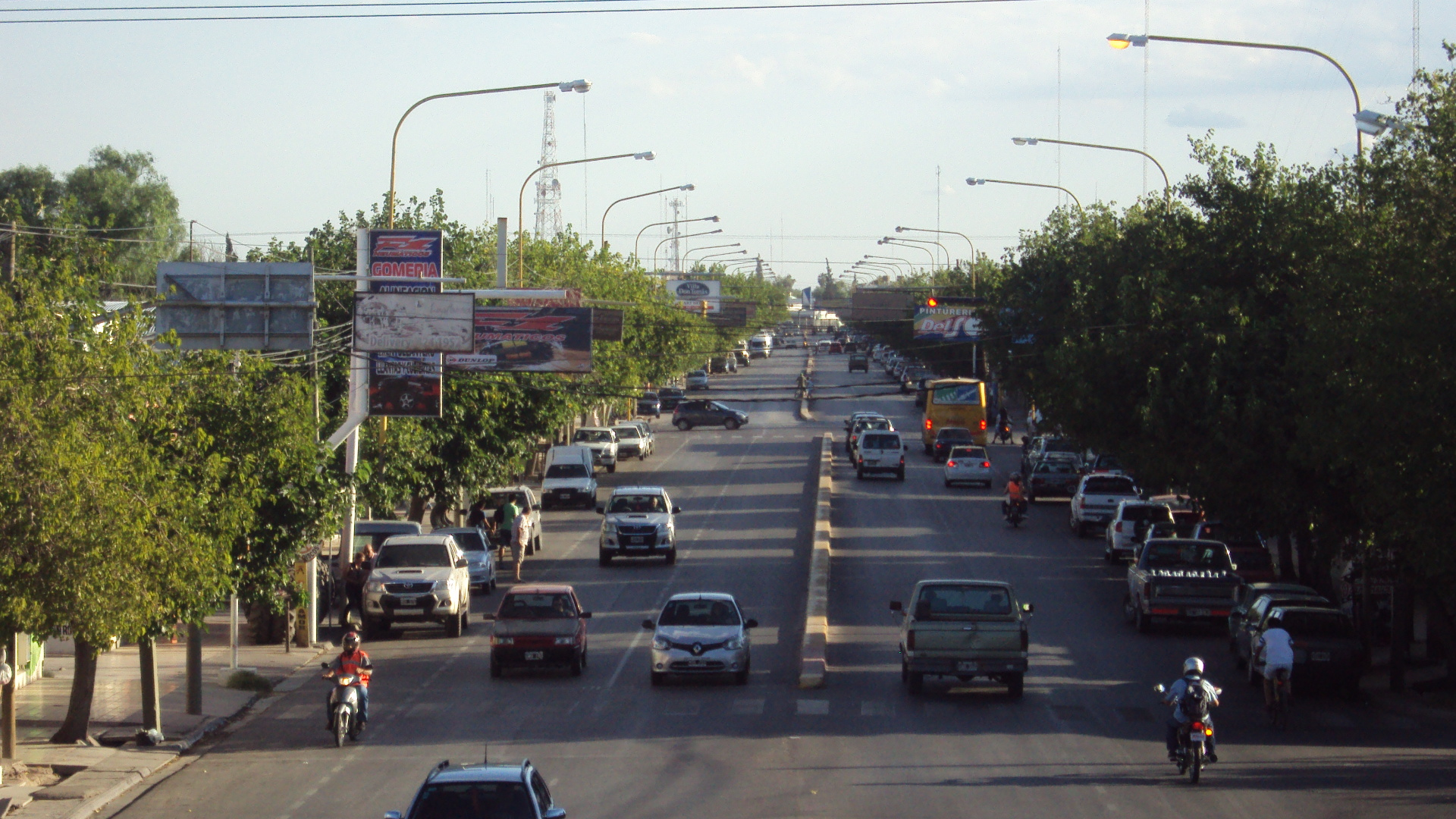
Av. España, uno de los principales ingresos a Villa Krause
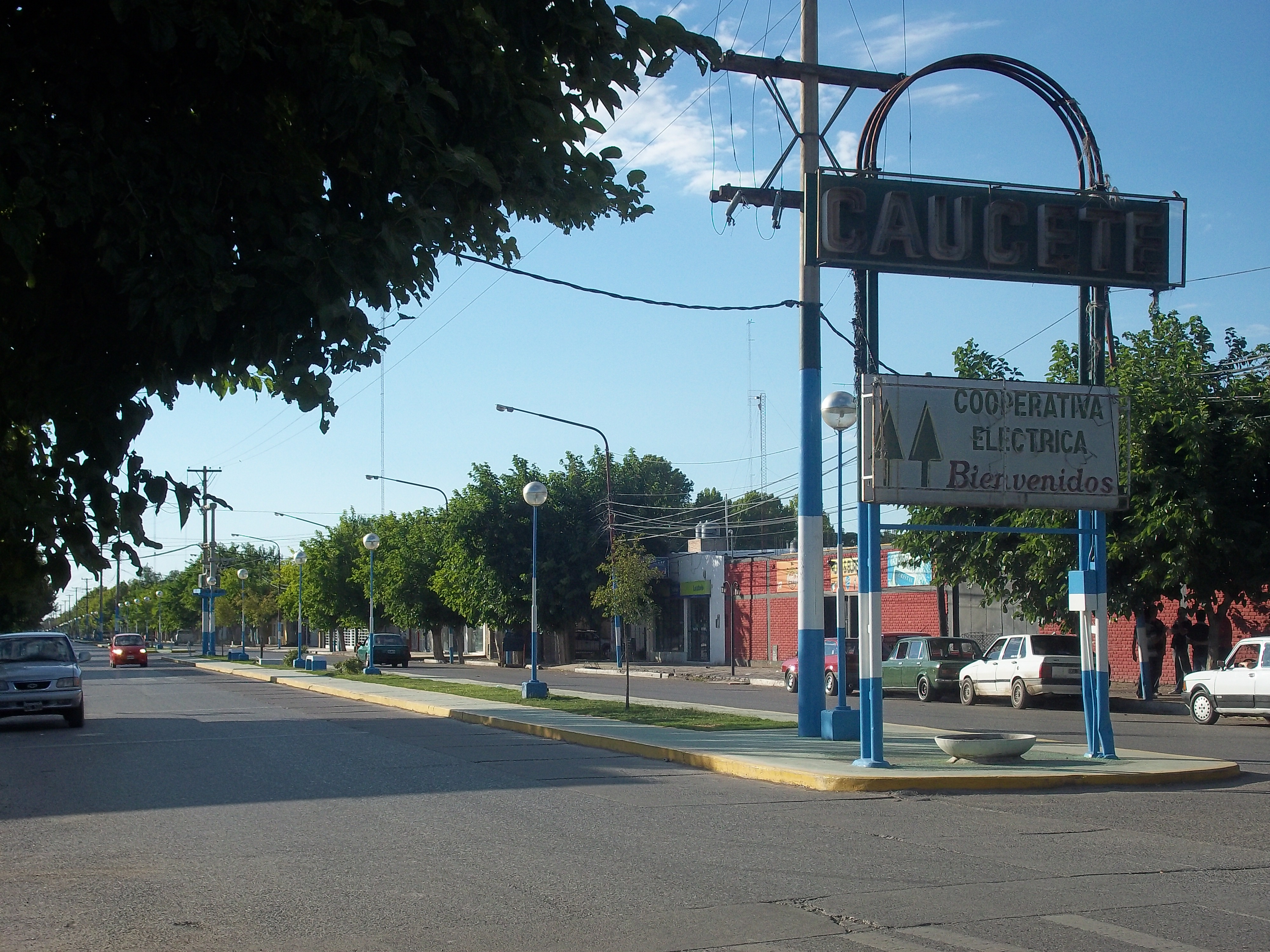
Caucete, centro urbano del área este del Valle del Tulum.
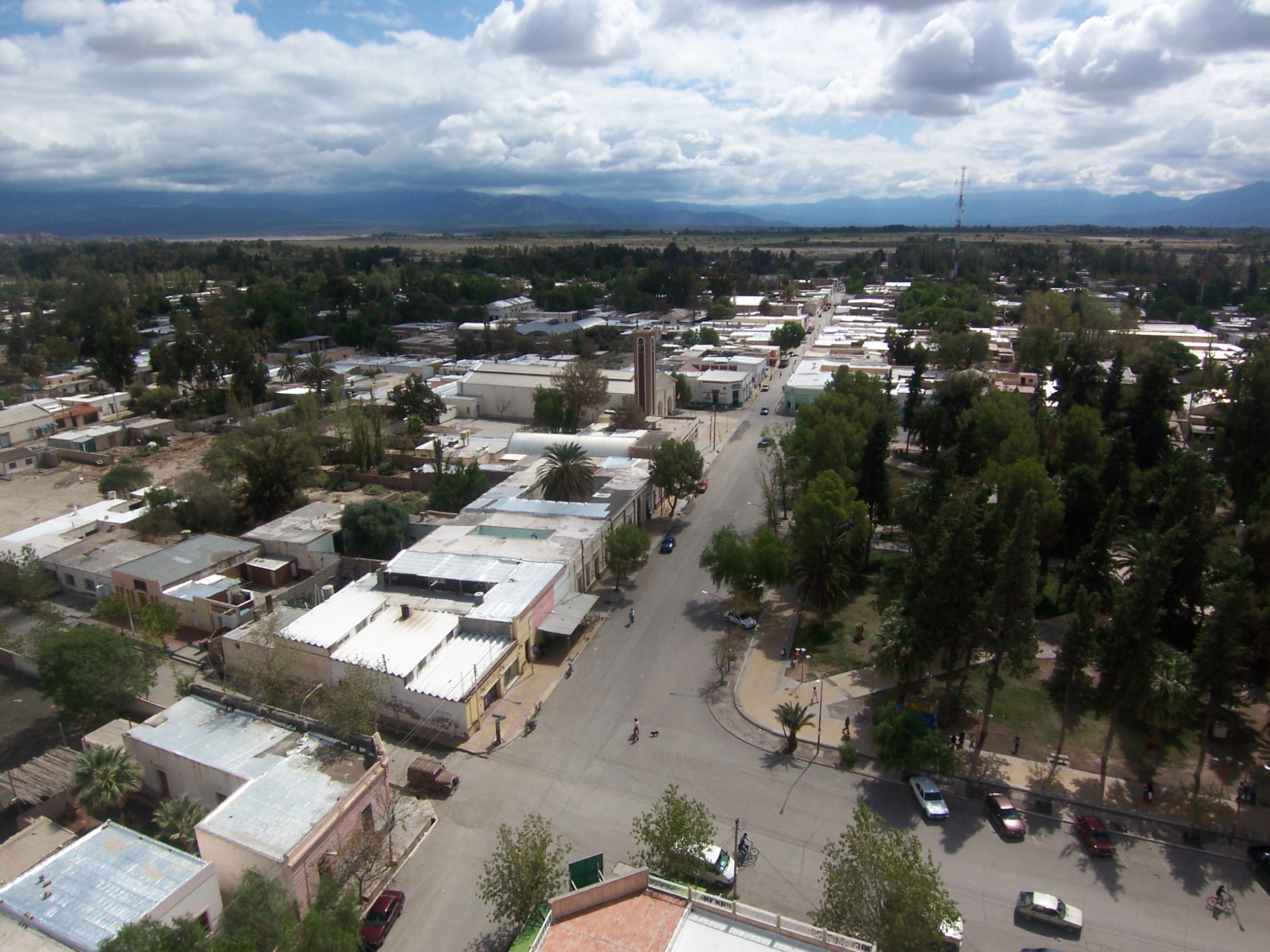
San José de Jáchal, principal asentamiento del norte de la provincia.
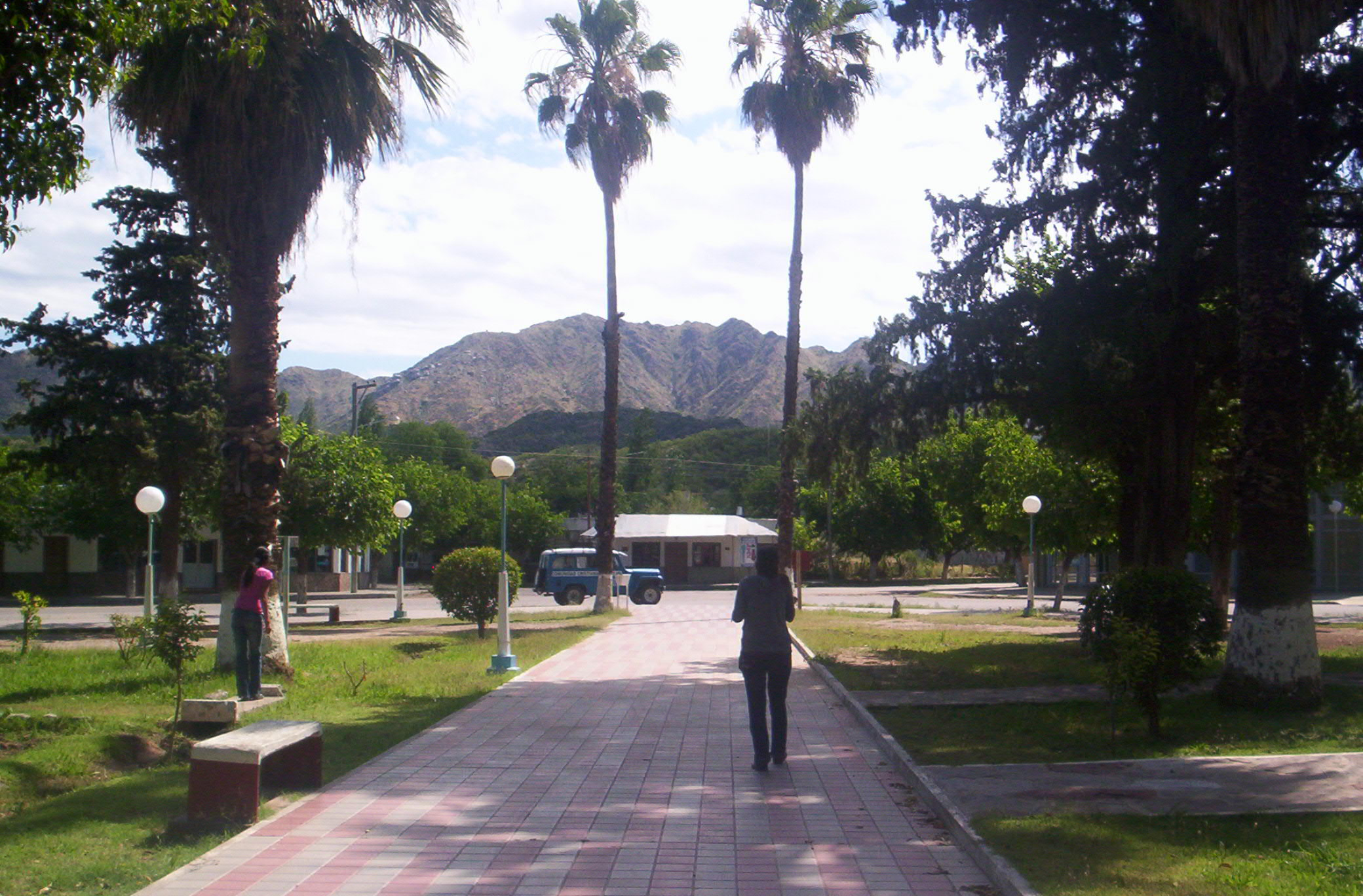
Villa San Agustín, centro turístico y político-administrativo de Valle Fértil.

### Evolución demográfica
En general se puede decir que si bien San Juan muestra una evolución muy lenta de la población hasta principios del siglo XXI, pueden observarse períodos con crecimientos diferenciados. En ese contexto se puede marcar:
- la llegada del Ferrocarril estimuló los movimientos demográficos en la provincia entre 1914 y 1947, período en que creció un 2 %.
- las cifras demuestran una pérdida progresiva de allí en adelante, particularmente en la década de 1970 en que comienza ya a comportarse como un centro expulsor de población.
- En la década siguiente la provincia recupera en parte su ritmo de crecimiento (19,4 %) que si bien es moderado es algo superior a la media nacional.
- El censo de 2001 marca un nuevo descenso en el ritmo de crecimiento (aunque siempre se mantiene por encima de la media nacional), un aumento mayor de población en términos absolutos en el Valle del Tulum y una retracción marcada sobre todo en los oasis periféricos: Iglesia-Rodeo, Calingasta-Barreal, Jáchal-Huaco y Valle Fértil. El crecimiento se concentra en Tulúm-Ullúm-Zonda y el decrecimiento demográfico en las pequeñas localidades de los bordes de los oasis y el secano.

Para más información véanse
- Anexo:Departamentos de San Juan por población
- Anexo:Departamentos de San Juan por población (censo 2010)
- Anexo:Localidades simples y compuestas de la provincia de San Juan
- Anexo:Localidades cabeceras por población

Según el censo 2010, la provincia tuvo una población rural de 87.672 personas.
| Gráfica de evolución demográfica de San Juan entre 1869 y 822853 |
| No se puede compilar la entrada de EasyTimeline: EasyTimeline 1.90 Timeline generation failed: 2 errors found Line 53: bar:822853 from:0 till:{{{24}}} color:blue - PlotData attribute 'till' invalid. Date '%7b%%7b%%7b$7d%%7d%%7d%' does not conform to specified DateFormat x.y. Line 79: bar:822853 at:{{{24}}} fontsize:s text:{{{24}}} shift:(0,5) - PlotData attribute 'at' invalid. Date '%7b%%7b%%7b$7d%%7d%%7d%' does not conform to specified DateFormat x.y. |

## Economía

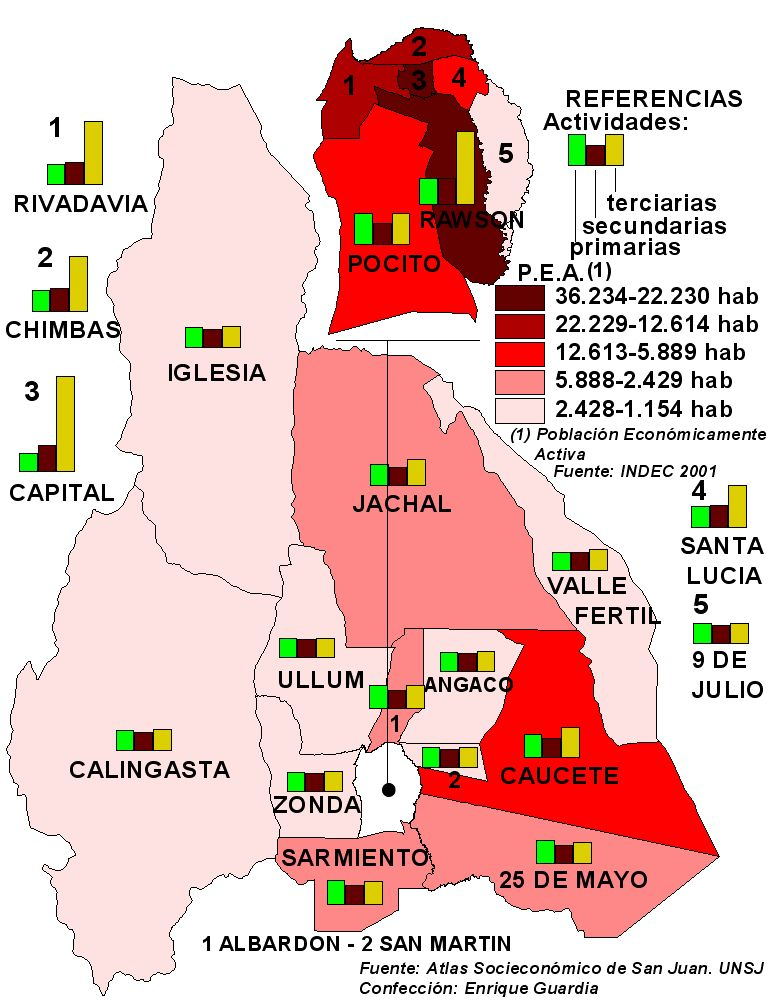
Mapa de la provincia con la distribución de la Población Económicamente Activa y sus actividades económicas, según los respectivos departamentos.

La economía de la provincia de San Juan está representada por la agricultura, donde sobresale en cultivo de la vid. En la industria se destaca la elaboración del vino y diversas conservas de alimentos. También ha comenzado a desarrollarse intensamente la minería, con la extracción de diversos minerales, de la mano de varias empresas multinacionales, y el turismo. Para principios del 2010, a raíz de la minería principalmente, San Juan pasó de exportar del 15 al 38 % de lo que produce, aunque ello implica problemas ecológicos y en la salud de la población cercana a dichos emprendimientos, que en un futuro podrían empeorar.
Teniendo en cuenta un punto de vista geoeconómico, la provincia presenta un aspecto espacial de baja rentabilidad económica, puesto que carece en cantidad y calidad de los recursos: suelo (ya que predomina la presencia de afloramiento rocoso) y agua (escasez de precipitaciones, puesto que no superan en forma general los 100 mm y escasez de cursos fluviales permanentes a nivel superficial). Estos aspectos son una de las causas más preponderantes de la morfología de espacios económicos caracterizados por un sistema de agricultura intensiva sustentada a partir del riego artificial, con la presencia predominante de minifundio y con escaso desarrollo en la actividad ganadera. Sin embargo la importante presencia de roca aflorante puede permitir el funcionamiento de la actividad minera, pero la escasez hídrica sería un factor negativo para ella. La población económicamente activa se concentra por mayoría en la aglomeración urbana del Gran San Juan, donde se desarrolla una actividad secundaria, terciaria y cuaternaria.

### Exportaciones[38]
Las exportaciones de la provincia de San Juan totalizaron 1.206 millones de dólares en el transcurso de 2021 (32,9% del total de las ventas al exterior de la región Cuyo), lo que representó una suba de 7,7% respecto a 2020. Entre los productos más relevantes de las exportaciones provinciales, pueden citarse preparados de hortalizas, legumbres y frutas (5,0%) –en particular, jugos de frutas y hortalizas–, que disminuyó sus envíos 10,4% en el período; y productos químicos y conexos, que concentró 4,1% de los envíos al exterior. Otro rubro importante fue frutas secas o procesadas, que representó un 3,8% del total de las exportaciones de esta provincia, con una suba interanual de 2,3%. También se destacó el comportamiento de hortalizas y legumbres sin elaborar con 3,1% del total de las exportaciones y cuyos despachos en el período se redujeron 14,0%: fundamentalmente por las menores ventas de ajos y cebollas que sufrieron caídas de 16,7% y 20,0% respectivamente, en relación con el año anterior. El grueso de las exportaciones estuvieron concentradas en cuatro principales destinos: Suiza, USMCA y Mercosur. Se destacaron también los despachos a Chile y Unión Europea.

### Actividades primarias

#### Agricultura y ganadería

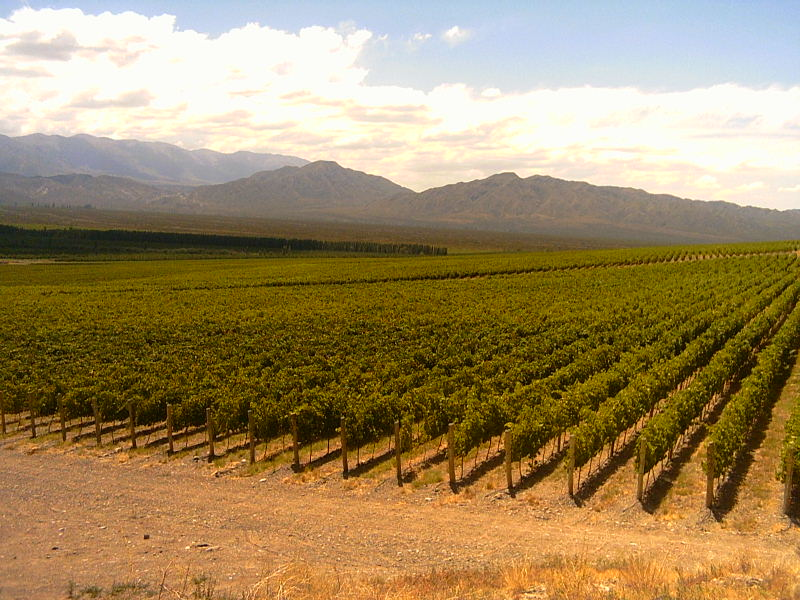
En la provincia se destacan las plantaciones de vid. Vista a una de las tantas plantaciones en Pedernal, departamento Sarmiento.

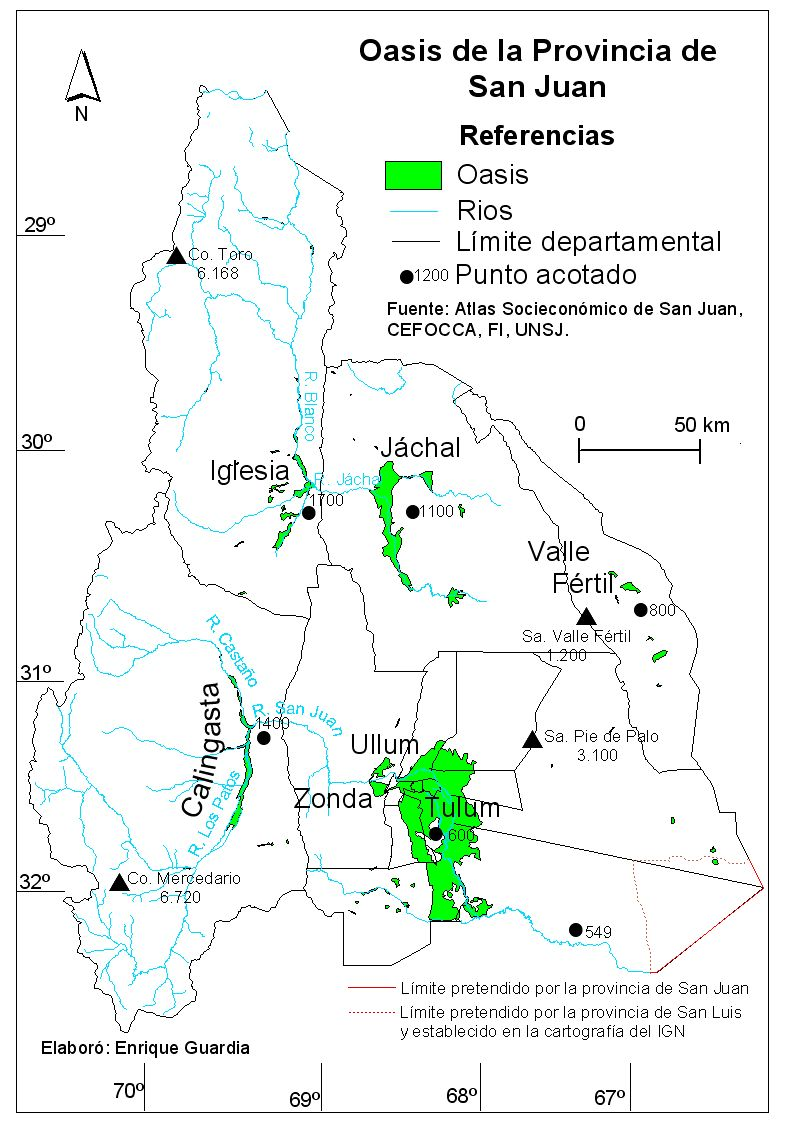
Mapa de la provincia con la distribución de los oasis

La agricultura en San Juan está representada por el cultivo de la vid. Siendo la segunda productora de Vino argentino, destacándose en la variedad de Syrah y Malbec.
La vid llega a San Juan entre los años 1569 y 1589 de la mano de conquistadores españoles. Favorecida por óptimas condiciones climáticas y de suelo, la vitivinicultura manifestó un amplio y acelerado desarrollo, en esta provincia. Al comienzo se producía en volumen reducido, limitado a satisfacer las necesidades de las pequeñas comunidades de la colonia. Se debieron afrontar diversas dificultades, por un lado la aridez del clima obligó a construir diques y sistemas de riego artificial (canales) y por otro lado la competencia de productos provenientes de Europa de mayor calidad.
San Juan es la segunda en cuanto a superficie cultivada por vid en el país, ya que representa un 21,69 %
del total en hectáreas plantadas en todo el país. Desde el punto de vista geográfico la mayor producción se ubica en la zona de los oasis agrícolas de Tulúm, Ullúm y Zonda donde representa el gran parte del área productiva, aunque es posible mencionar el desarrollo visto en los últimos tiempos en el Valle de Calingasta.
También sobresale el cultivo del olivo, donde se sumaron unas 2000 ha nuevas en el 2006, y 1800 se esperan sumar en el 2009 en la zona de Cañada Honda (se plantarían más de 1300 ha), al sur de la localidad de Retamito, (sumarán pronto 250 ha) en el departamento Sarmiento y cerca de la localidad de Encón, en el departamento 25 de mayo (se plantarían más de 100 ha); siempre destinados a producir aceitunas en conserveras y aceite.
En San Juan es importante el número de frutales (durazno, tomate, membrillo, manzana, uva, melón, sandía, etc.) y hortalizas con importantes plantaciones de cebolla en el Valle de Jáchal y ajo en el Valle de Calingasta, también se destaca el espárrago, el zapallo entre otros.
Para beneficio de esta actividad se ha terminado la construcción del embalse Caracoles, una de las obras hidroeléctrica más importante de la Argentina. Esta mega obra permitirá sumar unas 17 000 ha de plantaciones de cultivo bajo riego al oasis agrícola del Valle de Tulum.
También para principios del año 2010, se terminaran las obras de refacción realizadas en el Canal del Norte, principal canal de riego de la provincia que permite el desarrollo de la producción de uva para vinificar, pasas, mostos y consumo en fresco; olivos con destino a conserva y aceite, y cultivos hortícolas varios.
- Anexo:Infraestructura hídrica de la provincia de San Juan

Como ocurre en el resto de la región de Cuyo, en San Juan, la ganadería no es muy significativa, ni representa mucho interés. Actualmente la región cuyana solo contribuye con el 4 % de la producción nacional en materia ganadera. La producción más relevante en esta provincia es la de ganado caprino y, entre las exportaciones son importantes los tambos que se especializan en la cría y explotación de vacunos para la obtención de leche. También es muy destacada la cría de porcinos.

#### Minería

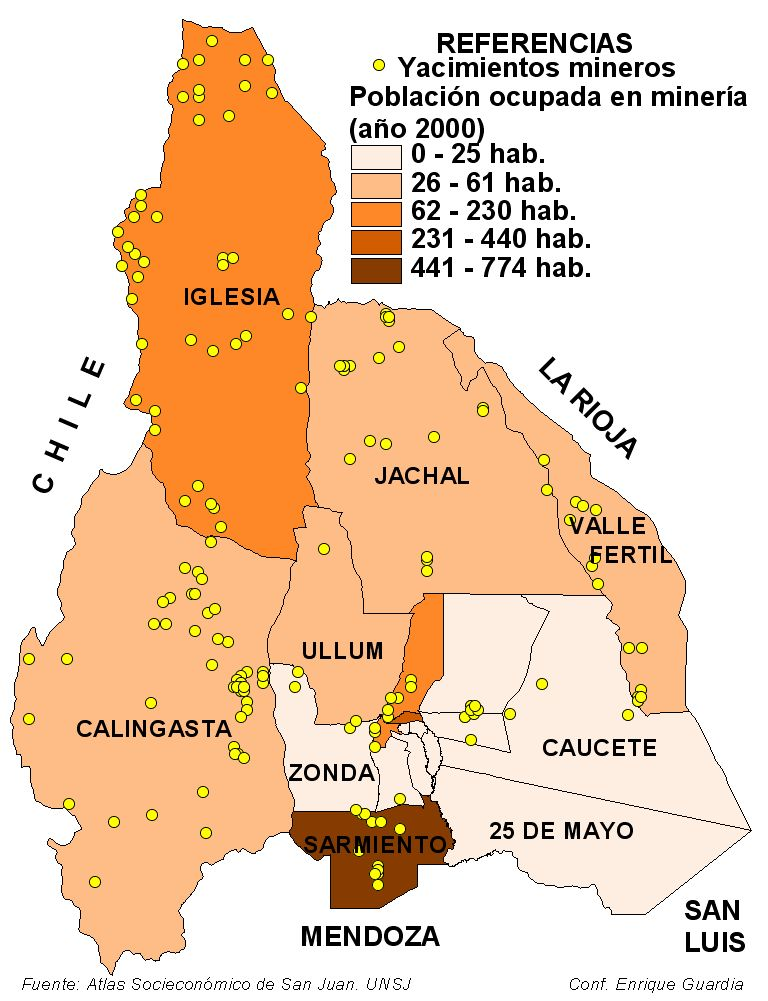
Mapa de la provincia con la distribución de población ocupada por la minería para el año 2000 y los yacimientos minerales.

San Juan es una provincia en la que gran parte del territorio está ocupado por un relieve montañoso, lo cual llevó a diversas empresas mineras, de varios países mineros como Canadá a instalarse en la provincia. Es rica en recursos metalíferos, no metalíferos y rocas de aplicación. La minería económicamente ocupa el 58,4 % de los ingresos monetarios en San Juan.
La ubicación de los recursos mineros, está en tres grandes regiones:
- Región Occidental de San Juan "Cordillera Frontal y Principal": se destaca una región con más de 37.000 km² con buena infraestructura vial, donde es posible la extracción de minerales como el oro, cobre, plomo, plata, zinc, molibdeno, arsénico, bismuto y otras, recursos en minerales industriales y rocas de aplicación como sulfato de aluminio, yeso, granito, riolita y otras.
- Región Central "Precordillera": Esta región es donde tiene lugar la mayor actividad de minería extractiva en la provincia representada por la producción de minerales industriales y roca de aplicación. Son más de 23 000 km² con buena infraestructura vial. Ambiente geológico favorable para mineralizaciones por metales de base y preciosos. Imponente potencial en minerales industriales y rocas de aplicación como caliza, dolomita, diatomita, bentonita, caolín, grava, sulfato de sodio, travertino, mármol y esquisto.
- Región Oriental "Sierras Pampeanas": Esta área posee más de 16 000 km² de ambiente geológico promisorio para metales preciosos y de base. Sistemas de mineralización de auríferos conocidos. Potencialidad en minerales industriales y rocas de aplicación como mármoles y esquistos, minerales de pegmatitas y minerales raros.[47]

A principios de los años 2000 la provincia entró en un importante desarrollo de la minería. Tradicionalmente esta actividad fue desarrollada por pequeñas y medianas empresas locales, en la actualidad, la extracción de minerales se encuentra en manos de grandes compañías multinacionales, que realizan diversas tareas.
El primer proyecto puesto en marcha fue el denominado Veladero uno de los más importantes del país, del cual en menos de 1 año se han extraído más de 11 000 onzas de oro y que entre 2005 al 2007 el 23,1 % del Producto Bruto Geográfico (PBG) de la provincia, es decir casi un cuarto de toda la actividad económica producida ese año lo representó esté proyecto minero. Otras cifras indican que Veladero en relación con el sector industrial, señalan que en el 2007 las exportaciones industriales de San Juan totalizaron 457 millones de dólares, contra 56 millones de dólares en 2003. Esto permitió que la provincia pasara de ocupar el puesto 13 en el tabla clasificatoria nacional de exportaciones industriales, con respecto a las demás provincias, en 2003, a situarse en el puesto 5 en 2008, con una proyección sostenida de crecimiento para el año 2010.
Pero se destacan más proyectos entre ellos está Gualcamayo, ubicada en el departamento de Jáchal, que, a principios de 2009, obtuvo su primer lingote de oro puro al 99 %, y que el para el 7 de mayo de 2009 la mina ya había alcanzado el 60 % de su capacidad de producción, iniciando sus actividades definitivas el 30 de septiembre de 2009, este proyecto se prevé que produzca 150 000 onzas de oro por año, y luego de los 10 años de vida útil previstos para la minería metalífera, existe la posibilidad, y continuar explotando industrialmente la cal.
Otro es Pascua Lama, con la particularidad que se lo compartirá con el vecino país de Chile, tratándose de uno de los proyectos más importantes del mundo. También, que actualmente está en proceso de evaluación de la factibilidad, es el proyecto Pachón, ubicado en Calingasta, que para el año 2008 había tenido un avance importante en relación con su desarrollo de infraestructura.
San Juan es una de las provincias que tiene mayor capacidad para la exploración de país. Ha logrado un importante desarrollo en la producción de minerales industriales, naturales y elaborados, como caliza, dolomita, yeso, cuarzo, bentonita, feldespato, mármol, laja, cemento, carbonato de calcio y carburo de calcio, destacándose en extracción y producción de cales y oro.
Acompañado del desarrollo e impulso por parte del gobierno de dicha provincia, llegó el conflicto relacionado al impacto ambiental que experimenta esta actividad. Originando una fuerte brecha entre opositores y quienes defienden esta actividad en la provincia, llegando a debates que repercuten a nivel nacional por la actualidad. (Véase: impacto ambiental potencial de la extracción y procesamiento de minerales).
También a partir del año 2006, se inició la búsqueda de petróleo, más precisamente al norte de la provincia en el valle del Bermejo en el departamento Jáchal y también cerca de la localidad de Tamberías, en Calingasta. Que para el 2009, se notificó que la inversión en la búsqueda de petróleo no variaría por la crisis internacional.

### Actividades secundarias

#### Industria

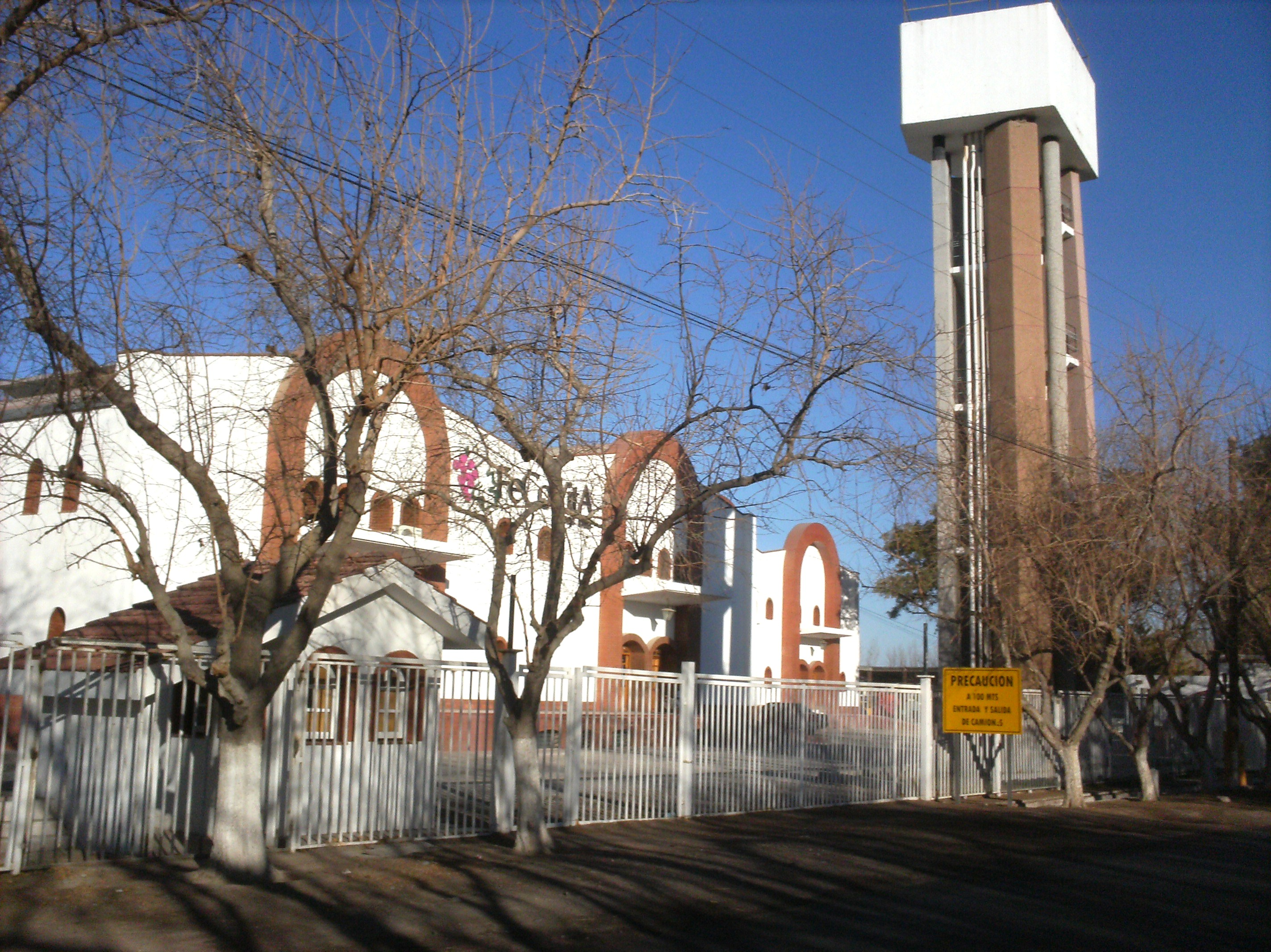
En la industria, la del vino, tiene importante significativa, vista de una bodega en Albardón.

La industria del vino en las denominadas bodegas, ha ocupado históricamente el puesto número uno en la economía de esta provincia, hoy está orientada a la producción de vinos comunes (de mesa), o sea aquellos cuya calidad es inferior y vinos finos, cuya calidad es superior a los anteriores, al igual que su costo económico. A partir de los últimos años se ha comenzado la exportación de vinos hacia distintos lugares del mundo.
En el 2008 San Juan, por primera vez el volumen de mosto había superado al del vino con un 55 %. Todo hacía indicar que se repetiría esta historia del San Juan mostero, pero la crisis internacional hizo su repercusión. Esto afectó el precio internacional, que sumado a la escasa participación en el sector mostero, por parte de empresarios. En cambio la cosecha 2009 volvió a mostrar cifras que mantienen a esta provincia como la más diversificada, en cuanto al destino industrial que se le designe a la uva de todo el país: el 47 % de dichos frutos fueron destinados a mosto y el 53 % a vinos. Estos porcentajes indican que San Juan, volvió a destinar por mayoría en el 2009 la producción de uvas para la industria del vino. Sin embargo para el 19 de abril de 2009 se notificaba un nuevo aumento en el precio (costo) del mosto
También se destaca la industria del aceite de oliva, otra de las más importantes de la provincia, fabrica aceites vírgenes, refinados y de oliva puro o riviera, ya que en los últimos 20 años San Juan prácticamente multiplicó por 9 sus ingresos de divisas por envíos al exterior de este producto.
Luego de los años 1980, hubo una expansión industrial que ahora abarca, además de las bodegas ya tradicionales, plantas elaboradoras de alimentos (conservas de frutas y hortalizas, y algunas bebidas sin alcohol) y fábricas químicas, de plásticos, de ferroaleaciones, de autopartes y de productos textiles.
La agroindustria se completa con la producción y procesamiento de ciruelas, damascos, duraznos, etc; derivados del olivo, como el aceite y las aceitunas; caldos de manzanas para la obtención de sidras; algodón de fibra mediana y larga, cebolla de exportación.
En cuanto a las industrias derivadas de la actividad extractiva se destaca la fabricación de cemento, de parte de la reconocida firma "Loma Negra" en las cercanías de la Quebrada de Zonda en Rivadavia. También se destaca la producción de carburo de calcio, ferroaleaciones, silicio metálico y cal, principalmente en la localidad de Los Berros y zonas del departamento Albardón.

### Actividades terciarias

#### Turismo
La provincia de San Juan identificada con el seudónimo de "tierra del sol" posee un recurso escénico (paisaje) de imponentes montañas, valles, oasis agrícolas y turbulentos ríos del deshielo, donde se desarrollan numerosos atractivos turísticos, que han comenzado a ser intensamente explotados para el viajero.
Gran parte del territorio sanjuanino está ocupado por la Cordillera de los Andes, montañas que sin lugar a dudas atrae a numerosos turistas interesados en ver sus imponentes paisajes, las actividades deportivas como el andinismo, a través del ascenso al cerro Mercedario con casi 7000 m s. n. m., o, aunque su desarrollo para ejercerlo es muy escaso, el esquí, puesto proyectado para futuro la construcción de un centro de esquí que llevará el nombre de "Manantiales". Estas montañas también son visitadas con el propósito de tener contacto con la nieve, como a través de una visita a los penitentes que se desarrollan el Paso de Agua Negra.
Entre la cordillera y la precordillera, se extiende una depresión estructural donde se ubican los valles y oasis cordilleranos de: Calingasta e Iglesia en cuyo paisaje predomina el contraste por la diferenciación de las nombradas geoestructuras, serpenteado por los ríos, arroyos, producto del deshielo. En ellos se han instalado postas campestres, algunos hoteles y cabañas de todo tipo, desarrollándose un turismo rural, principalmente en localidades como: Barreal o Rodeo. A su vez es posible la práctica actividades de deportes de tipo aventura como el windsurf en el embalse Cuesta del Viento o carrovelismo en el Barreal Blanco, también es posible hacer un turismo científico con la visita al complejo astronómico El Leoncito. Hay sitios de interés histórico, en Calingasta por ejemplo, algunos relacionados con José de San Martín y el Ejército de los Andes, puesto que la zona fue paso la principal ruta sanmartiniana en caso del Paso de los Patos; o en Iglesia con el caso de la capilla de Achango, con más de 400 años y los restos de las rutas incaicas, entre otros.
Al este de los nombrados espacios se localiza una serie de grandes valles rodeados por serranías precordilleranas por donde discurren turbulentos ríos aptos para la práctica de rafting, como es caso del Jáchal, mientras que en el San Juan se realizan otra serie de deportes acuáticos, puesto que se destacan los embalses: Los Caracoles, que en la actualidad su acceso es restringido por su reciente inauguración, y el Ullum rodeado de una infraestructura relacionada con la recreación, ocio y alojamiento de todo tipo.
Entre los grandes valles están el de Jáchal, donde los sitios históricos relacionados con la presencia de molinos harineros, que datan del siglo XIX, demuestran pasado apogeo económico de la zona, priman ante la opción del turista, sin embargo, son admiradas prácticas culturales tradicionales como el tejido a telar o las comidas típicas y la arquitectura colonial de la ciudad de San José de Jáchal, puesto que aquí se desarrolla la Fiesta de la Tradición cada noviembre. También sobresalen como grandes atractivos tanto para turistas como científicos, La Ciénaga, donde cada geoforma denota un gran pasado geológico que debe ser estudiado o la cuesta de Huaco, cuyo paisaje ha sido de inspiración. El otro gran valle es el del Tulum que atrae a numerosos turistas que recorren y buscan los circuitos de viñedos y bodegas, puesto que se desarrolla un turismo temático basado en la vitivinicultura, con creación de las denominadas "Rutas del Vino", siendo San Juan en el año 2006 la que pasó al frente en el turismo vitivinícola al ser la provincia donde más se incrementó el número de visitantes a las bodegas, casi un 80 % respecto al 2005, según un informe nacional realizado por "Bodegas de Argentina", las visitas pasaron de 41 460 a 74 481 en un año. Otro punto turístico de importancia es también, en la localidad de Vallecito, en Caucete, el Santuario de la Difunta Correa, muy visitado por turistas de todo el país y por supuesto también recibe una importante cantidad de turistas la ciudad de San Juan, conocida por su moderna arquitectura que la diferencia de las demás del resto del país, con amplias calles frondosamente arboladas al igual que plazas parques y paseos, hacen que sobresalga en el desierto sanjuanino, es la causa por el cual posee el seudónimo de "ciudad oasis". Posee atractivos como la Casa natal de Sarmiento y la moderna catedral, entre otros. También se destaca Rivadavia con varios sitios turísticos principalmente en la Quebrada de Zonda (véase sitios turísticos de Rivadavia).

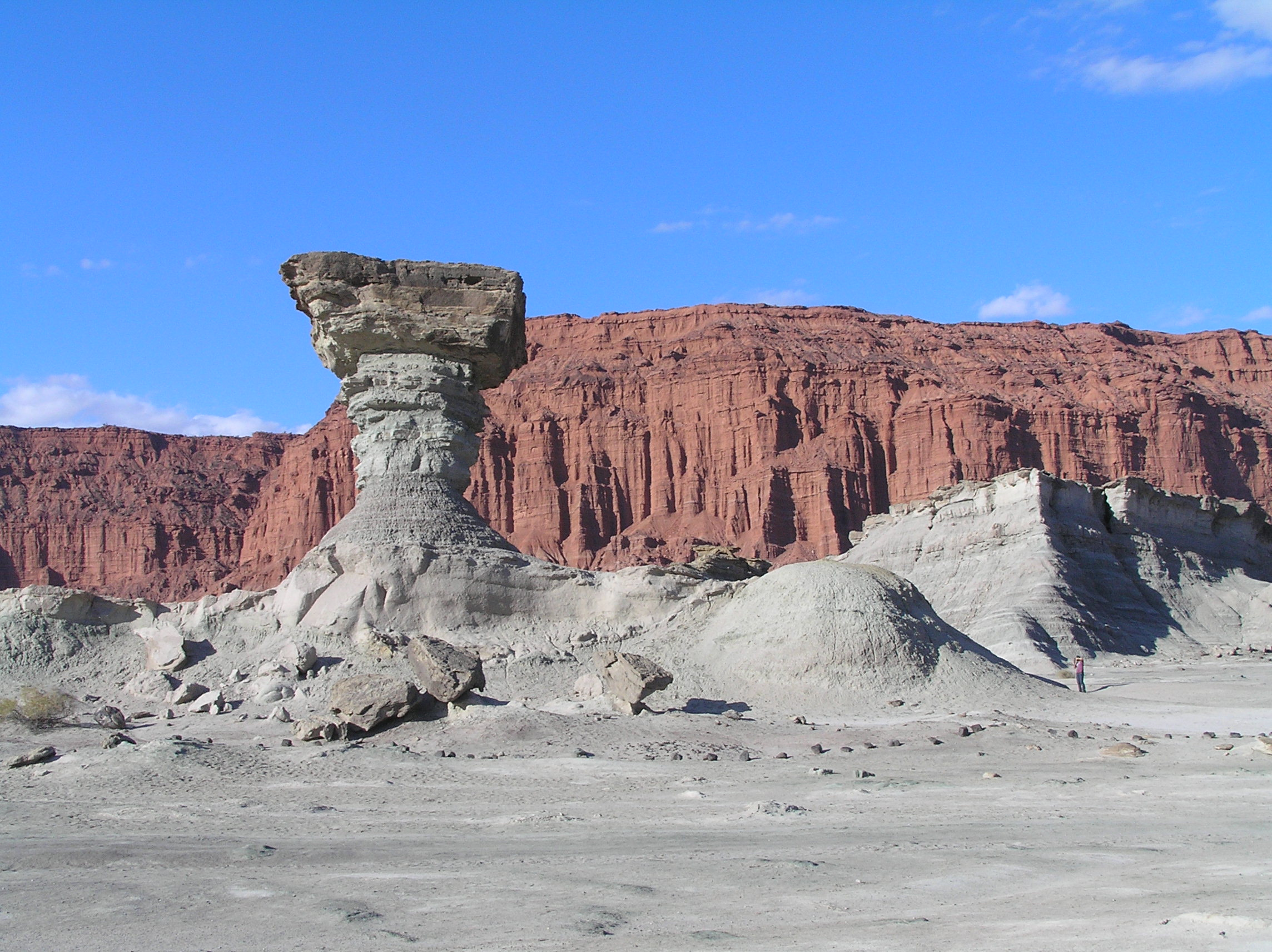
Ischigualasto, el principal destino turístico de la provincia.
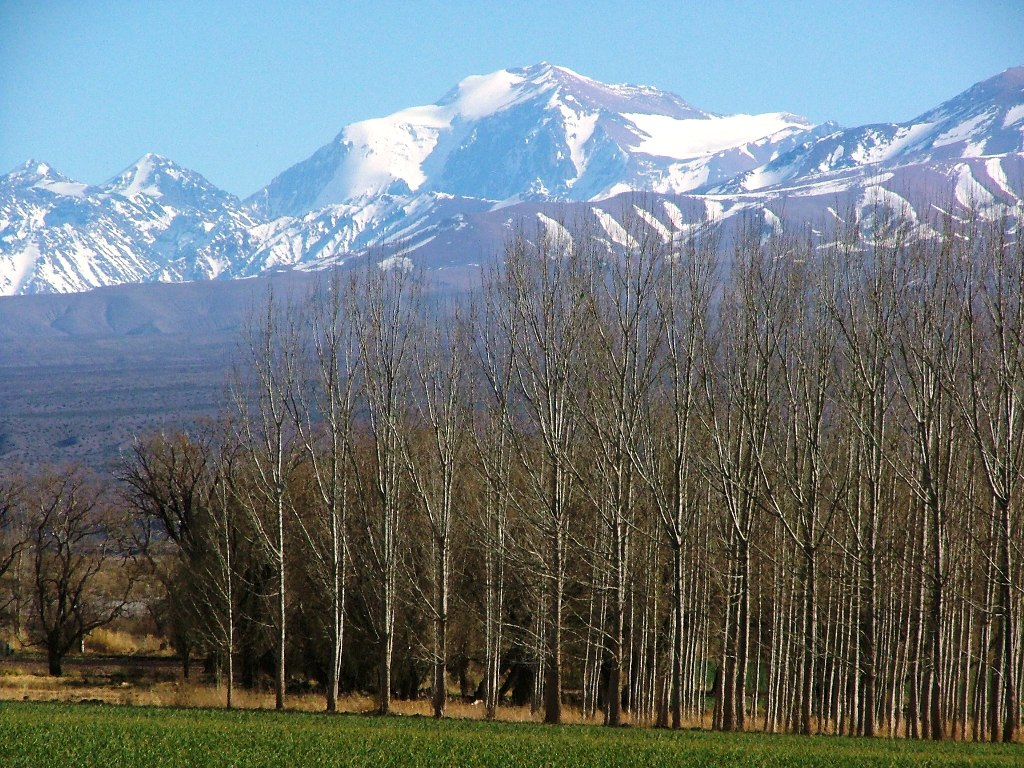
Barreal, principal centro turístico del Valle de Calingasta.
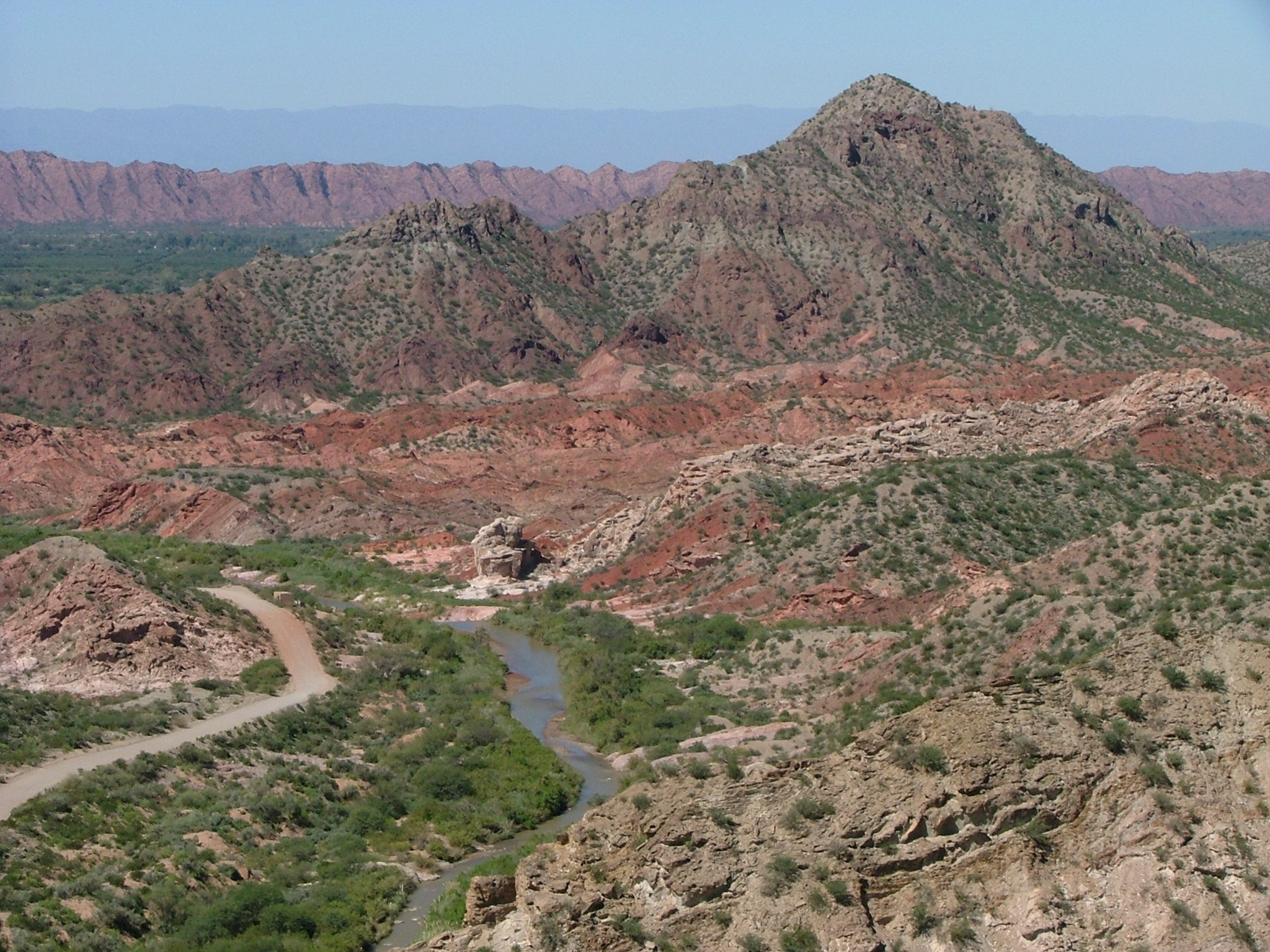
Cuesta de Huaco, uno de los atractivos de Jáchal.

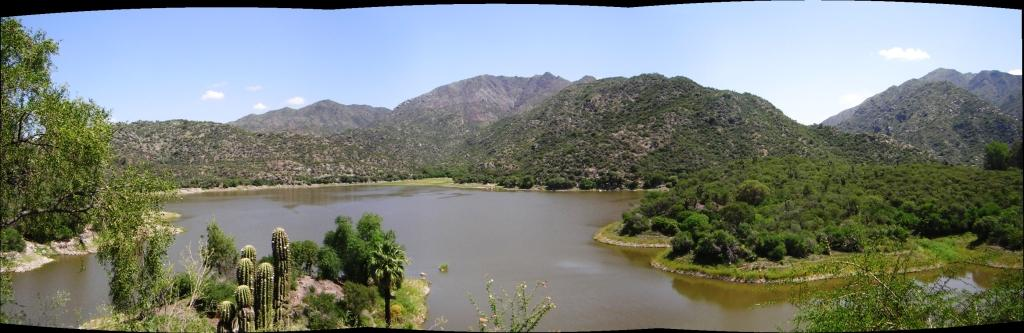
Valle Fértil, uno de los principales destinos turísticos del interior de la provincia.
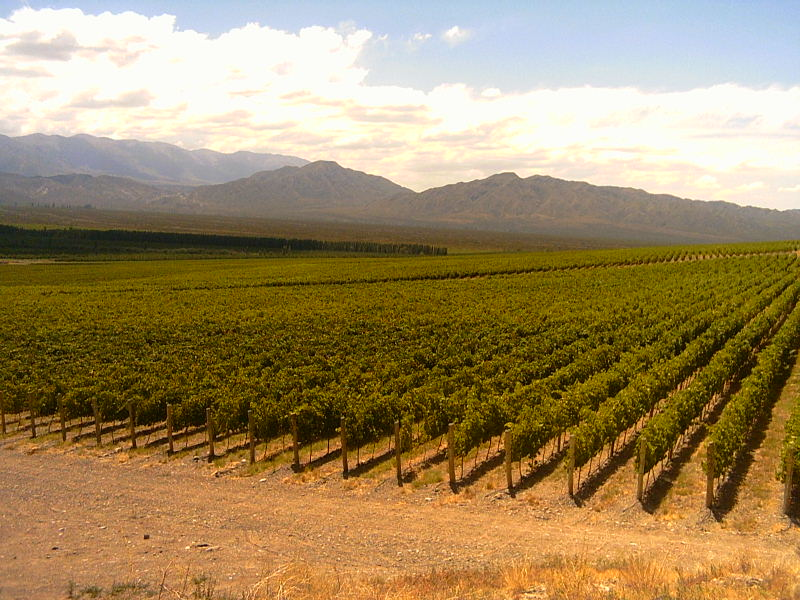
Viñedos en el Valle del Tulum
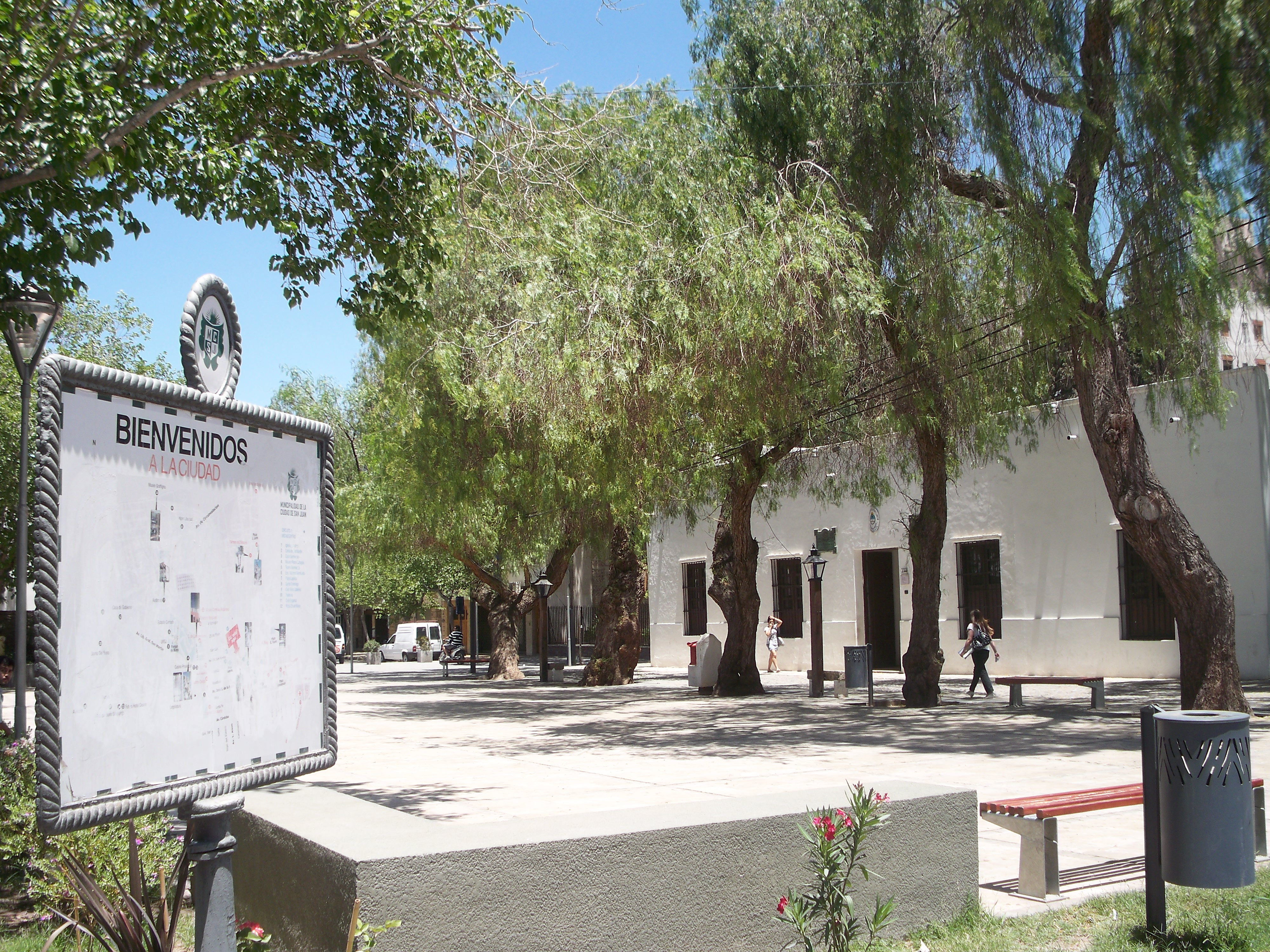
Casa Natal de Sarmiento

Tras las sierras, Valle Fértil, es una zona de imponentes serranías con abundante vegetación surcados por ríos y arroyos vitalizados por las precipitaciones, que se contrasta con la extrema aridez de Ischigualasto, que sin lugar a dudas, es el principal destino turístico, tanto para viajeros como para científicos por su importante pasado geológico como por su reserva paleontológica. Presenta un fuerte desarrollo en infraestructura turística principalmente en Villa San Agustín.
Además, se realizan diversas festividades cívicas que rinden homenaje a las actividades económicas, fenómenos naturales y a la cultura de los sanjuaninos, donde se destaca la Fiesta Nacional del Sol, que se realiza en forma anual con desfiles de carrusel y diversos espectáculos artísticos, la Fiesta Nacional de la Uva y el Vino en Caucete, la Fiesta Nacional de Santa Lucía, en la localidad homónima, la Fiesta Nacional de la Tradición Jachallera, en San José de Jáchal, Fiesta de las destrezas criollas y el folklore, en Médano de Oro, Rawson.

#### Energía
Energía hidroeléctrica

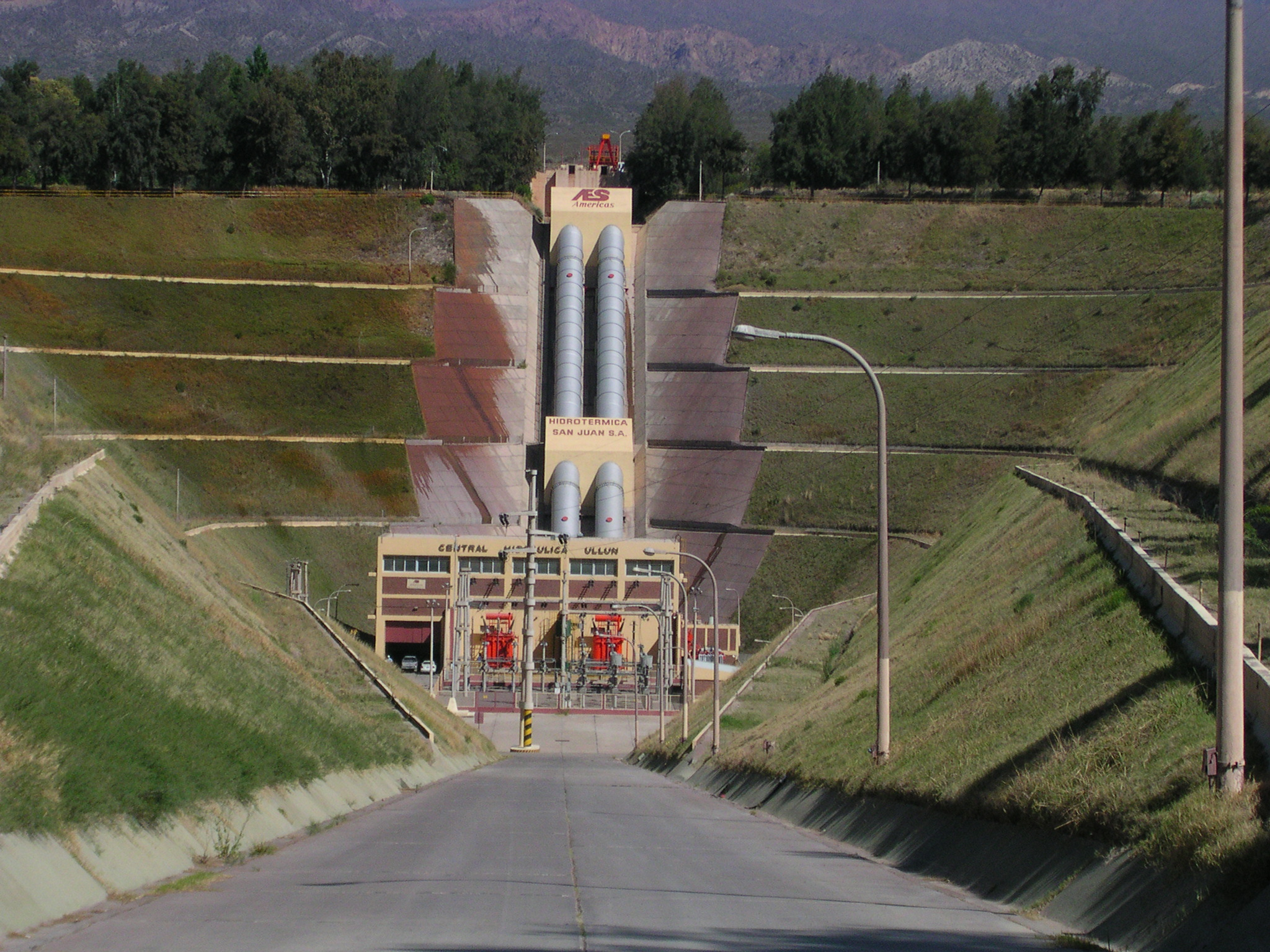
Central hidroeléctrica Ullum I y II (la olla).

En San Juan se destaca la producción de energía hidroeléctrica, hoy, según EPSE (Energía Provincial Sociedad del Estado), en cifras globales San Juan consume unos 1 700 GWH al año, y cuenta con uno 900, de los cuales unos 715 aportan Represa Los Caracoles y unos 172 Ullum I y II. Sin embargo ya está en marcha una nueva obra que es la Represa Punta Negra, que prevé estar terminada para el 2013, que logrará sumar unos 296 GWH; y también para el 2017, la Represa El Horcajo, que se ubicará sobre el río de los Patos en Calingasta, sumará alrededor de 200 GWH.
Energía solar

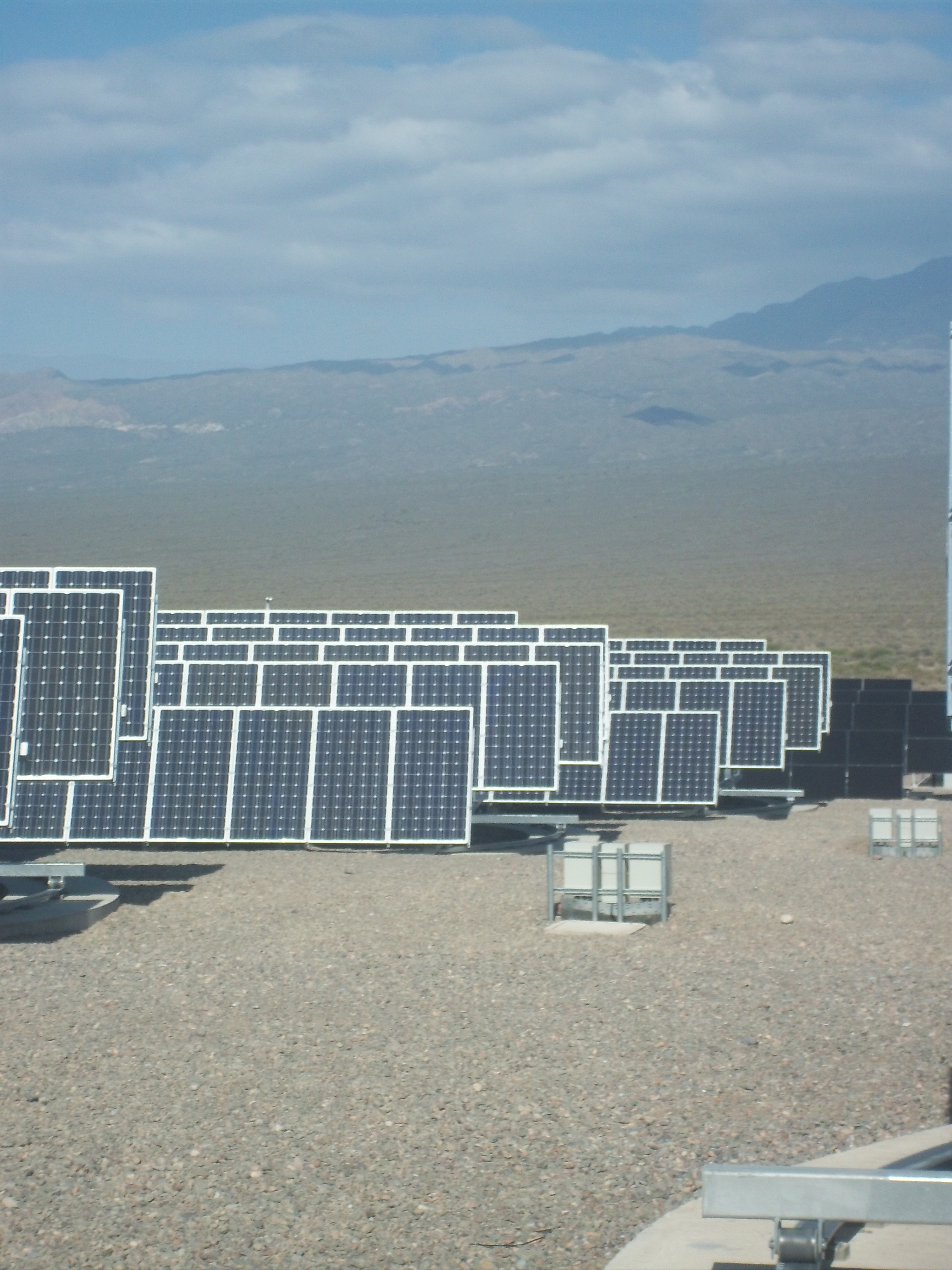
Planta solar San Juan I en Ullum.

Además de la energía hidroeléctrica, en San Juan, recientemente se ha comenzado a producir energía solar fotovoltaica. La provincia cuenta con dos instalaciones dedicadas a la producción de dicha energía, una es la Planta solar San Juan I, ubicada en Ullum y la otra es el parque solar fotovoltaico Cañada Honda, ubicada en la localidad de Cañada Honda, en Sarmiento.
La planta San Juan I tiene las características de una planta piloto, donde se prueban varias tecnologías, puesto que se colocaron paneles solares monocristalinos, que tienen el mayor grado de pureza; pero también hay policristalinos y amorfos. La misma demandó una inversión de 12 millones de dólares del presupuesto provincial y aporta 1,2 megavatios de electricidad.
Otra energía que comenzará producir San Juan para el 2011, es la geotérmica, que consiste en obtener electricidad a partir del aprovechamiento de agua termal existentes en los subsuelos. La central estará ubicada en el paraje Los Despoblados, en el Valle del Cura, departamento Iglesia a unos 370 km de la ciudad de San Juan, y aportará al sistema eléctrico de la provincia 5 MW en una primera etapa, con una inversión inicial de 7 millones de dólares, 2 para tareas exploratorias y 5 millones para la construcción de la central.

#### Transporte

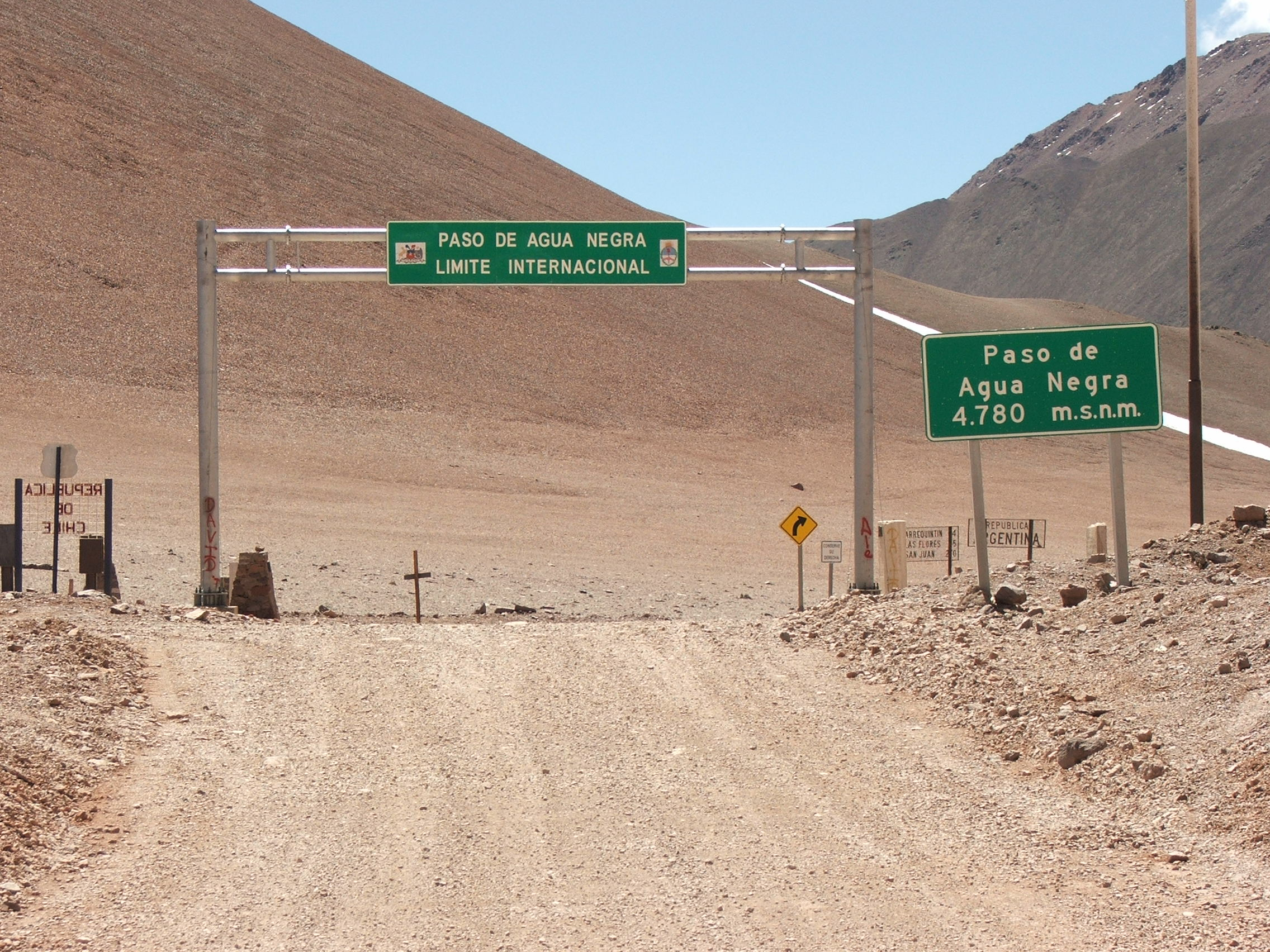
Ruta nacional 150, en el Paso de Agua Negra, donde se proyecta la construcción de los Túneles de Agua Negra.

San Juan posee una buena infraestructura carretera, ya que la mayoría de las rutas que la conectan con el resto del país se encuentran en muy buenas condiciones. Rutas nacionales como la RN40, que la atraviesa de norte a sur y la une con las provincias de Mendoza y La Rioja, RN20, uniéndola con la ciudad de Buenos Aires y Córdoba, RN150, la que permite una conexión con el país de Chile y en un futuro con la provincia de la Rioja y todo el norte provincial -conectando Valle Fértil, Jáchal e Iglesia, hasta el límite con Chile, y que es parte vital del estratégico corredor bioceánico.
También se comenzará la construcción de importantes obras viales que favorecerán al turismo más que positivamente. También se destacan otras como la RN 149, que conecta la zona oeste de la provincia y la RN 141, que conecta el sureste de la provincia con zona sur de la provincia de La Rioja.
En el 2009 la provincia tuvo una inversión en obras viales de $165,5 millones de pesos, que constara en la pavimentación de la Ruta provincial 12 hacia el Embalse Caracoles, la construcción de tres puentes importantes para el interior de esta provincia: el de Alto de Sierra, en Santa Lucía- que unirá ese departamento con el de San Martín; el de Cochagual, en Sarmiento, que lo une con 25 de mayo; y el de Buena Esperanza, en Iglesia.
También está proyectado para el 2011 la construcción, de una vía comunicación interoceánica, con la construcción de un túnel (Túneles de Agua Negra), que conecte los puertos del Pacífico (Coquimbo, Chile) y del Atlántico (Porto Alegre, Brasil) por el Paso de Agua Negra, es una necesidad planteada desde hace más de una década. Esta vía es un instrumento “físico- territorial” que agilizaría el comercio de los países del Cono Sur latinoamericano (Mercosur y Chile). Su importancia estriba en que el Cono Sur necesita colocar su producción exportable en el mercado mundial, teniendo como objetivo principal los mercados del Asia-Pacífico. Esto provocaría un incremento en el comercio incentivando la producción exportable en las áreas de influencia del Corredor. La IV Región Chilena (Coquimbo) necesita la carga de los productores argentinos para que el funcionamiento su puerto sea más dinámico de lo que es actualmente. Mientras que para San Juan se espera la reactivación total de la zona norte, (Jáchal, Ischigualasto e Iglesia) de la misma, desde el punto de vista económico y turístico
El transporte de colectivos de larga distancia circula por casi todas las rutas provinciales y nacionales de la provincia con destino a todas las demás provincias del país y ciudades. Es atendido en las modernas terminales de ómnibus con las que cuenta la provincia una en la ciudad de San Juan otra en la de San José de Jáchal y en la ciudad de Caucete, que en la actualidad está en construcción. En bus se tardan alrededor de 18 horas hacia la ciudad de Buenos Aires.
En cuanto al transporte aéreo, de la provincia salen vuelos con destinos nacionales hacia la ciudad de Buenos Aires, cuenta con un aeropuerto, el Aeropuerto Domingo Faustino Sarmiento. En aviones de cabotaje se demora 90 minutos para llegar a Buenos Aires.
El sistema del transporte público de la ciudad de San Juan y alrededores (Gran San Juan), incluye ómnibus señalados con números y letras con recorridos que conectan el centro de la ciudad con las demás ciudades como Villa Krause, Rivadavia, Santa Lucía, Villa Paula Albarracín de Sarmiento y Aberastain, remises y taxis, pero el crecimiento desmedido de la población ha llevado al estudio para la instalación de nuevos medios de transporte, es el motivo por el cual está en proyecto la instalación de trolebús y tranvía.
- Anexo:Rutas nacionales de la provincia de San Juan
- Anexo:Rutas provinciales de la provincia de San Juan
- Anexo:Líneas de colectivo del Gran San Juan
- Anexo:Líneas de colectivos de media y larga distancia de la Provincia de San Juan

### Región del Nuevo Cuyo
El 22 de enero de 1988, los gobernadores de las provincias de La Rioja, Mendoza, San Juan y San Luis firmaron el Tratado de Integración Económica del Nuevo Cuyo.
El proceso de regionalización en la República Argentina está basado en el artículo 124 de la Constitución Nacional.
El Tratado de Integración Económica del Nuevo Cuyo dio forma a la región para fortalecer la integración de la región, mejorando los medios de comunicación y transporte, promoviendo la oferta de bienes y servicios regionales, tanto en el plano nacional como internacional y la ejecución de emprendimientos productivos y comerciales con otros países, especialmente los latinoamericanos.
Como órgano de gobierno de la región se constituyó la Asamblea de Gobernadores, que es la instancia máxima de decisión para este Acuerdo Interjurisdiccional en lo que respecta a la fijación de pautas para la integración y definición de políticas.
Existe también un Comité Ejecutivo integrado por los Ministros de Economía de las Provincias de San Juan y Mendoza y Ministros de Hacienda y Obras Públicas de La Rioja y San Luis, quienes tendrán a su cargo la formulación de las diferentes propuestas para la toma de decisión y las tareas operativas de su implementación.

## Cultura

### Costumbres
Carnaval: de origen religioso, el carnaval es una festividad de mucho arraigo en la provincia de San Juan. Desde los tiempos coloniales hay relatos que hablan de murgas en las calles sanjuaninas, así como de la costumbre de “chayar”. El carnaval sanjuanino tuvo una época de esplendor a comienzos del siglo XX, ya que además de los desfiles públicos, se realizaban grandes bailes en clubes de barrios. En la actualidad el carnaval se desarrolla fuertemente en el departamento Chimbas, que logró resistir el paso del tiempo. Se realiza todos los años y cuenta con la activa participación de los barrios, clubes, instituciones vecinales, comercios e industria, además del gobierno municipal.
Vendimia: la cosecha de la uva es toda una tradición en San Juan. Muchas veces, un trabajo que comprometía a familias enteras, ya que producía ganancias importantes en poco tiempo. Padre, madre, hijos y algún pariente se dirigían a las fincas como cosechadores, mientras los ancianos se quedaban en las casas dedicados a los quehaceres domésticos. Esta costumbre, si bien se conserva en esta provincia, ya no es tan común como hace 30 años.
Carneo: de origen español, es una costumbre muy arraigada en San Juan, el carneo se realiza en los meses de junio y julio y, según lo que decida el dueño de casa, puede extenderse por dos o más días. Se trata de la matanza del cerdo, de la cual se realizan productos como el chorizo, la morcilla y el jamón.
Comidas típicas: en San Juan se destacan comidas como el tradicional asado o las empanadas, como en el resto de la Argentina. Sin embargo se destacan comidas locales como el tomaticán, las sopaipillas, la carbonada, las semitas con chicharrón, los niños envueltos y la cazuela. Asimismo, el dulce de membrillo rubio de San Juan es una denominación de origen protegida por la legislación nacional.

### Música
En San Juan la tradición folklórica se remonta a la época colonial, cuando distintos ritmos musicales ingresaron a la provincia desde Chile, también algunos de ellos provenientes de Perú.
Particularmente el ritmo más populoso de San Juan es la Tonada, que llegó a la región centro-oeste de la Argentina desde Chile. La canción que con el nombre de Tonada se canta en el país trasandino mantiene algunos puntos en común con la que se ejecuta en Cuyo aunque esta, al fusionarse con el estilo, adquirió un carácter más grave y reposado.
También son géneros muy típicos la cueca, el gato, el vals y la zamba; con ritmos propios más cadenciados comparados con el de otras zonas. Todas estas melodías se interpretan con asiduidad en fiestas y reuniones familiares, así como en peñas y festivales folclóricos. Es muy común que se ofrezcan serenatas en aniversarios u otras ocasiones especiales (típicamente, comenzando con una tonada). Los textos de este tipo de música son ricamente expresados, y abarcan temáticas mayormente de índole amorosa, costumbrista o paisajística. Las cantan solistas o en dúo, con acompañamiento de una, dos y hasta tres guitarras que desarrollan y ornamentan la melodía, además de rasguear el acompañamiento.

### Deportes

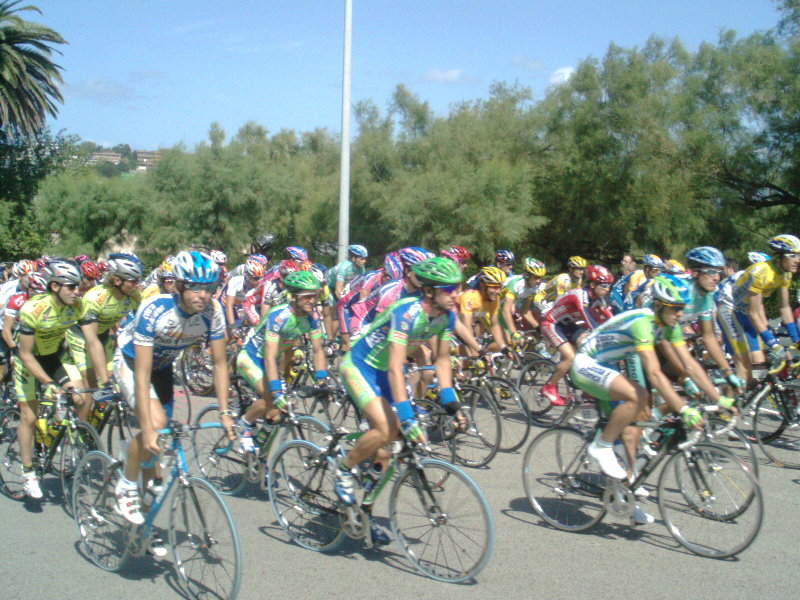
Uno de los deportes más practicados en San Juan es el ciclismo.

En la Provincia de San Juan, hay varios deportes populares, entre los que destacan: el fútbol, el ciclismo, el hockey sobre patines, el voleibol, el hockey sobre césped, el básquetbol, el rugby y el tenis.
Fútbol: En la provincia son varios los equipos grandes pero los 3 más grandes son considerados por historia y por ser los más convocantes de la provincia el Club Atlético San Martín, con gran concurrencia de hinchas, y cuenta con un estadio propio llamado "Hilario Sánchez", Otro es el Club Sportivo Desamparados, que también cuenta con un estadio propio, es el otro gran convocante de hinchas, su estadio es conocido como "El Serpentario"  estando ambos clubes en el departamento Capital, El otro es el Club Atlético Unión (Villa Krause) que también cuenta con estadio propio llamado el "12 de octubre" más conocido como el "12" es uno de los grandes convocantes junto a los ya mencionado anteriormente. Pertenece al departamento Rawson.
Otros clubes que también tienen participación a nivel Nacional son Juventud Alianza (Santa Lucía), Trinidad (Rawson), Peñarol (Chimbas)
Ciclismo: San Juan es considerada la base nacional de este deporte, siendo la provincia que tiene el calendario de pista y ruta más extenso de Argentina, dirigido por la Federación Ciclística Sanjuanina. Los clubes más importantes son el Pedal Club Olimpia, el Alvear Cicles Club, el Club Huracán y el Club Independiente, entre otros.
En el mes de enero se celebra la Vuelta a San Juan, carrera por etapas que inició en 1982. Comenzó como carrera amateur, pero en 2017 pasó a ser profesional con categoría 2.1, donde corren equipos del UCI World Tour, UCI ProSeries y de Categoría Continental. En 2020, pasa a ser parte del ProSeries, segunda categoría del ciclismo profesional internacional, convirtiéndose en la carrera ciclística más importante del continente. 
Hockey sobre patines: San Juan es conocida como "la cuna del hockey sobre patines". La mayoría del seleccionado Argentino de esta especialidad lo integran jugadores de diferentes clubes Sanjuaninos. Los clubes destacados son: Olimpia Patín Club, Club Social San Juan, Club Deportivo Estudiantil, Concepción Patín Club, Unión Vecinal de Trinidad, Unión Deportiva Caucetera, entre otros, en esta provincia se han celebrado todos los campeonatos mundiales organizados en Argentina, un total de 5: 1970, 1978, 1990, 2001 y 2011.
Hockey sobre césped: Es uno de los deportes más practicados en la provincia, tanto por el sector femenino como el masculino. Los clubes más conocidos son: Universidad Nacional de San Juan(UNSJ), San Juan Rugby Club (SJ.R.C), Unión Vecinal de Trinidad (UVT), Sociedad de empleados de Comercio (SEC), Club Amancay, Loma Negra, Huazihul.
Básquet.: algunos de los equipos más reconocidos son: Club Del Bono, Club Inca Huasi, Unión Vecinal de Trinidad, Urquiza y Lanteri entre otros.
Rugby: este deporte tan popular en Argentina también tiene gran cantidad de adeptos en San Juan. Entre los equipos más importante se encuentran, Jockey Club San Juan (JCSJ), Universidad Nacional de San Juan (UNSJ), Huazihul R.C. y San Juan Rugby Club. Estos pertenecen a la USR (Unión Sanjuanina de Rugby), la cual nuclea al rugby en la provincia.
Tenis: los clubes más importantes donde se desarrolla esta actividad son el Club Banco hispano, Ausonia, Jockey Club San Juan y San Juan Lawn Tenis Club.
Vóley: Existen varios clubes en los cuales se desarrolla dicha actividad, los clubes más importantes actualmente son UPCN Vóley San Juan y el Club Obras Pocito, ambos participantes de la liga A1. El 19 de abril de 2014 y con la victoria en el 3.er juego frente a Lomas en la ciudad bonaerense de Lomas de Zamora, UPCN Vóley San Juan se consagró tetracampeón (2010/11 - 2011/12 - 2012/13 - 2013/14) al ganar por 4.ª temporada consecutiva la Serie A1, venciendo en la final a Lomas Vóley 3-0. Mientras que Obras Pocito finalizó en la 9.ª ubicación de 11 equipos participantes, manteniéndose de esta forma en la Serie A1.
Cabe destacar también, que San Juan, es considerada una de las cunas del Voleibol Argentino, no solo por los campeonatos obtenidos por los clubes de dicha provincia ni por su fanatismo y amor para con este deporte, sino también por ser de las provincias que más jugadores le ha dado al Seleccionado Argentino de Voleibol con nombres de reconocido nivel y trayectoria como: Alejandro Spajić, Jorge Elgueta, Facundo Quiroga, Federico Pereyra, Alejandro Toro. Además de contar en el plantel del 2014 con jugadores que se desempeñan actualmente en el actual campeón UPCN San Juan Vóley, tales como: Javier Filardi, Demián González y Martín Ramos.
Automovilismo: el Autódromo Eduardo Copello ha sido sede de carreras del Turismo Carretera, TC 2000, Top Race y Fórmula 1 Mecánica Argentina. El TC corrió en la provincia por última vez en el año 2022.